# Arquitectura gótica

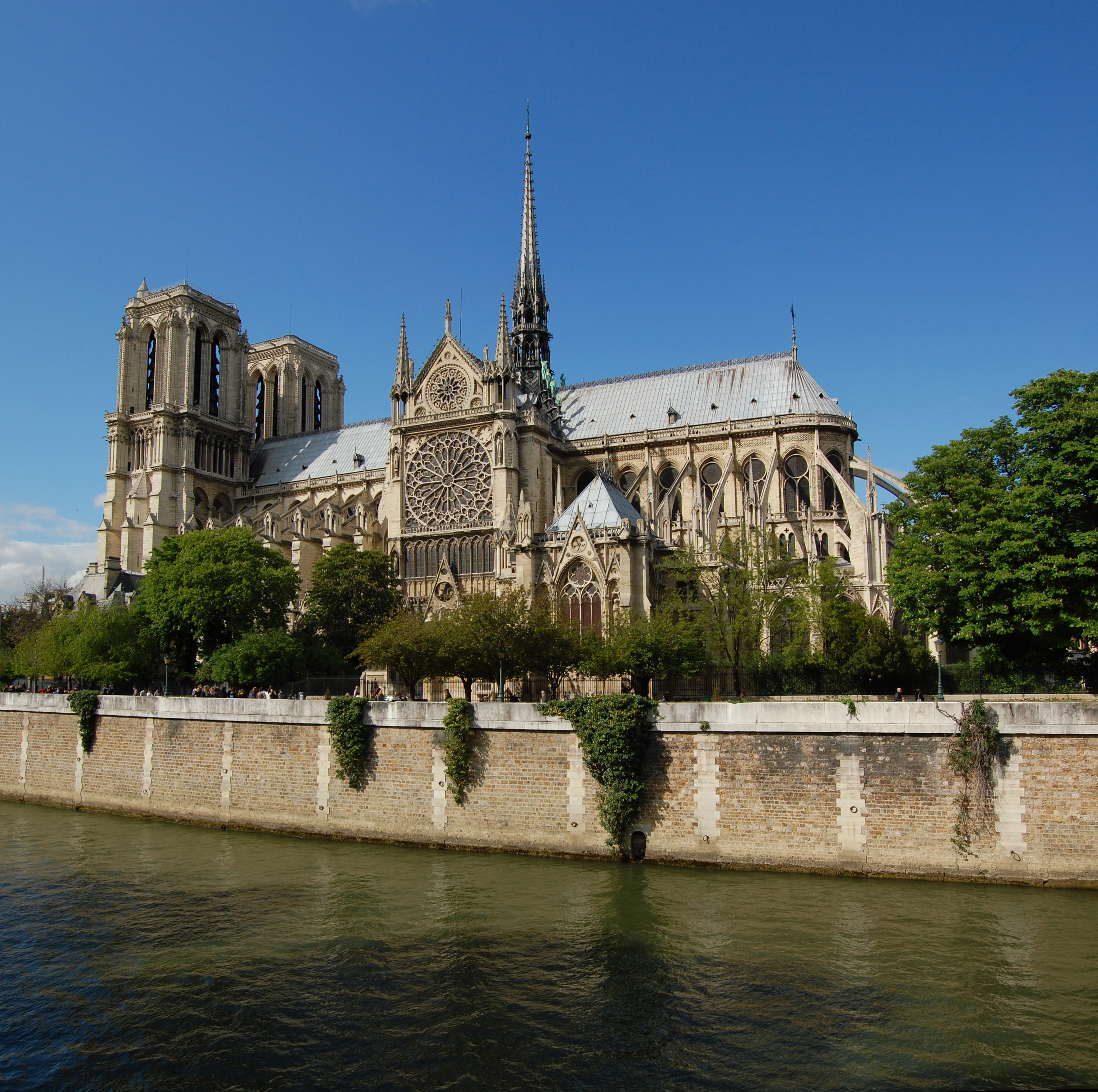
Catedral de Nuestra Señora de París. Ejemplo representativo de la arquitectura gótica, surgida en la región de Isla de Francia (Île-de-France) a finales del. Se aprecian elementos característicos como el arco ojival, las elevadas bóvedas de crucería cuyo peso se transmite a través de arbotantes —claramente visibles en la imagen—, el predominio de los vanos sobre los muros que permite amplios rosetones, la aguja central de gran altura y la ubicación del transepto en posición central.

La arquitectura gótica constituye la base del arte gótico, estilo artístico desarrollado entre el románico y el Renacimiento. Se difundió en Europa Occidental —dentro de la cristiandad latina— durante la Baja Edad Media, desde finales del siglo XII hasta el siglo XV, prolongándose en algunas regiones hasta comienzos del siglo XVI, especialmente fuera de Italia.
Originada en la región de la Isla de Francia a mediados del siglo XII, la arquitectura gótica se expandió por Europa caracterizándose por su marcada verticalidad, tanto en torres como en naves principales. Esta se lograba gracias al uso de arcos ojivales y bóvedas de crucería, cuyos empujes se desviaban a arbotantes y contrafuertes exteriores, liberando a los muros de funciones estructurales y permitiendo la apertura de amplios vanos con vidrieras y rosetones. La planta incorporaba un creciente número de capillas laterales. La pintura y la escultura, hasta entonces subordinadas al muro, adquirieron independencia mediante retablos y decoración exenta.
El término «gótico», adjetivo derivado de godo, fue empleado por primera vez en este contexto por Giorgio Vasari (1511-1574). En su obra sobre artistas toscanos lo utilizó con sentido peyorativo para designar la arquitectura anterior al Renacimiento, propia de los «bárbaros» o godos, a la que consideraba confusa y poco digna frente a la armonía y racionalidad del arte clásico. En su época se usaba la denominación opus francigenum («obra francesa») en referencia a su origen. Paradójicamente, en la España del siglo XVI, el gótico final —isabelino o plateresco— se consideraba «a lo moderno», mientras que el clasicismo renacentista era visto como «a la antigua» o «a la romana».
La arquitectura gótica se opuso progresivamente a los volúmenes macizos y a la escasa iluminación interior del románico, priorizando la ligereza estructural y la luz natural. Aunque su mayor desarrollo se dio en la arquitectura religiosa —monasterios e iglesias—, alcanzó su máxima expresión en las grandes catedrales, cuya construcción se convirtió en símbolo de prestigio para las ciudades. También tuvo relevancia en la arquitectura civil (palacios, lonjas, ayuntamientos, universidades, hospitales y residencias burguesas) y militar (castillos y murallas).
Los dos elementos estructurales fundamentales del gótico son el arco apuntado y la bóveda de crucería, cuyos empujes más verticales que los del arco de medio punto permiten alcanzar mayores alturas y una distribución más eficiente de cargas. La transmisión de esfuerzos a contrafuertes externos mediante arbotantes permite muros más ligeros, sustituidos en gran parte por superficies acristaladas.
La expansión del estilo, desde Normandía e Isla de Francia, abarcó inicialmente todo el reino de Francia y, desde mediados del siglo XIII, se extendió gracias a la influencia del arte cisterciense y las rutas jacobeas hacia el Sacro Imperio Romano Germánico y los reinos cristianos del norte de España. En Inglaterra se adaptó pronto, adquiriendo características nacionales propias. En Italia, aunque presente en algunos enclaves, tuvo una aceptación limitada y fue reemplazado tempranamente por el Renacimiento.
En el siglo XIX, el interés por la Edad Media alentado por el romanticismo y el nacionalismo dio lugar al neogótico, corriente historicista que reinterpretó el lenguaje formal del gótico, a menudo con fines restauradores o reconstructivos. Destaca la figura del arquitecto francés Eugène Viollet-le-Duc por su labor en la conservación y reconstrucción de monumentos medievales.

## Cronología de la arquitectura gótica

### Antecedentes
Los elementos esenciales que caracterizan el estilo gótico ya existían con anterioridad al nacimiento de este estilo arquitectónico, toda vez que se hallan dispersos en edificios de edades anteriores. El arco apuntado fue conocido por los egipcios, asirios, indios y persas de la dinastía sasánida, aunque su uso no era muy corriente. La arquitectura islámica también lo conoció e hizo un uso amplio de él, su ejemplo conocido más antiguo se encuentra en la Cúpula de la Roca, en Jerusalén, construido entre los años 687 y 691, otros ejemplos de gran calidad y belleza de su uso son las mezquitas de Samarra en Irak y la mezquita de Amr en Egipto, cuyas construcciones se realizaron a mediados del siglo IX.
La bóveda de crucería, fue empleada en construcciones árabes de Córdoba del siglo IX y en algunas mozárabes del siglo X y aún virtualmente en las bóvedas romanas desde el primer siglo del Imperio cuando entraban en ellas arcos diagonales embebidos en las mismas. Los arbotantes se encuentran originariamente y de forma rudimentaria en las bóvedas de cuarto de cañón cuando sirven de contrarresto. El principio y distinción de elementos activos y pasivos que caracteriza la arquitectura ojival se extendió y aplicó por los antiguos asirios.
Parece claro que pudo existir una transmisión de estos elementos a través de las visitas realizadas por los cruzados a Jerusalén y a través del norte de África para llegar a España y de ahí al resto de Europa. Fue, sin embargo, la nueva relación entre todos estos elementos la que dio como resultado un nuevo tipo de edificio con unas proporciones diferentes, mucho más esbelto que los edificios románicos y con mayor luminosidad, en el que los muros pueden casi llegar a desaparecer.

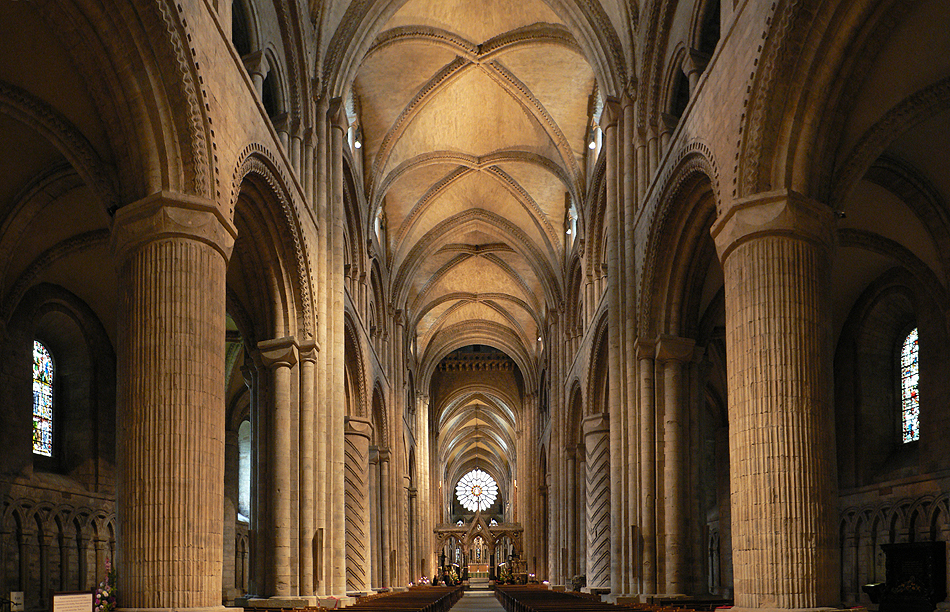
La catedral de Durham que presenta, en su nave principal, bóvedas de crucería, constituye un precedente del gótico, estas bóveda nervadas siguieron un proceso de desarrollo técnico en la formación del gótico, parece que fueron descubiertas de manera simutánea en distintos puntos de Europa, poco después del año 1100, como el norte de Italia, Espira en el valle del Rin y Durham en Inglaterra, desde donde pasó a Normandía.

### Origen del arte gótico
Un error mantenido hasta muy avanzado el siglo XIX, fue suponer que la arquitectura gótica había nacido en Alemania y era peculiar del genio germánico. Los alemanes, basándose principalmente en los textos renacentistas, abogaban porque el estilo gótico, de las grandes catedrales, se había originado a orillas del río Rin.
El estilo gótico nació como tal en el norte de Francia, a mediados del siglo XII. Se da la fecha del 14 de julio de 1140, en que se inició la restauración del abad Suger al deambulatorio de la basílica de Saint-Denis, como la fecha de nacimiento de este estilo, sin embargo debe hablarse más bien de una evolución técnica de las formas de las escuelas románicas regionales. Así, ya a finales del siglo XI, se había comenzado a construir en Inglaterra la catedral de Durham, con bóveda de crucería y estructura gótica. En los primeros momentos, durante el denominado estilo de transición, que se alargó hasta finales del siglo XII, se siguió manteniendo cierta forma o fisonomía románica. Por ejemplo, en el primer gótico se mantuvo una estructura de proporcionalidad clásica en las fachadas, propia del románico, que se puede observar en la catedral de Notre Dame de París, que más adelante se perdió en beneficio de efectos mucho más verticales. De forma esquemática se dice que la arquitectura de este período fue una arquitectura románica con bóvedas y arcos apuntados.

### Plenitud: el gótico clásico
Al comenzar el siglo XIII, el estilo gótico, denominado en este periodo como «gótico clásico», llega a su perfección en las regiones de Normandía y la Isla de Francia, territorio de dominio real de los alrededores de París. Desde allí se extendió a todo el resto de Francia. Se difundió durante el siglo XIII al Sacro Imperio Romano, Inglaterra, reinos hispánicos y principados itálicos, llevado sobre todo por los monjes del Císter. Este estilo llegó a alcanzar las islas de Rodas y Chipre e incluso Siria, transmitido por las cruzadas.

### Gótico radiante
En los inicios del siglo XIV la arquitectura aumenta su esbeltez, tiende a la estilización, iniciándose la independización de la pintura y escultura. El estilo evolucionó hacia una mayor altura, la expansión de los vanos y el mayor apuntamiento de los arcos. Las vidrieras pasaron a cubrir el espacio del muro, sirviendo la arquitectura únicamente de soporte y marco, tiene su máxima expresión en la Sainte Chapelle de París.

### Gótico tardío
A partir de la mitad del siglo XV, comienza el denominado gótico tardío, su fase más adornada, con una creciente riqueza decorativa. Su variedad de lugar, tiempo y circunstancia produjo una gama estilística amplia que escapa a la generalización. Su vigencia es variable dependiendo de las zonas, mientras que en Italia, durante el siglo XV el gótico es desplazado de forma temprana por la arquitectura renacentista, en otras zonas, el estilo propio del gótico perduró hasta bien entrado el siglo XVI, y en Inglaterra, en concreto, perduró una tradición gótica hasta su renovación a través del neogótico, durante el siglo XIX.

## Interpretaciones históricas sobre los orígenes y esencia del gótico
La interpretación del arte gótico ha sido causa de enfrentamientos doctrinales a lo largo de los siglos XIX y XX, además de ser expuesta a grandes transformaciones pasando por una gran variedad de modificación en su estructura.
- Interpretación de la escuela alemana, sustentada principalmente por Wilhelm Worringer. Se trata de una interpretación espiritualista, para la que el gótico es la expresión del alma nórdica, en oposición al alma mediterránea o clásica. Entre los antecesores de esta línea se encuentran autores del siglo XVIII que se oponen a la predominancia del gusto francés. Es significativo, en este contexto, el encuentro entre Johann Gottfried Herder y Johann Wolfgang von Goethe ante la catedral de Estrasburgo en 1770, en que Herder le hará ver a Goethe la sublimidad de ese arte alemán. Esta línea de interpretación ha sido seguida por algunos historiadores del siglo XX, como Max Dvořák, Wilhelm Pinder y Hans Seldmayr. La concepción germánica del arte gótico presta atención a las ideas y no tanto a los medios técnicos para su realización. Las formas solo interesan en relación con su significación mental. Worringer tuvo una gran influencia que actualmente ha sido superada.[6]
- Interpretación de la escuela francesa, encabezada por Viollet-le-Duc. Esta línea ha sido seguida por relevantes historiadores de la Escuela de Archiveros de París —Quicherat, Félix de Verneiuil y después Lasteyrie y Enlart—, que defienden la teoría funcional. Se ha caracterizado por poner el acento en la técnica, en los procesos de construcción y sus condicionamientos formales. Han determinado el origen territorial y técnico del estilo.[7][8]
- Interpretación de Erwin Panofsky desarrollada en su obra Arquitectura gótica y pensamiento escolástico, que establece una analogía entre la arquitectura gótica y el sistema de pensamiento escolástico:. la catedral gótica se trataría de una summa de saberes, que constituye un conjunto inteligible, que participa de una estructura mental común. Se basa en la idea de totalidad.[9]

## Entorno económico y social del gótico

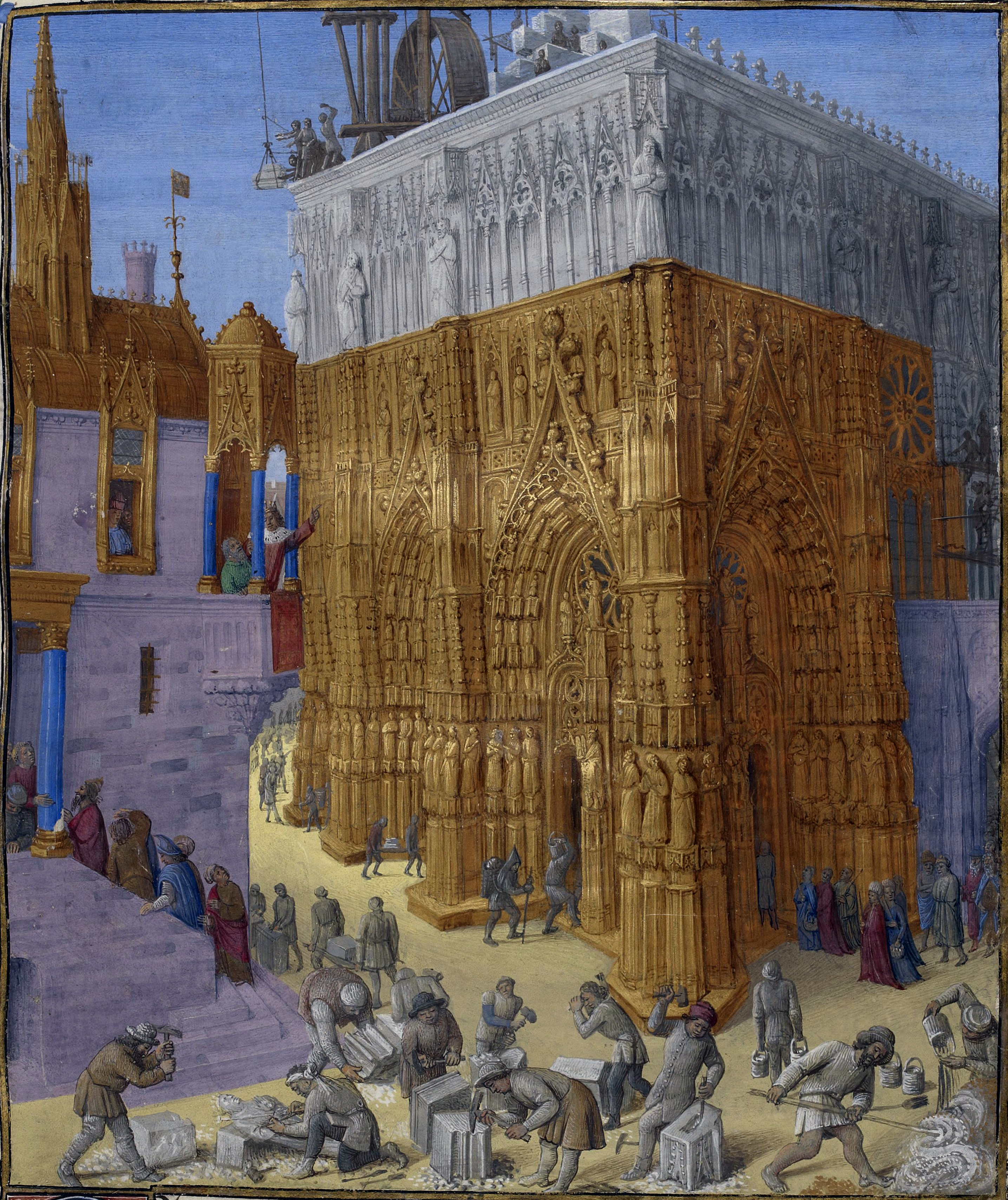
Miniatura la Construcción del Templo de Jerusalén, del pintor Jean Fouquet, pintada hacia 1470 y que describe el proceso de la construcción de una catedral gótica
Biblioteca Nacional de París.

La arquitectura gótica nació, durante la denominada Baja Edad Media, en un momento de cambios económicos, sociales y políticos que supusieron el incremento de la actividad económica y de la producción agrícola, esto conllevó un auge del comercio y una potenciación del poder urbano, mientras que en lo político se fortaleció la autoridad de las monarquías frente a la nobleza. Todas estas circunstancias supusieron la renovación de la estructura socioeconómica que potenció una nueva concepción de Dios y del hombre. En el entorno urbano destacaron dos nuevos grupos que florecieron gracias al rápido desarrollo de las ciudades, los artesanos y mercaderes, organizados en torno a los gremios y las logias. En el ámbito cultural, el protagonismo se desplazó desde los monasterios hacia las escuelas catedralicias y urbanas.
De estas circunstancias surgieron nuevas formas constructivas, por un lado, la catedral gótica, que representaba la expresión del esfuerzo común ciudadano. La iniciativa de las catedrales solía corresponder a las autoridades políticas, religiosas o municipales. Para su construcción se requerían amplios recursos, para algunas obras se obtenía el patrocinio real, que agilizaban la construcción, merced a los recursos de los monarcas. La financiación no solía quedar asegurada por la fortuna particular de los obispos y canónigos, que cedían una parte de sus ingresos, sino que había que recurrir a otras vías como colectas, aportaciones gremiales, reliquias, impuestos sobre ferias y mercados etc. La disponibilidad de recursos marcaba el ritmo de las obras, y se encuentran pocos ejemplos de grandes templos que fueron levantados de una sola vez. Durante el siglo XIV, las obras se detuvieron casi totalmente por la grave depresión económica que se atravesó.
Por otra lado el renacer urbano supuso también la aparición de nuevos tipos de edificios no religiosos, comunitarios como los almacenes gremiales, tiendas y lonjas; públicos como los ayuntamientos, hospitales, las nacientes universidades y puentes, y otros de carácter privado como casas señoriales y palacios, que dejaron de ser monopolio de la nobleza.

## Edificios góticos

### Arquitectura religiosa
La catedral es el edificio donde el gótico alcanza su expresión más plena, en la que se refleja el esfuerzo y la aportación de toda una ciudad. A su construcción suelen colaborar las cofradías y gremios que suelen tener su manifestación en las capillas laterales.
También destaca la arquitectura monasterial, entre la que se distingue:
- La arquitectura cisterciense, con monasterios situados en el campo, desconectados de la vida civil, que desarrollan un estilo protogótico y que servirá para la propagación del estilo gótico por toda Europa. Aunque tampoco todos los componentes de esta arquitectura servirán de fundamento para el gótico.
- La orden cartuja
- Dominicos y franciscanos

Ejemplos de arquitectura gótica religiosa
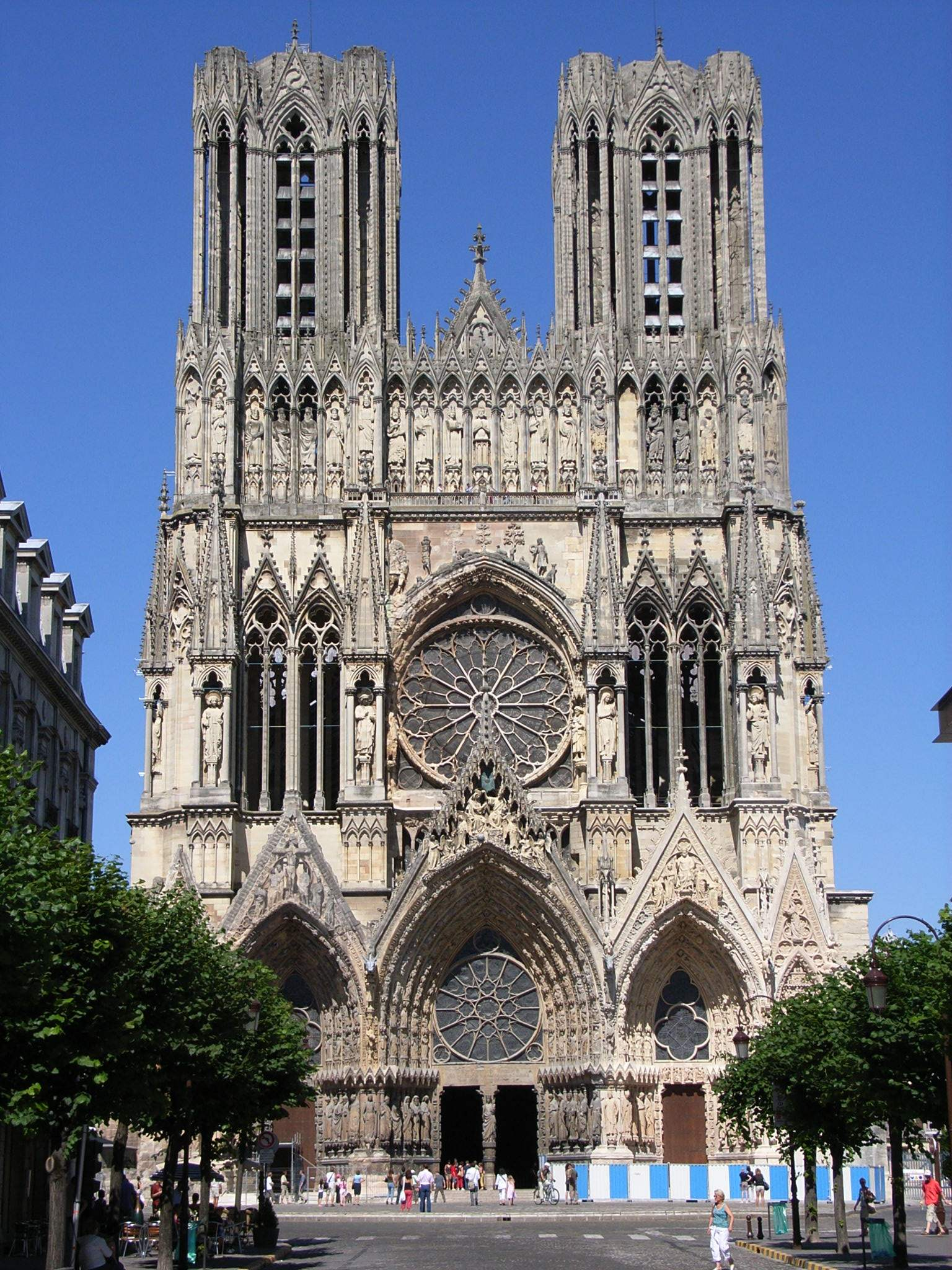
Catedral de Reims
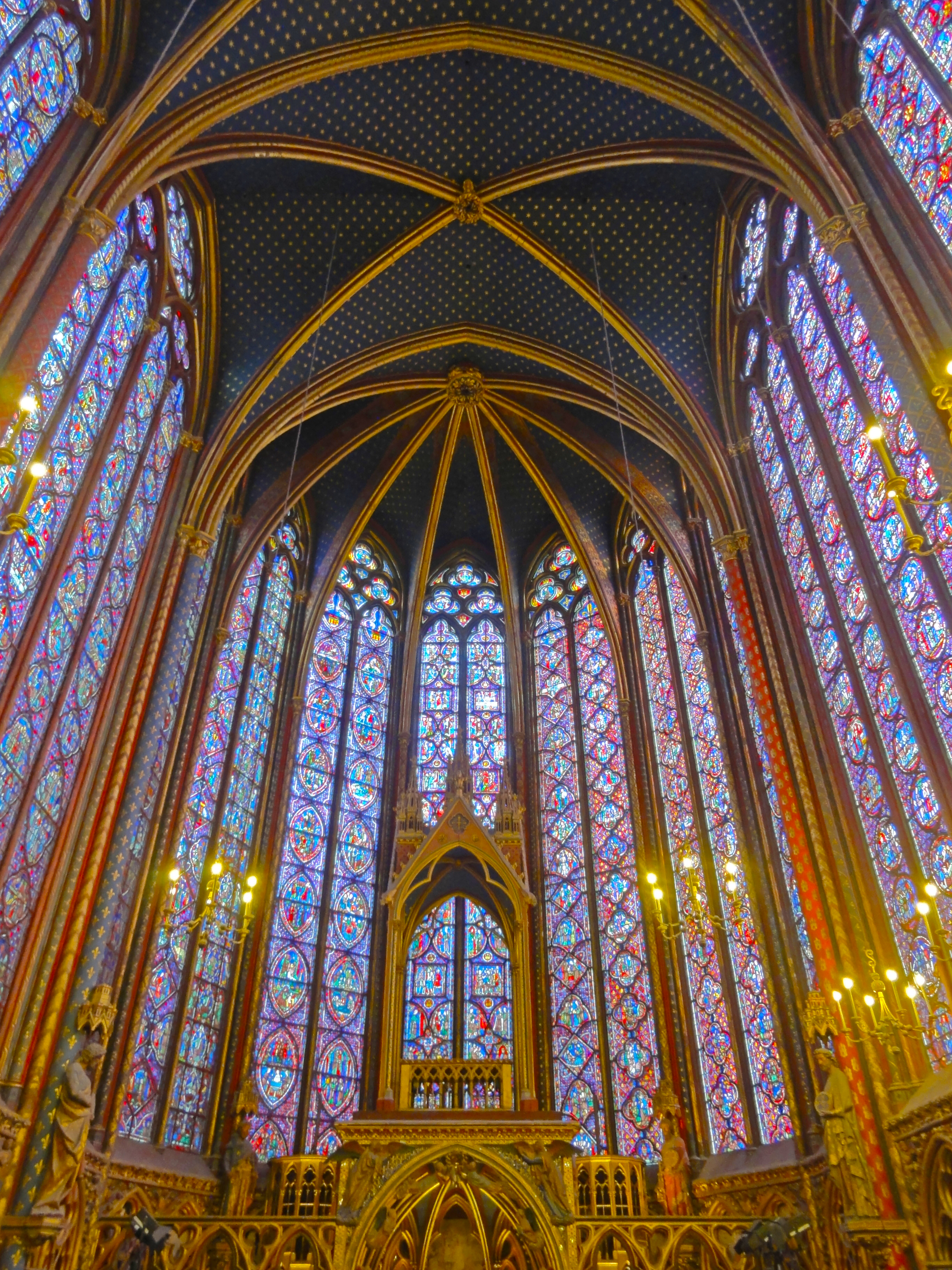
Sainte Chapelle de París
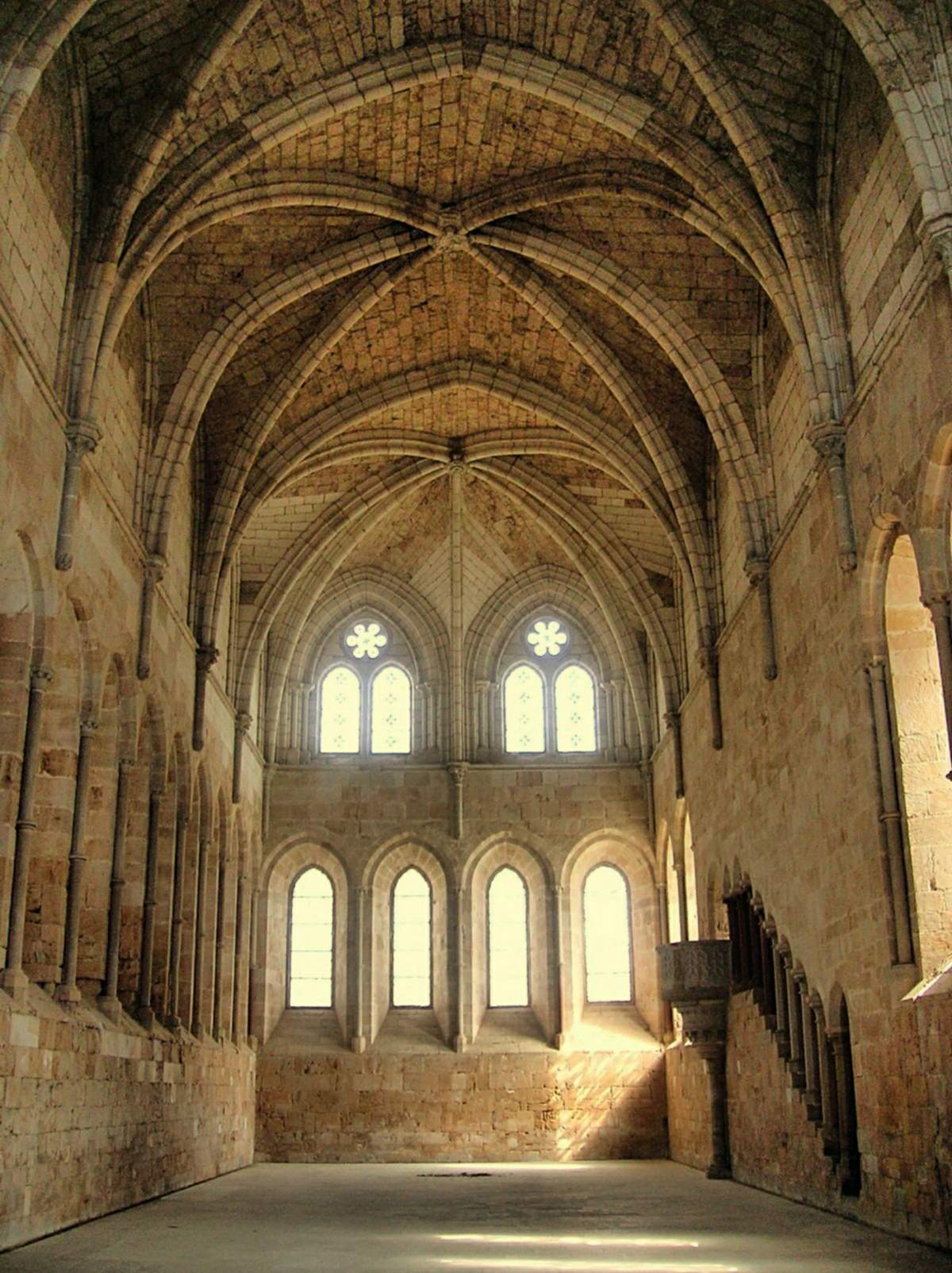
Refectorio de Santa María de Huerta
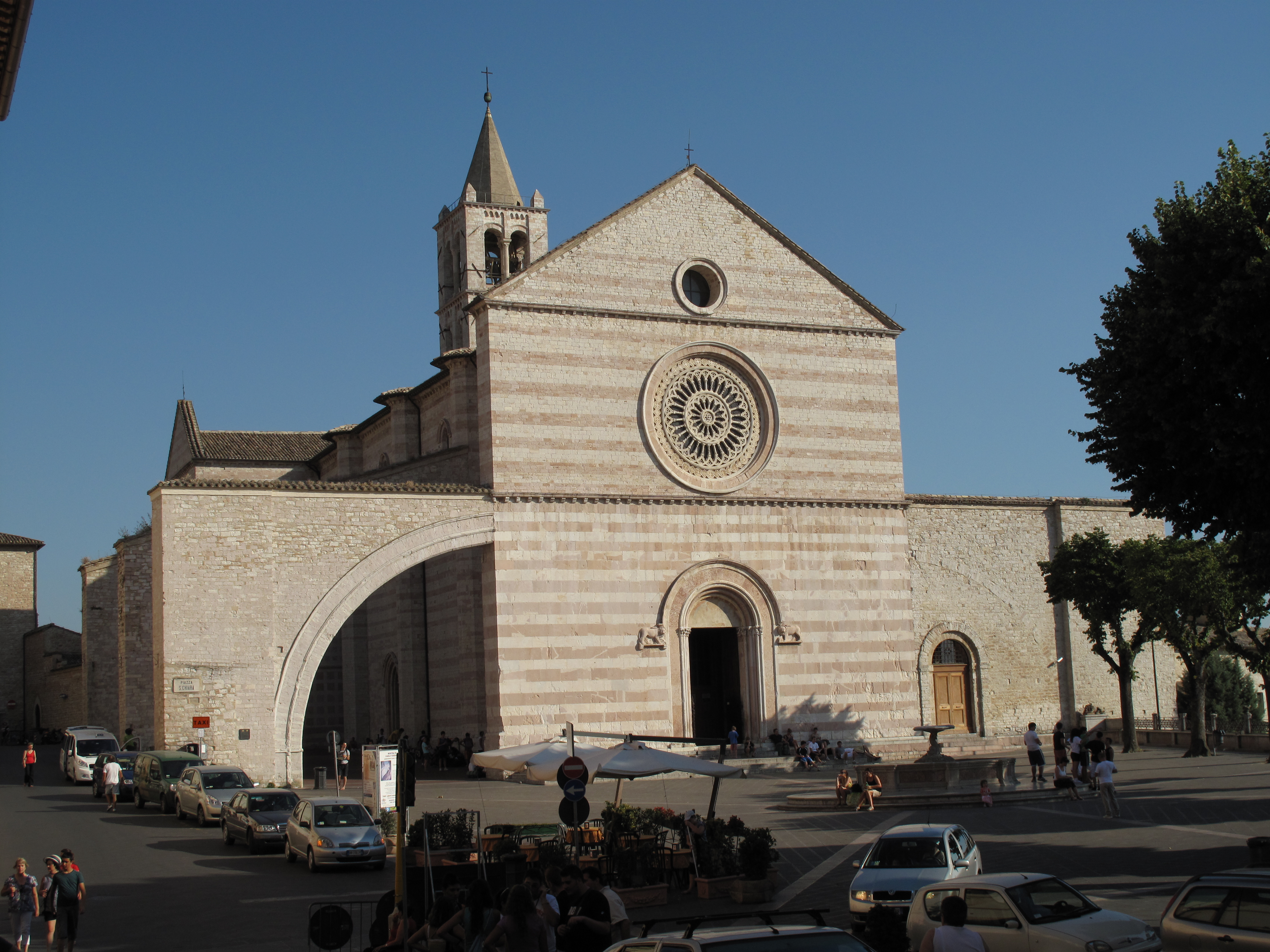
Santa Clara de Asís
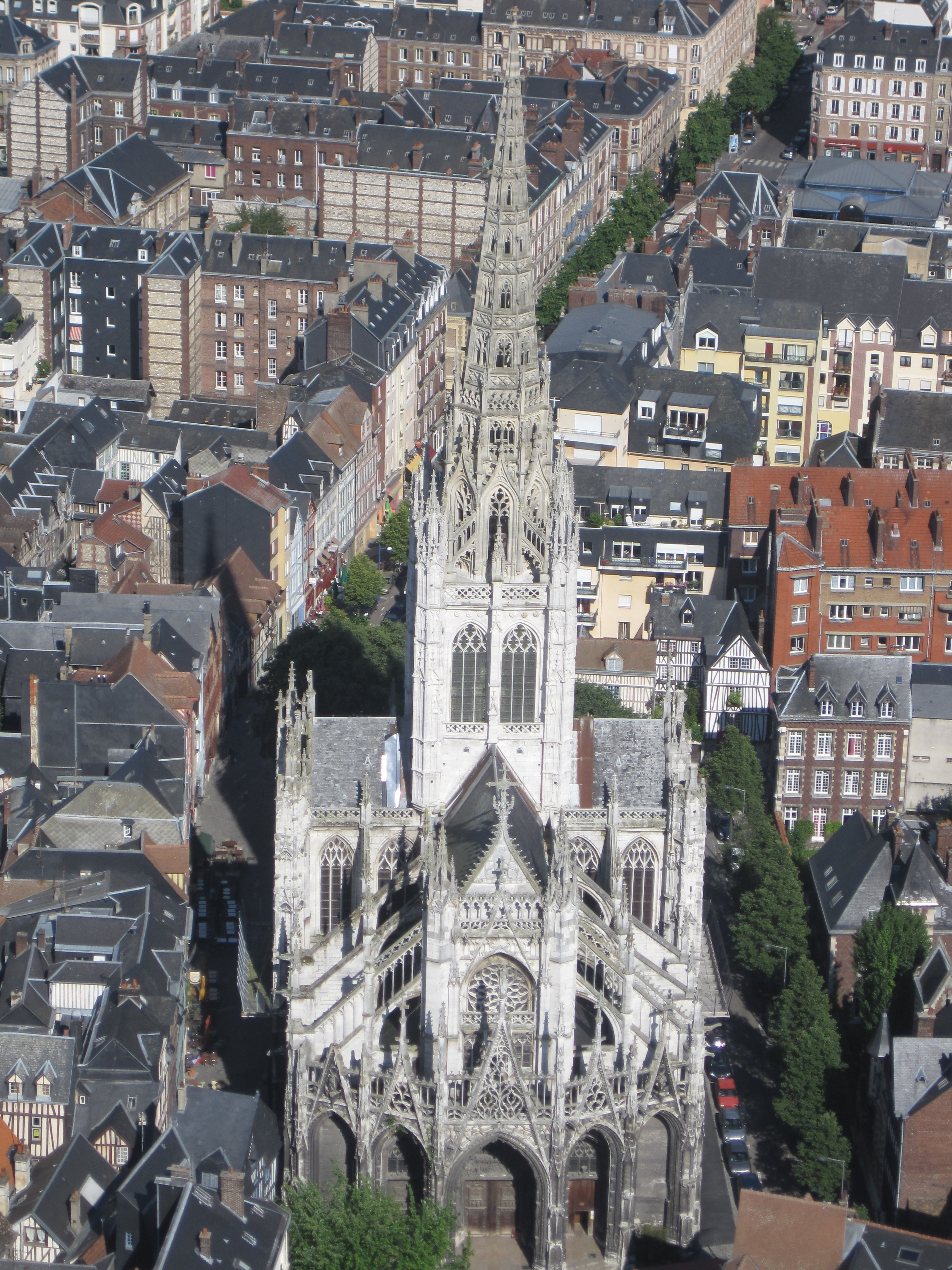
Saint-Maclou.
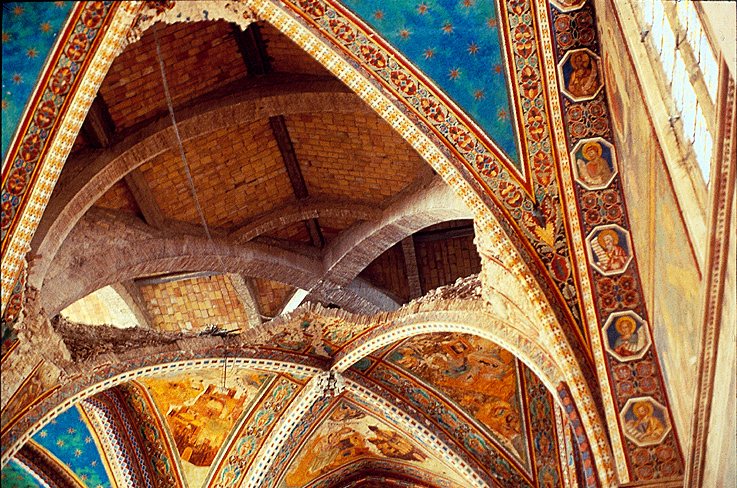
La destrucción parcial de las bóvedas de la basílica de San Francisco de Asís permite ver su estructura
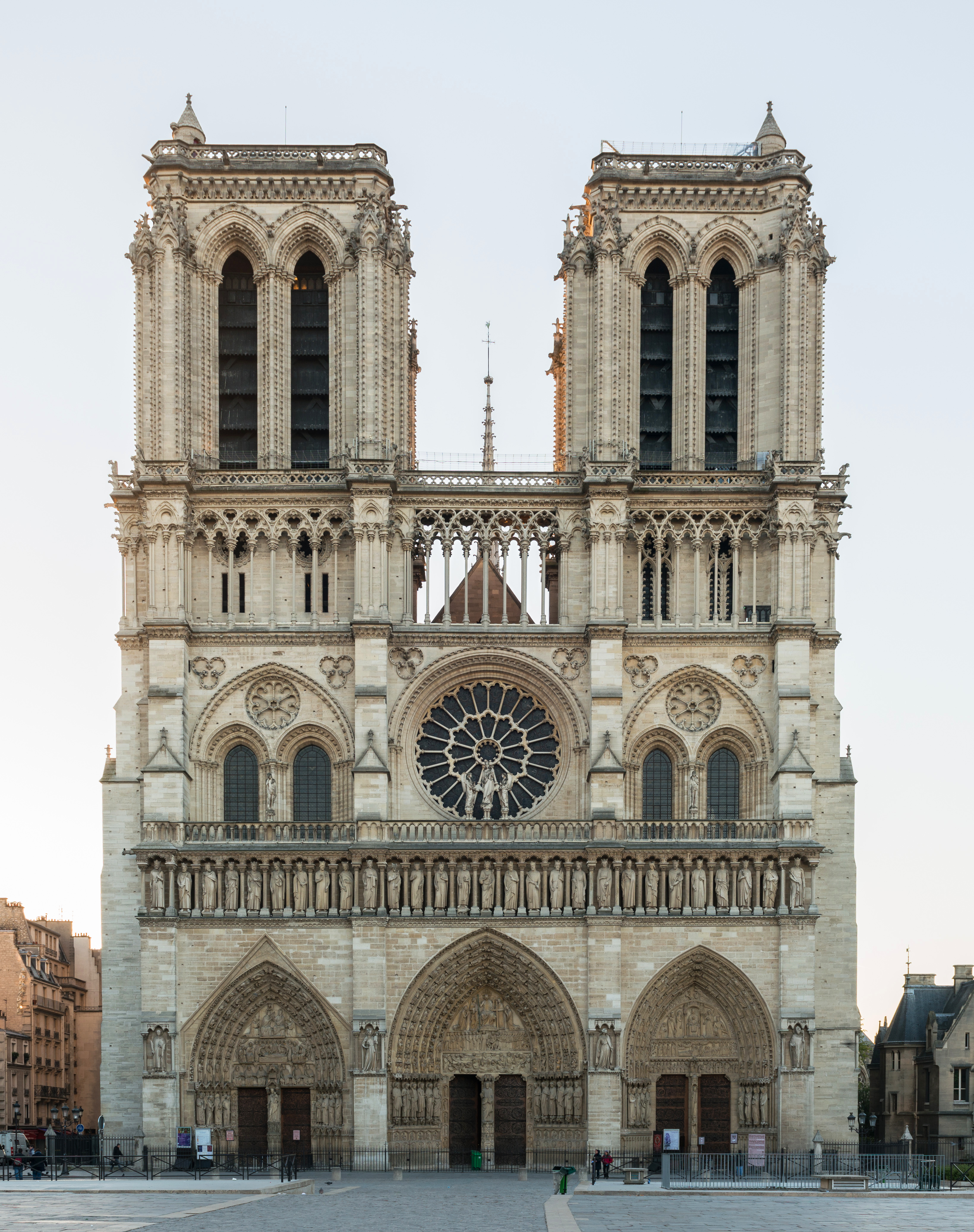
Catedral de Notre Dame (París) (2014)

### Arquitectura civil
La arquitectura civil muestra la pujanza económica en la Baja Edad Media, el auge de las actividades comerciales y artesanales, la apertura de nuevas rutas comerciales y el próximo descubrimiento de América. En la arquitectura militar se desarrolla y perfecciona la construcción de castillos y murallas; los puentes se fortifican con puertas a los extremos y en medio. La arquitectura civil muestra la consolidación de formas municipales frente al poder señorial o eclesiástico con la construcción de grandes edificios destinados a servir de sede de sus instituciones y gobiernos municipales, entre los que destacan los de las ciudades italianas de Florencia y Siena y también los de la región de Flandes. En Cataluña sobresalen la Casa de Ciudad y el Palacio de la Generalidad en Barcelona. También se desarrolló la construcción de lonjas comerciales, palacios urbanos, universidades, hospitales y viviendas particulares para la nueva burguesía urbana que desplazaba a la nobleza. Asimismo, destacó durante el siglo XV, concretamente durante el último periodo del gótico, toda la arquitectura civil en Flandes.

## Elementos de la arquitectura gótica

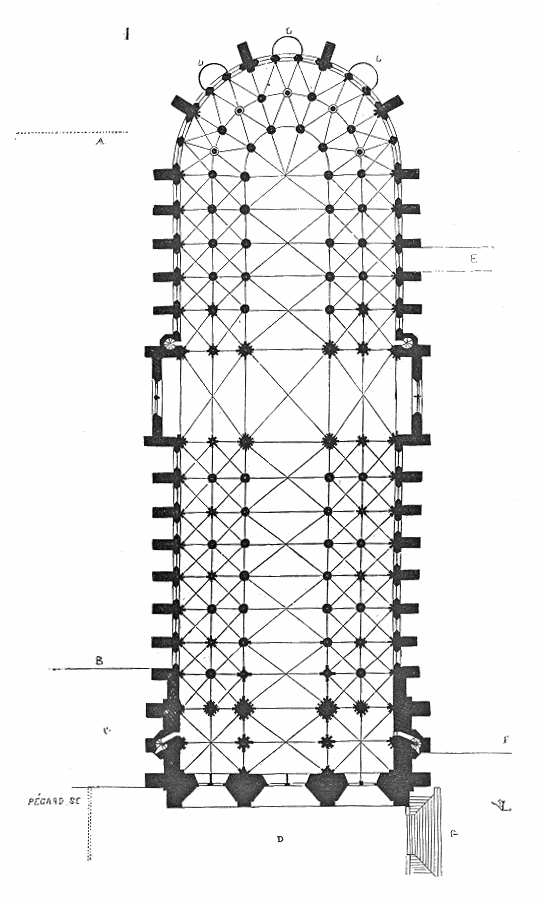
Planta original de Notre-Dame de París.

La arquitectura gótica presenta innovaciones técnicas y constructivas notables, que permitieron levantar estructuras esbeltas con medios y materiales sencillos. Las principales aportaciones constructivas, al igual que en el románico, se centran en las cubiertas.

### Planta
La planta de las iglesias góticas responde a dos tipos principales:
- de tradición románica. En él se observan casi las mismas formas que en el estilo románico y más comúnmente la de cruz latina, con girola o sin ella pero con los brazos poco salientes y con los absidiolos o capillas absidiales frecuentemente poligonales. Las iglesias abaciales, sobre todo, cistercienses, siguen este tipo con brazos muy salientes como en la época románica. Y en las iglesias menores o populares se adopta como planta más común la de cruz latina o la rectangular y con un solo ábside poligonal en la cabecera.[12]
- de salón. La planta carece de crucero de brazos salientes (aunque no deja de ostentarse más o menos la simbólica cruz de en medio), el templo de salón presenta una disposición basilical y posee, como mínimo, tres naves de igual altura y, por consiguiente, un sistema de iluminación lateral. Los espacios interiores son amplios y desahogados, abarcables con una sola mirada y tremendamente unitarios, de ahí que parezcan o tengan el aspecto de un gran salón.

En todo caso, la planta se divide en tramos rectangulares o cuadrados determinados por las columnas y arcos transversales y sobre estos, cargan las bóvedas de crucería. Desde mediados del siglo XIII se hace común el abrir capillas en los lados de las iglesias, entre los contrafuertes, para satisfacer la devoción de los gremios o cofradías y del pueblo en general, ya que antes de esta época era raro admitirlas fuera de los ábsides.

### Arcos
Uno de los elementos técnicos más característicos de la arquitectura gótica es el arco apuntado u ojival, que vino a suceder al de medio punto, propio de la arquitectura románica. El arco ojival es el resultado de la intersección de dos secciones de círculo, es más esbelto y ligero por transmitir menores tensiones laterales, lo que permite elevar la altura de las construcciones, pues gracias a su verticalidad las presiones laterales son menores que en el arco de medio punto, permitiendo salvar mayores espacios.
A lo largo del gótico el arco apuntado mostró variantes como el trilobulado, el arco conopial utilizado durante el denominado gótico flamígero o el arco Tudor, durante el denominado gótico perpendicular inglés.

Arcos en el gótico
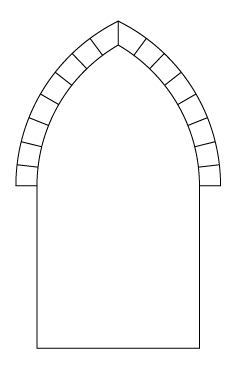
Arco apuntado
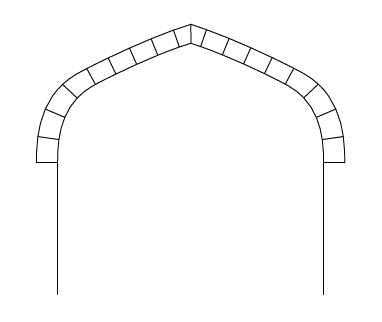
Arco Tudor
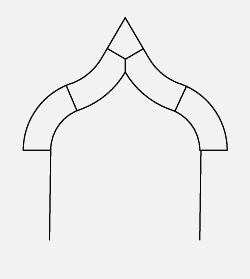
Arco conopial
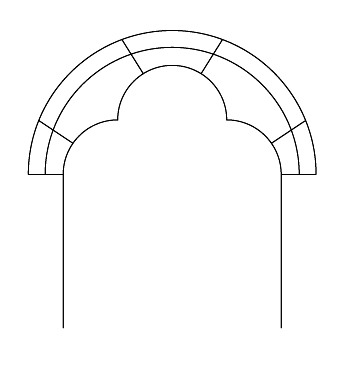
Arco lobulado

### Bóveda de crucería o nervada

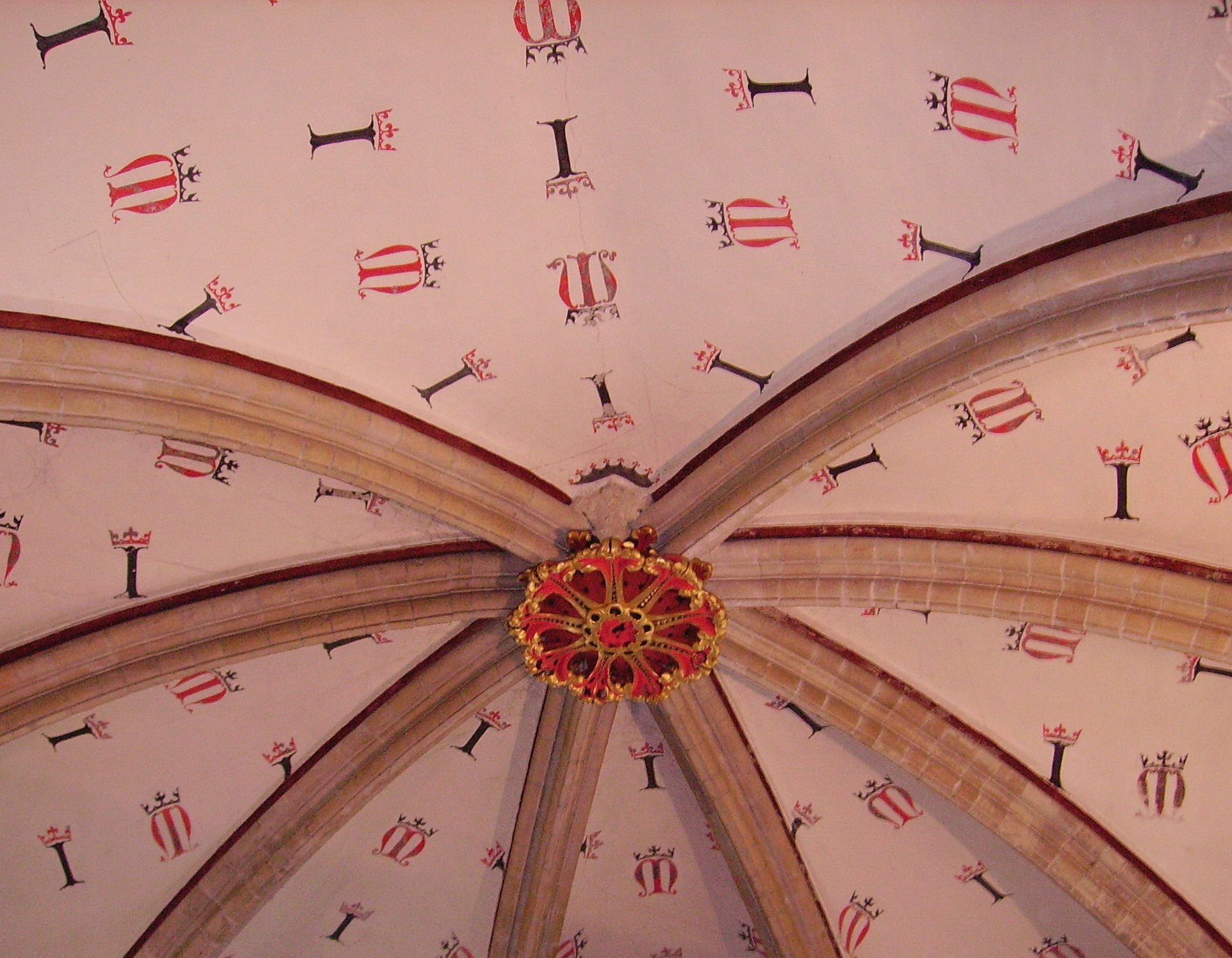
Florón policromado en la catedral de Canterbury.

La bóveda de crucería, conformada por arcos apuntados, a modo de esqueleto, es más ligera que cualquier otro tipo de bóveda construida hasta esa fecha. La utilización de ese tipo de arco formando un esqueleto tridimensional unitario refleja el alto conocimiento técnico que alcanzaron los constructores de catedrales. Ahora los empujes y el peso de las cubiertas es soportado por los pilares en los que descargan y no por los muros como sucedía en el Románico, con lo que los muros pueden llegar en caso extremos con el de la Sainte Chapeile de París casi a desaparecer, por la gran cantidad de vanos que se pueden abrir que se cubren con vidrieras.
En el transcurso del gótico, la bóveda de crucería fue adquiriendo una mayor complejidad estructural y decorativa, desde la simple o cuatripartita hasta llegar a las bóvedas de abanico. El primer periodo se distingue por la sencillez de los arcos cruceros o diagonales que son simples y llevan pocas molduras, en este mismo periodo se usó también la denominada bóveda sexpartita (dividida en seis témpanos) para los tramos de bóveda de la nave central, cuando esos se hacían cuadrados, correspondiendo cada uno de ellos con dos de las naves laterales. En el segundo, se aumenta la crucería con arcos o nervios secundarios y los llamados terceletes para sostener los témpanos de plementería ya que las bóvedas se hacen más amplias. A la vez, se molduran todos los arcos, mayormente los diagonales y estos y demás nervios reciben más perfiles y se ligan con nervios transversales. En el tercer periodo se añaden nuevos terceletes y nervios secundarios con sus ligaduras aun sin necesidad alguna y se generaliza la bóveda llamada estrellada (por la figura del conjunto) y los nervios y arcos se perfilan con más delicadeza.
Desde finales del siglo XV, se adornaban las claves de las crucerías en muchos edificios con florones de madera o de metal, dorados o policromados conocidos con el nombre de arandelas. Pero ya desde los principios del estilo se decoran dichas claves con variados relieves.
Los ábsides góticos se cubren también con diferentes bóvedas de crucería pero de tal suerte que los arcos o nervios concurren todos a una clave central formando crucería radiada y muy a menudo se da al cascarón una forma gallonada o dividida en compartimentos de boveditas parciales más o menos salientes o profundas. Esta disposición, al paso que refuerza y embellece el ábside, contribuye mucho a la sonoridad de la iglesia sobre todo, para los cantos desde el presbiterio.

Bóvedas de crucería
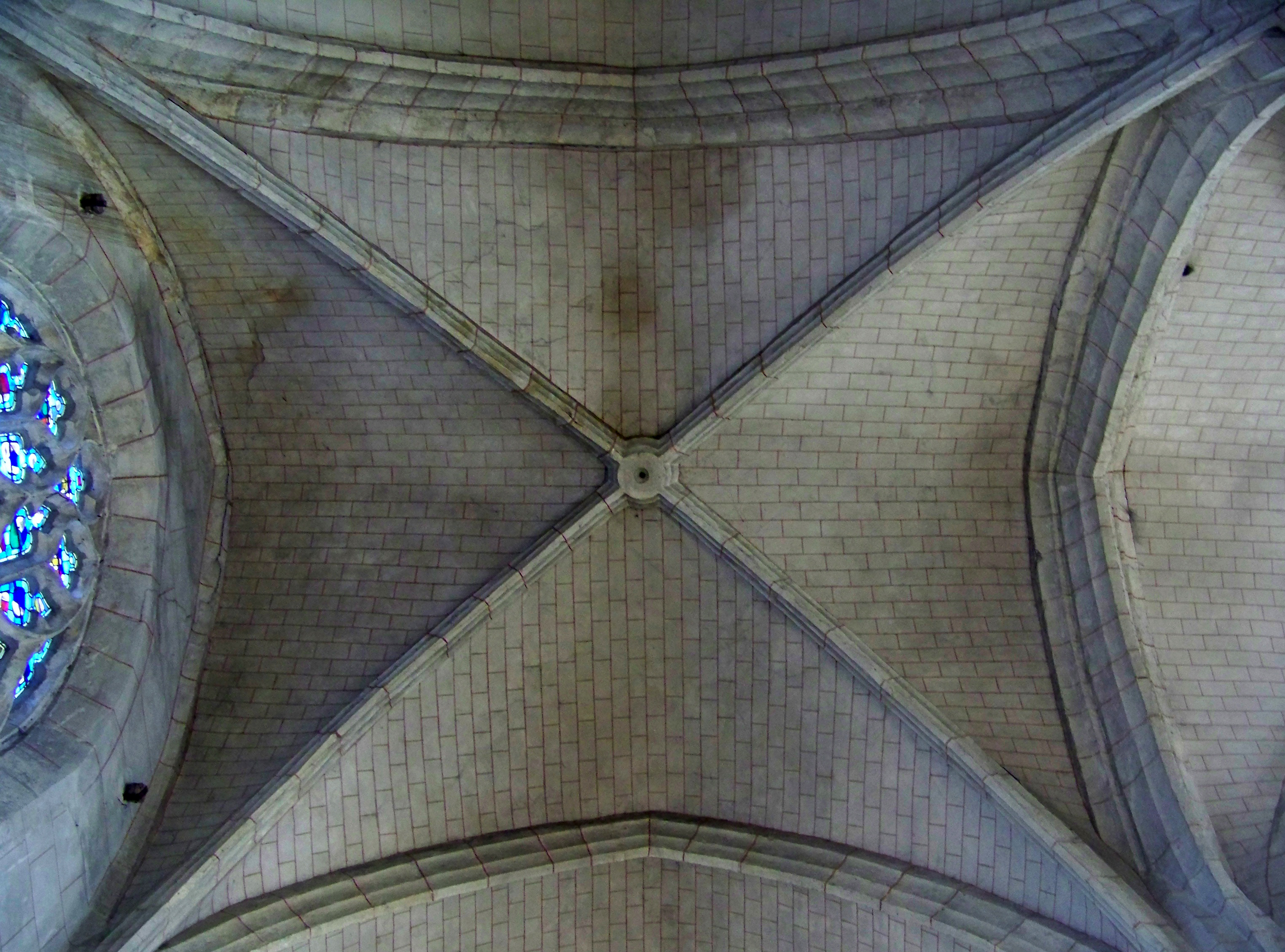
Bóveda cuatripartita, iglesia de S. Pedro y S. Pablo en Ablis (Francia)
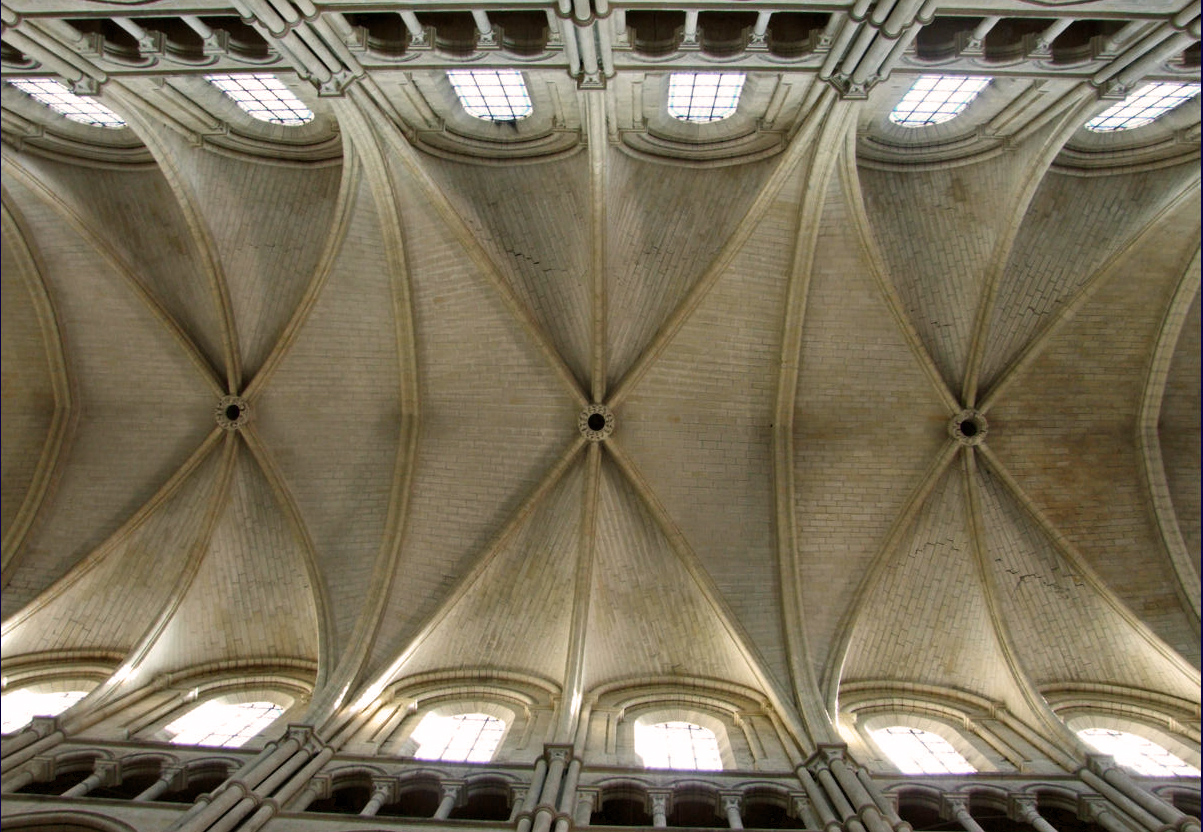
Bóveda sexpartita en la catedral de Laon (Francia)
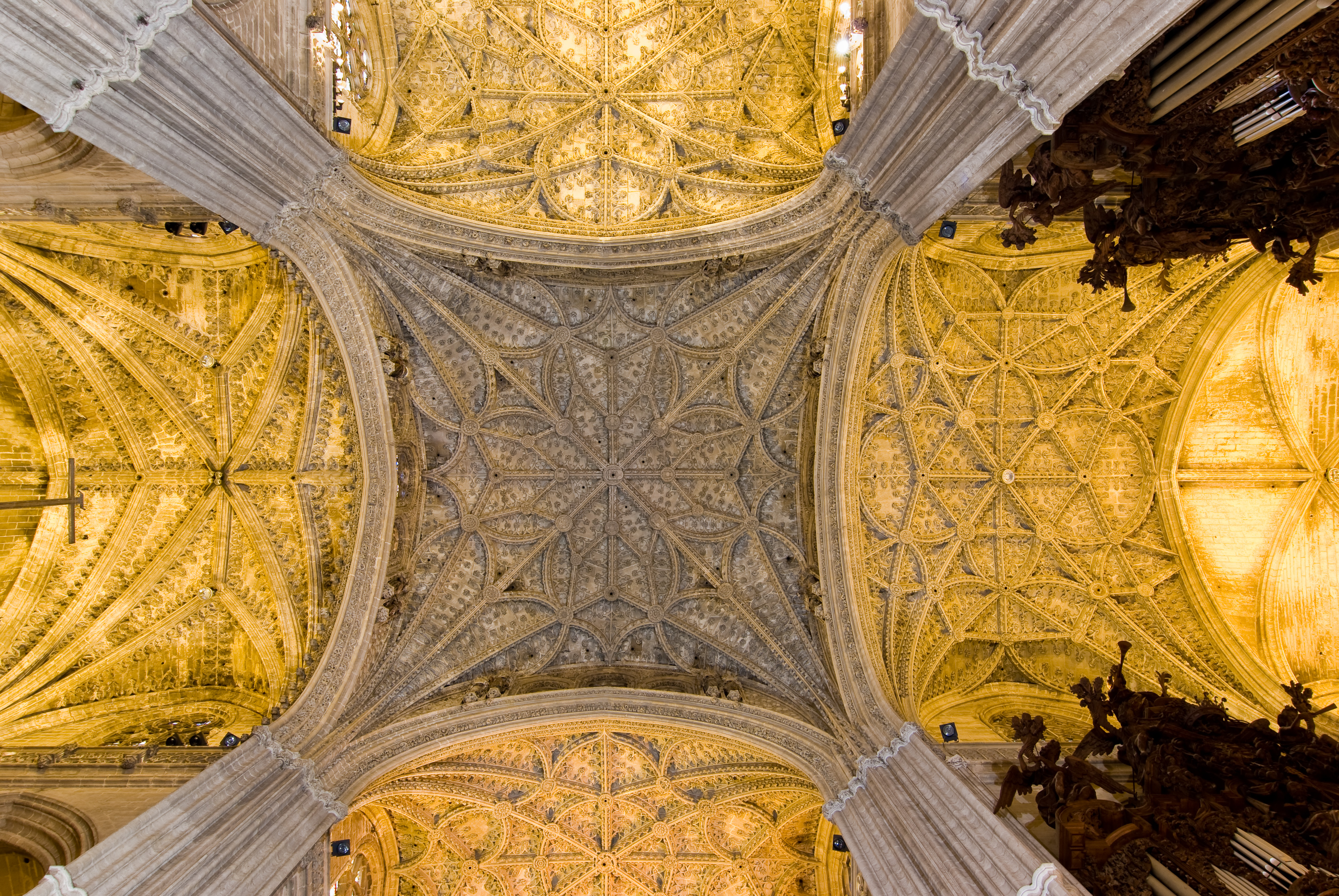
Bóveda estrellada en la catedral de Sevilla (España)
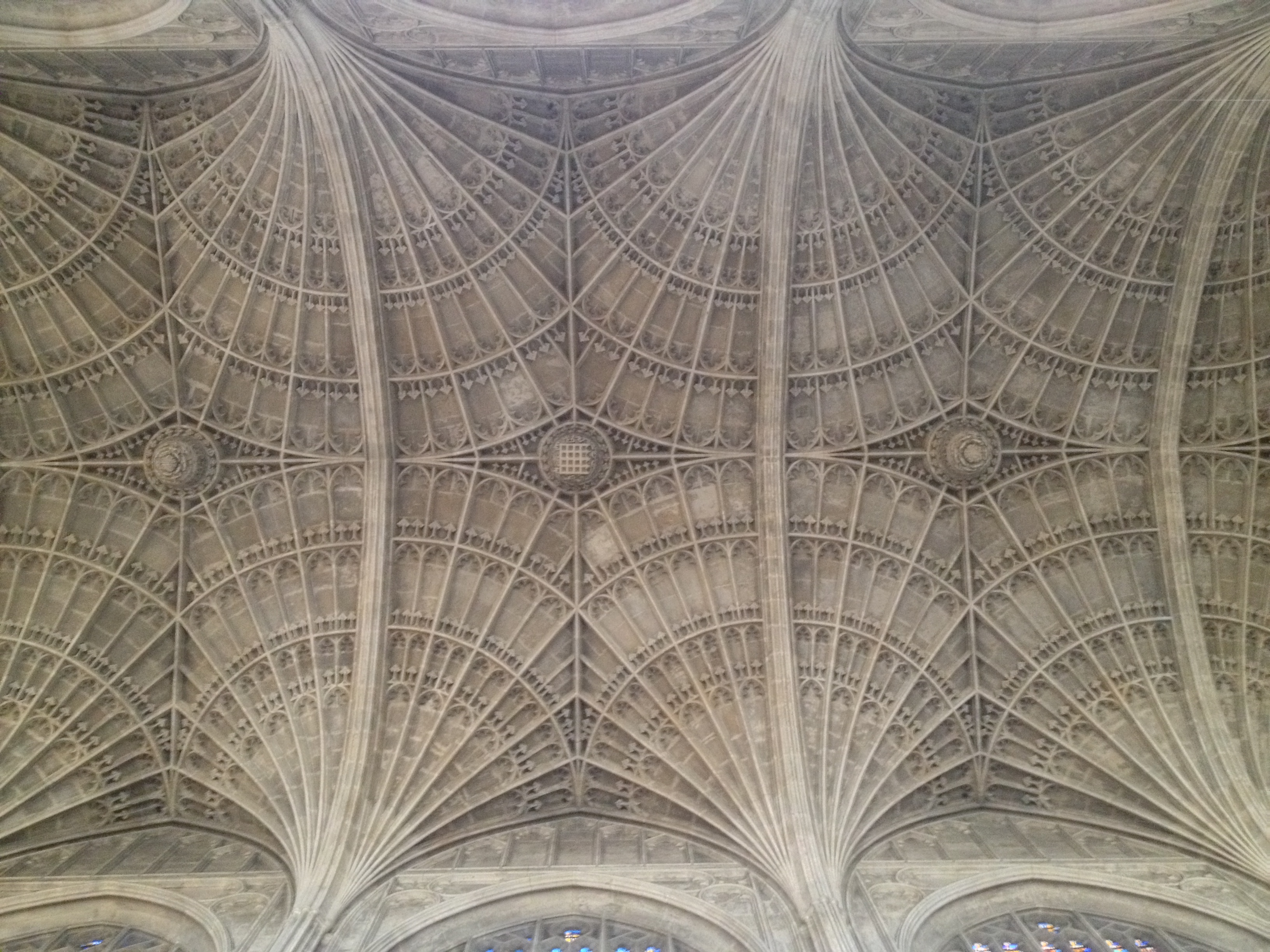
Bóveda de abanico en la capilla del King's College, Cambridge (Inglaterra)

### Contrafuertes y arbotantes
Para soportar el empuje del peso de las bóvedas, en vez de construir gruesos muros como se realizaba en el románico, en el que los contrafuertes adoptaban la forma de pilares adosados exteriormente al muro, con un ancho creciente en su base; los arquitectos góticos idearon un sistema más eficiente: los contrafuertes con arbotantes. Los contrafuertes se separan de la pared, recayendo el empuje sobre ellos por medio de un arco de transmisión denominado arco arbotante. Todavía se puede alcanzar una mayor resistencia colocando a continuación un segundo contrafuerte. Los arbotantes también cumplen la misión de albergar los canales por donde descienden las aguas de los tejados y evitar así que resbalen por las fachadas.
Por un lado, la disposición de estos machones transversales permitía hacer fachadas no portantes, esbeltas, con enormes huecos. Por otra parte, al conectar los contrafuertes por medio de arcos arbotantes a la estructura principal se ganaba brazo de palanca y se liberaba espacio para situar naves laterales, paralelas a la nave principal.
Los botareles y demás contrafuertes se decoran, montando pináculos sobre ellos para que tengan más peso y resistencia, logrando así con estos remates el doble fin constructivo y estético.
El sistema de arbotantes y contrafuertes de las iglesias góticas constituye un elemento característico que embellecen el exterior de los edificios, pero a la vez, ponen de manifiesto la propia fragilidad estructural, ya que sujetan el edificio a modo de apuntalamiento externo.

### Alzado

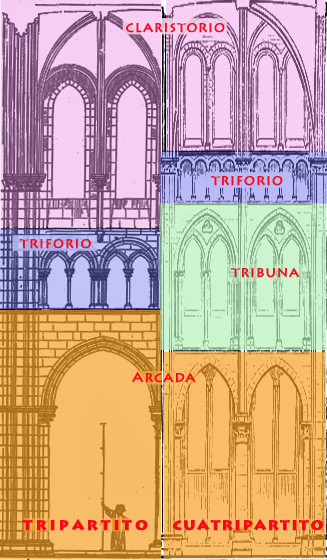
Alzados cuatripartito de la catedral de Laon (arcadas, tribuna, triforio y claristorio) y tripartito de la catedral de Langres.

El sistema constructivo gótico, eficiente y ligero en su conjunto, permitió ganar altura para los edificios. El alzado de los templos góticos presenta diversas alternativas que se fueron sucediendo en el tiempo:
- Alzado cuatripartito: estructurado en cuatro niveles es utilizado en el gótico inicial, en especial de la región de Normandía como en las catedrales de Laon y Noyon. Los cuatro niveles que forman este modo son:[14]
  - 1.er piso: arcadas o arquerías
  - 2.º piso: tribuna
  - 3.er piso: triforio
  - 4.º piso: claristorio
- el alzado tripartito se estructura en tres niveles, se impone desde fines del siglo XII. En este modelo se distinguen dos variantes, una primera que presenta el triforio ciego y una segunda con el triforio calado. Los distintos niveles que forman el modo tripartito son:[13][14]
  - 1.er piso: arquería
  - 2.º piso: triforio
  - 3.er piso: claristorio o ventanales.
- el alzado bipartito: A partir de 1300 se empieza a utilizar un nuevo alzado con solo dos plantas:[13]
  - 1.er piso: arquerías
  - 2.º piso: claristorio

### Columnas

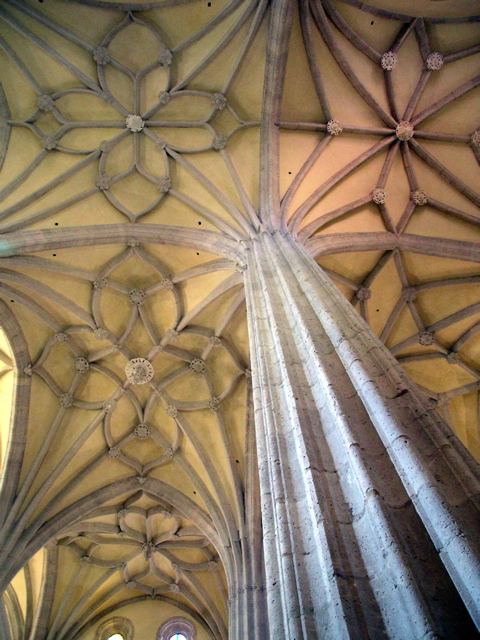
Cada nervio de la bóveda descansa sobre una de las finas columnillas adosadas al pilar (Colegiata de Medina del Campo).

Los soportes o columnas del arte gótico consisten en el pilar compuesto el cual, durante el periodo de transición, es el mismo soporte románico aunque dispuesto para el enjarje de arcos cruceros. Pero en el estilo gótico perfecto se presenta cilíndrico el núcleo del pilar, rodeado de semicolumnillas y apoyado sobre un zócalo poligonal o sobre un basamento moldurado, a diferencia del estilo románico en que tal zócalo era uniforme y cilíndrico.
Estos basamentos se hallan más divididos y moldurados conforme avanza más la madurez del estilo gótico, distinguiéndose especialmente los de periodo flamígero por destacarse de ellos pequeñas basas parciales de diferentes alturas correspondiendo éstas a las columnillas que rodean el núcleo del pilar. Pero en el siglo XVI se vuelve con frecuencia al uso del zócalo primitivo prismático o cilíndrico sin divisiones. Las columnillas adosadas alrededor del núcleo se corresponden con los arcos y nervios de las bóvedas, cada una con el suyo, según el principio seguido en el estilo románico de que debe corresponder a cada pieza sostenida su propio sostén o soporte.
Estas columnillas van aumentando en número a medida que progresa el estilo. Al principio, suelen ser cuatro o seis en los pilares aislados, de suerte que la sección transversal u horizontal de estos forme en la mayoría de los casos una especie de cruz de núcleo prismático. Pero luego se van multiplicando de tal manera en las nuevas construcciones, desde mediados del siglo XIII, apenas queda visible el núcleo central (que en adelante suele ser redondo). Aparece ahora todo el soporte como un haz de cilindros, los cuales en el siglo XV se reducen a simples junquillos o baquetones por haber aumentado su número y no tener ya cabida si no es con esta forma; pues no solo se adjudica una columnilla para cada arco y nervio de la bóveda sino que hasta las molduras principales de estos tienen su columnilla correspondiente en el soporte.

### Capiteles

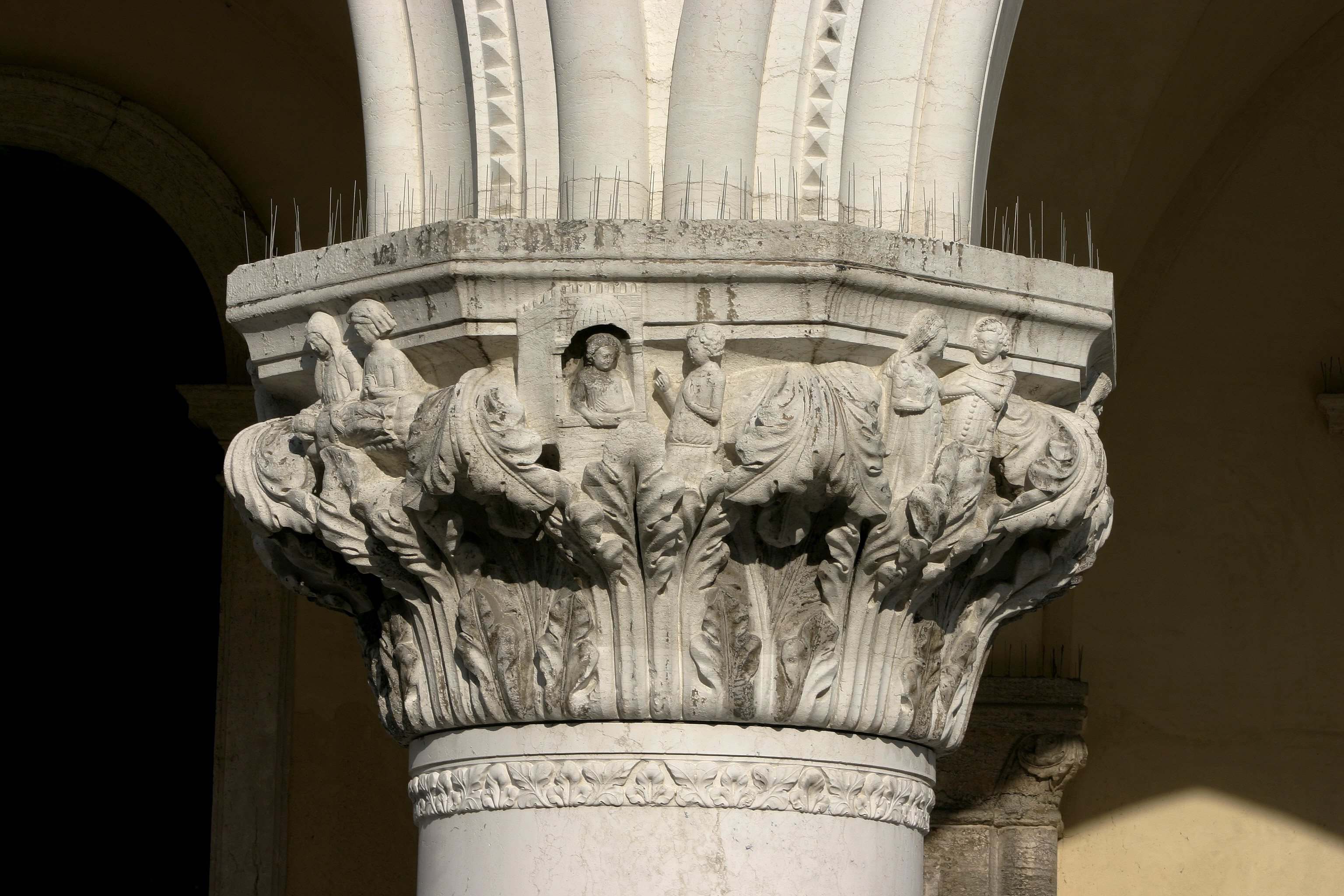
Capitel gótico en el Palacio Ducal de Venecia.

El capitel, elemento arquitectónico de destacado protagonismo en la arquitectura románica, va perdiendo su importancia en la arquitectura gótica según adelanta la época del estilo. Después del periodo de transición en el que se sigue el capitel románico, se presenta como un tambor algo cónico abrazado con follaje cuyos motivos se toman de la flora del país (aunque, a veces, sobre todo durante el siglo XIV, admite figurillas e historias entre el follaje siempre con más pulcritud que en el estilo románico) y se corona por un ábaco circular o poligonal de varias molduras.
Posteriormente, el capitel se va haciendo más pequeño y delicado y por fin, llega hasta suprimirse cuando en el siglo XV el haz de junquillos se ramifica directamente en los nervios de la bóveda sin que medie solución de continuidad en muchos casos o se queda en forma de simple anillo.[cita requerida]

### Cúpulas

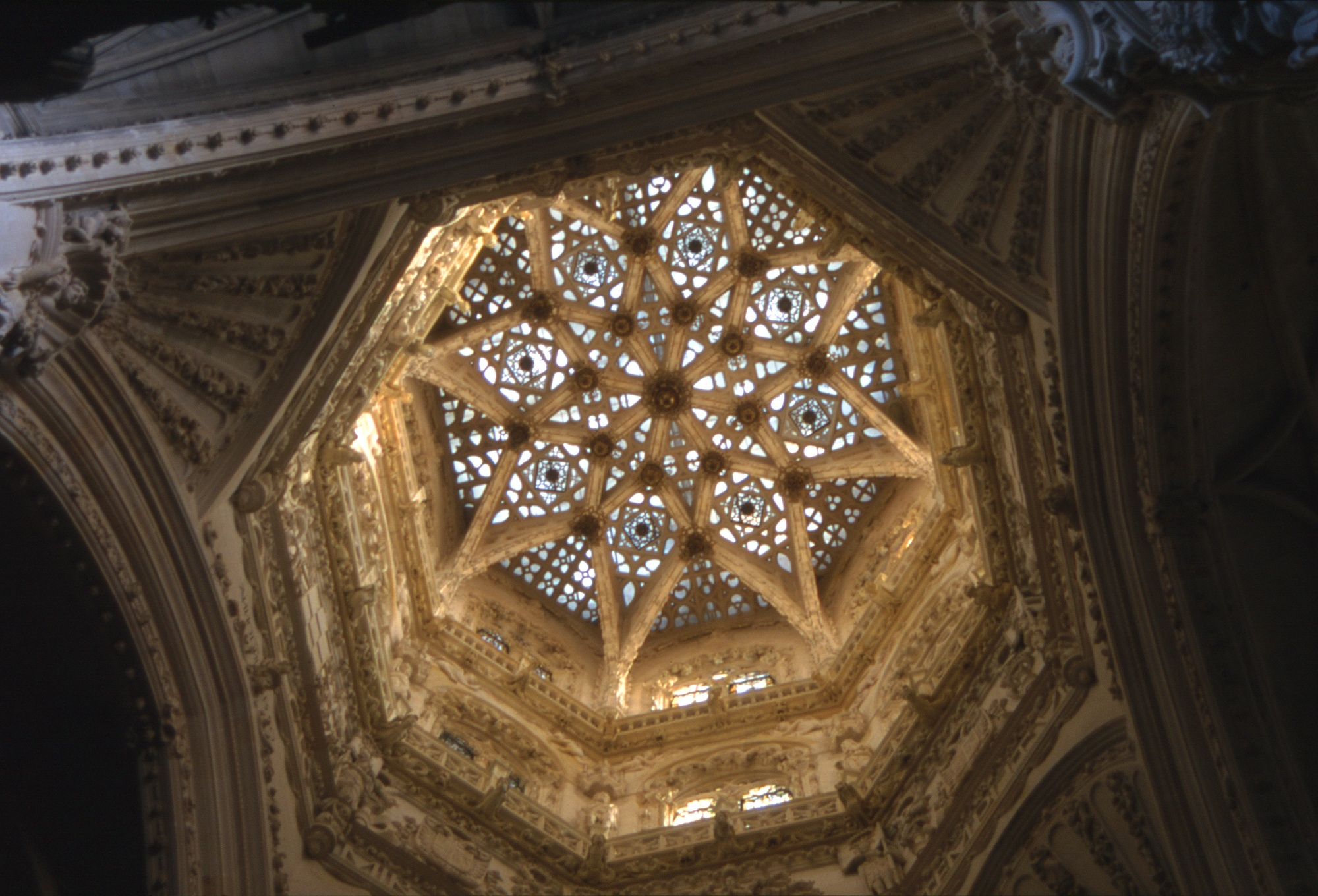
Cimborrio de la catedral de Burgos.

Las cúpulas se forman de témpanos sostenidos por nervios radiantes que arrancando del octógono formado por los arcos torales y por una especie de trompas muy artísticas situadas en los ángulos determinados por ellos, se unen concurriendo a una clave superior y céntrica.
El cimborrio se manifiesta al exterior en forma de prisma octógono o hexágono coronado por una pirámide con más atrevimiento y elegancia que en el arte románico. Muchas veces, en lugar de cúpula se alza una simple linterna prismática a modo de torre sobre el crucero.

### Ventanas y vidrieras
La reducción de la estructura sustentante al mínimo imprescindible permitió abrir grandes huecos en los muros de las fachadas. Los artistas de la época pudieron dar rienda suelta a su imaginación creando un arte desconocido hasta la fecha.
Las ventanas del periodo de transición suelen ser como las románicas de arco apuntado. Pero luego se ostenta el verdadero ventanal gótico amplio y decorado en su parte superior con hermosos calados de piedra, los cuales se forman de rosetones combinados, siempre sostenidos por columnas o parteluces. En el siglo XIV se complica la tracería multiplicándose los rosetones y adelantando ya el XV se combinan las líneas formando curvas serpenteantes constituyendo el calado flamígero.
Una cosa parecida se observa en los grandes rosetones que se colocan en lo alto de las fachadas: al principio, toman la forma radiante y sencilla aunque en iglesias suntuosas es algo más complicada. Se multiplican los adornos de la rosa en el siglo XIV y en el XV llega a ser la tracería un verdadero laberinto de curvas enlazadas. No faltan en todas las épocas sin embargo ventanas menores de traza más sencilla y pequeños aljimeces. Ventanas y rosetones suelen cerrarse con magníficas vidrieras polícromas e historiadas donde a su modo se ejercita el arte pictórico monumental ya que apenas le dejan espacio para su desarrollo los escasos lienzos de pared que median entre los referidos vanos en las iglesias suntuosas.

Ventanas y vidrieras
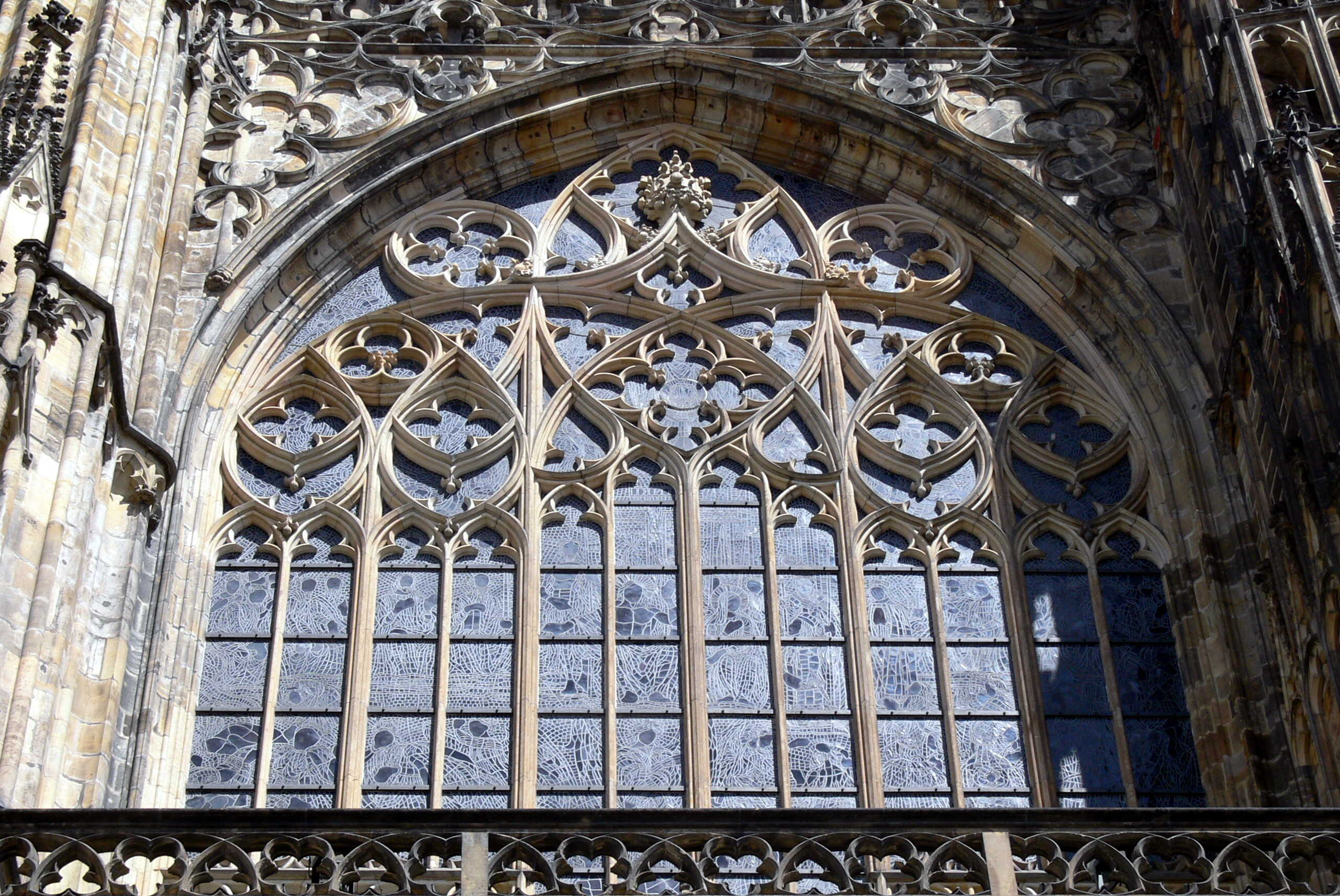
Ventana de la catedral de San Vito, en Praga.
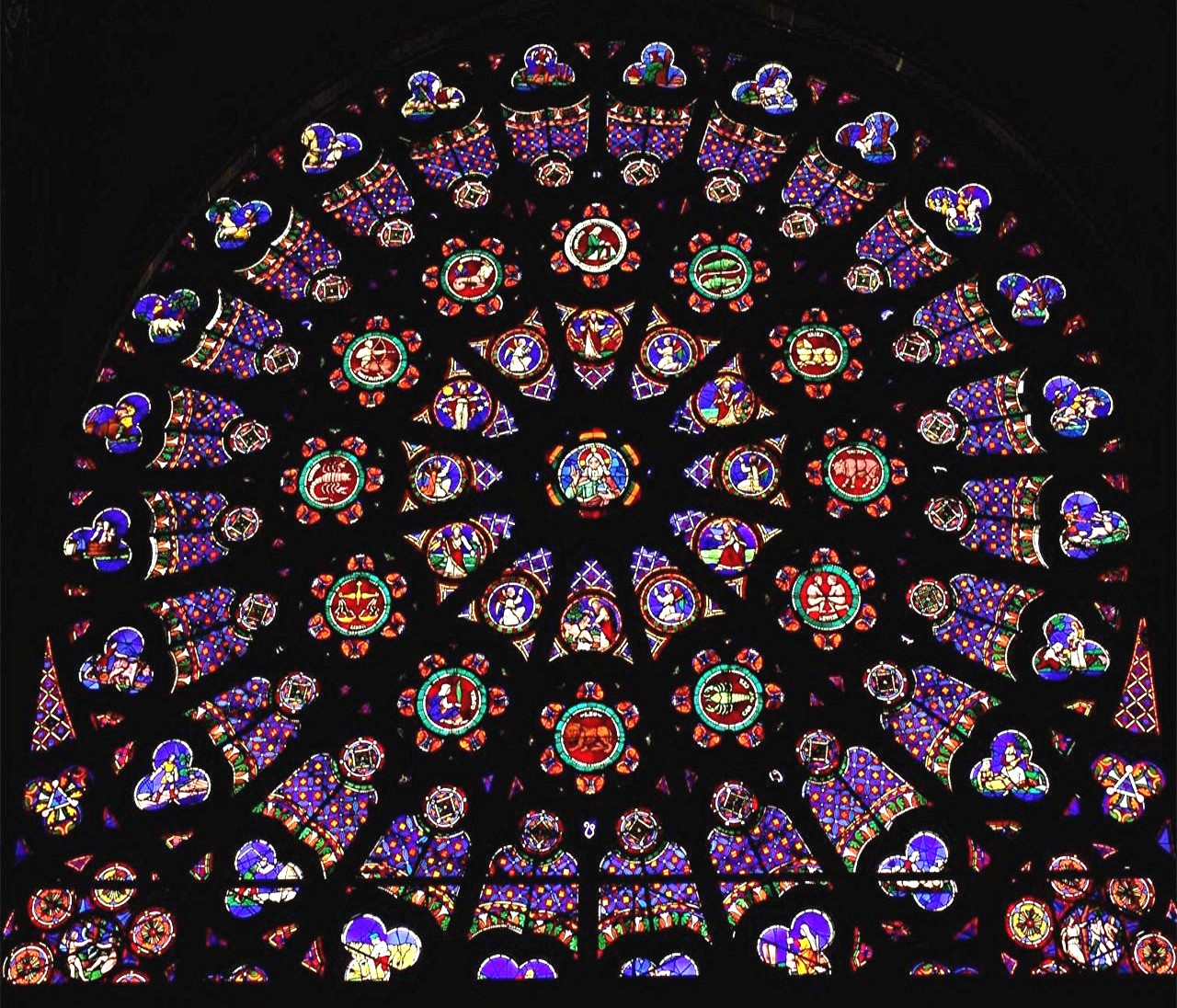
Rosetón en la basílica de St. Denis.
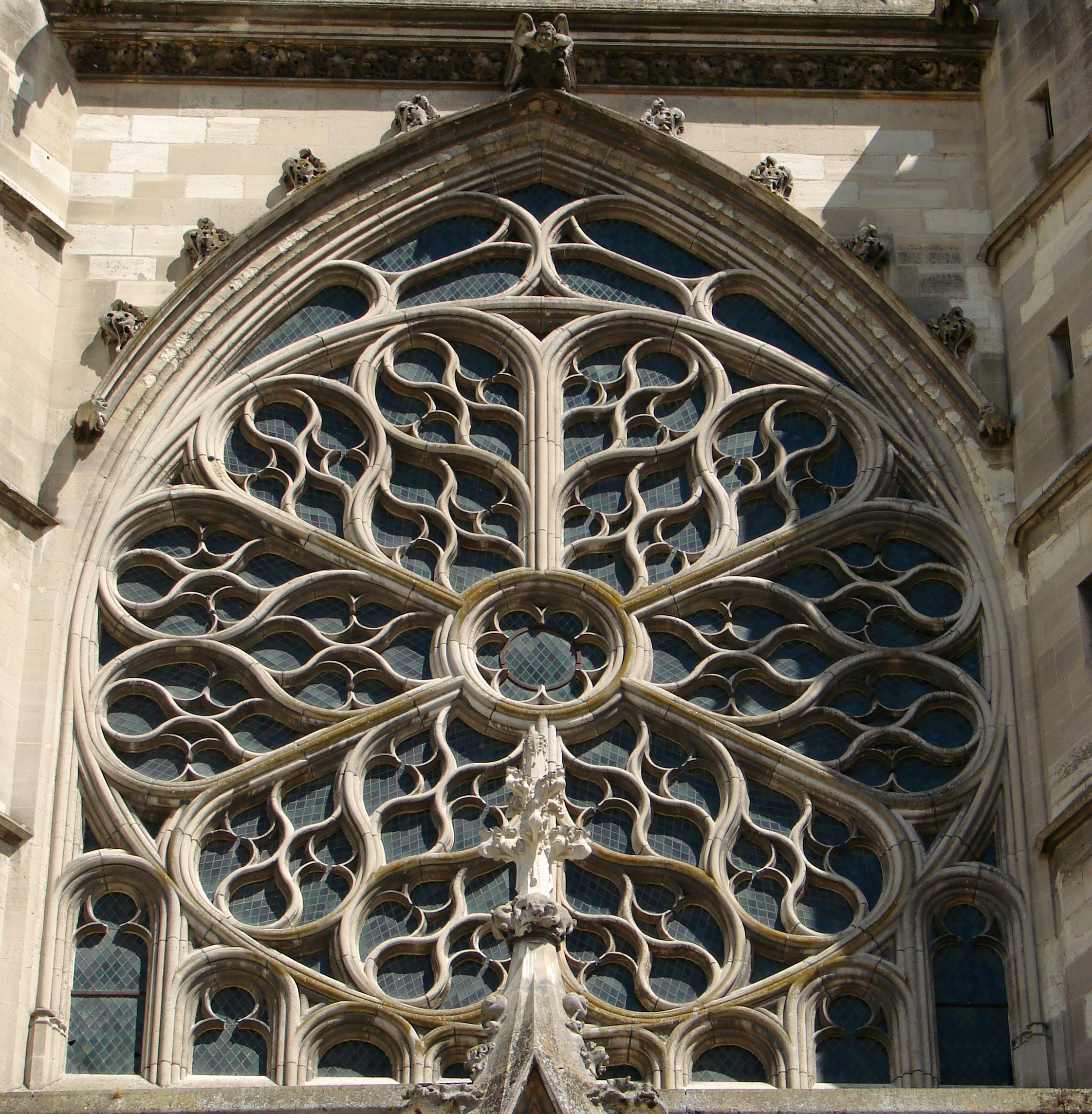
Rosetón de la catedral de Meaux.

### Fachadas: puertas y torres

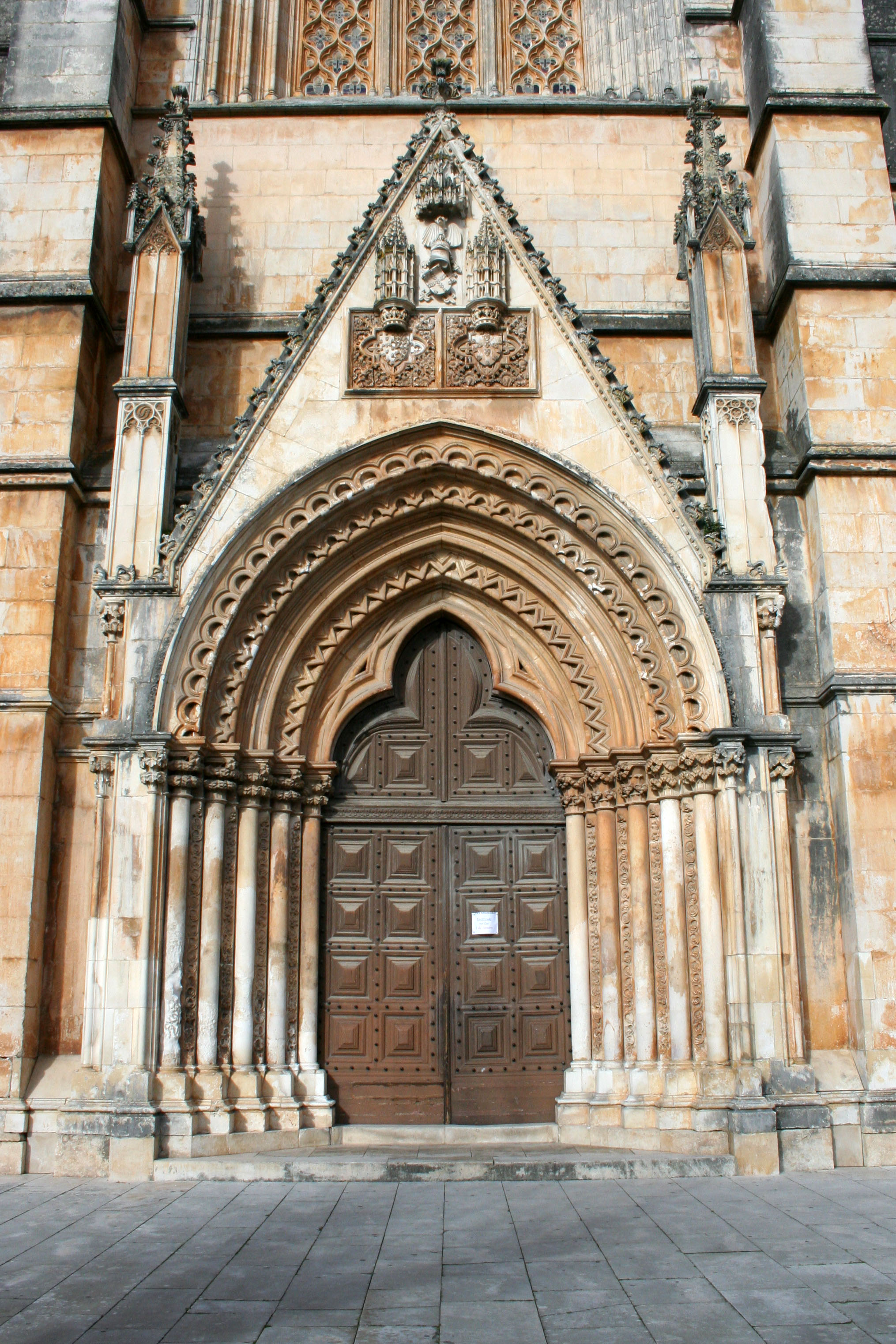
Portada con arco trilobulado, encuadrada en gablete y flanqueada con pináculos.
Transepto del Monasterio de Batalha, en Portugal. (1402-1438)

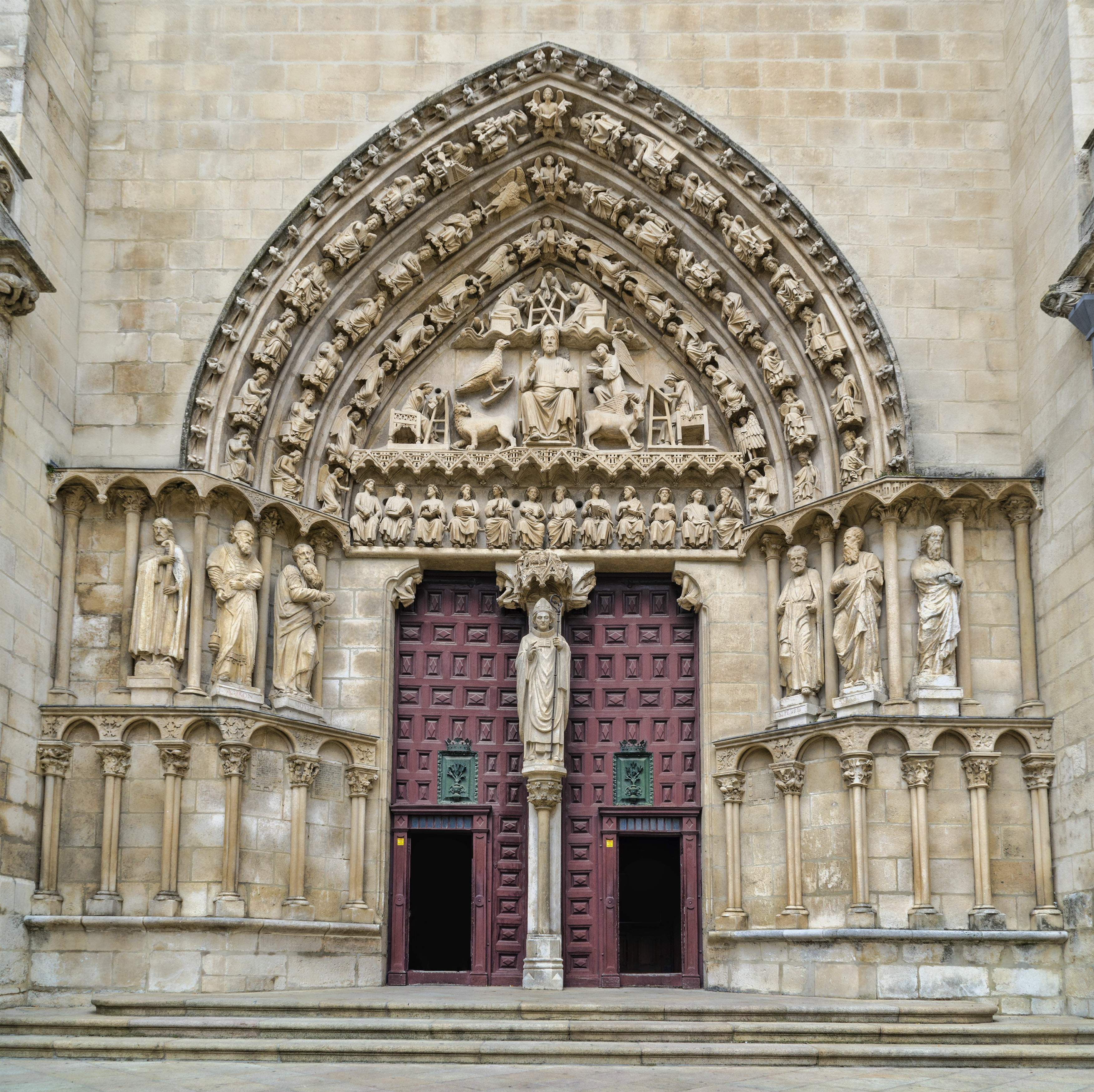
Portada del Sarmental (1240). Catedral de Burgos

En las fachadas y en las puertas el arte gótico despliega toda su magnificencia y su concepción teológica. La portada gótica admite la misma composición fundamental de forma abocinada, que la románica pero se multiplican las arquivoltas y se añade una mayor elevación de líneas con más riqueza y finura escultórica guardando siempre en arcos y adornos la forma propia del nuevo estilo. Sobre la puerta se coloca en ocasiones un gablete.
Las portadas más suntuosas llevan imágenes de apóstoles y de otros santos bajo doseletes entre las columnillas (y a menudo, también otras menores entre las arquivoltas) flanqueando el ingreso el cual puede estar dividido por un parteluz que sirve de apoyo a una estatua de la Virgen María o del titular de la iglesia.

Las iglesias del Cister y otras menores que se modelan a imitación suya carecen de imaginería en la portada, la cual se compone del grande arco abocinado y decorado con simples baquetones y alguna ornamentación vegetal o geométrica. La finura en la ejecución de la obra escultórica y la multiplicación progresiva de las columnillas y molduras con el adelgazamiento de ellas, denuncian mejor que otras las señales de la época de la construcción de las portadas. Pero las del último periodo desde mediados del siglo XV se reconocen sobre todo por la multitud y pequeñez de los detalles por la arquivolta conopial, cargada de frondas retorcidas y por otros ornamentos de la época.

Fachadas de algunas catedrales góticas
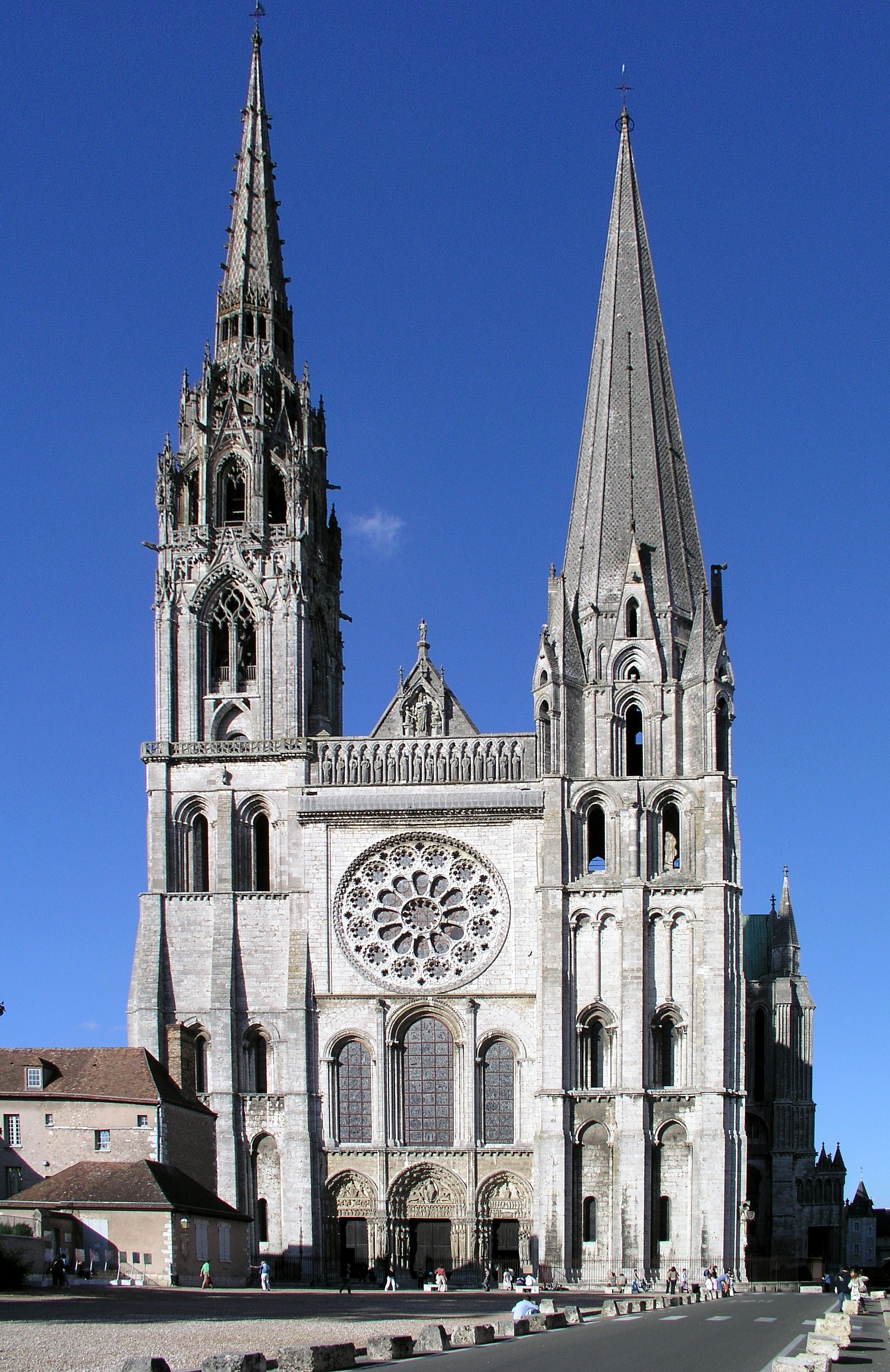
Chartres
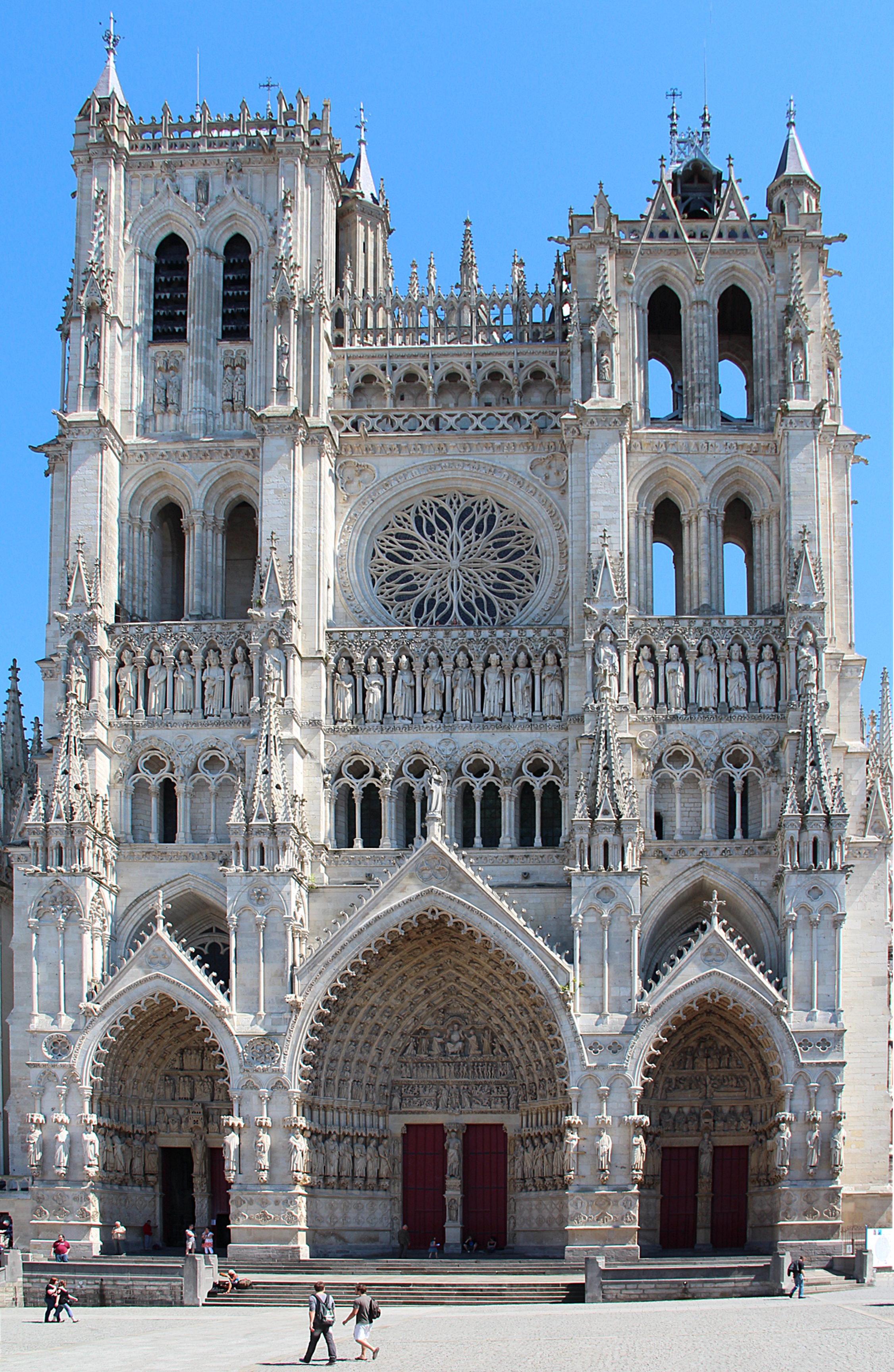
Amiens
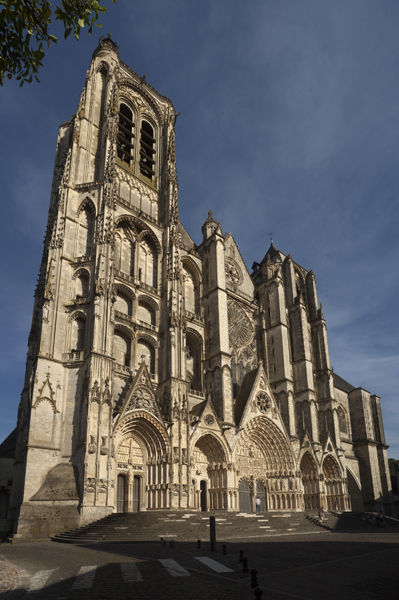
Bourges
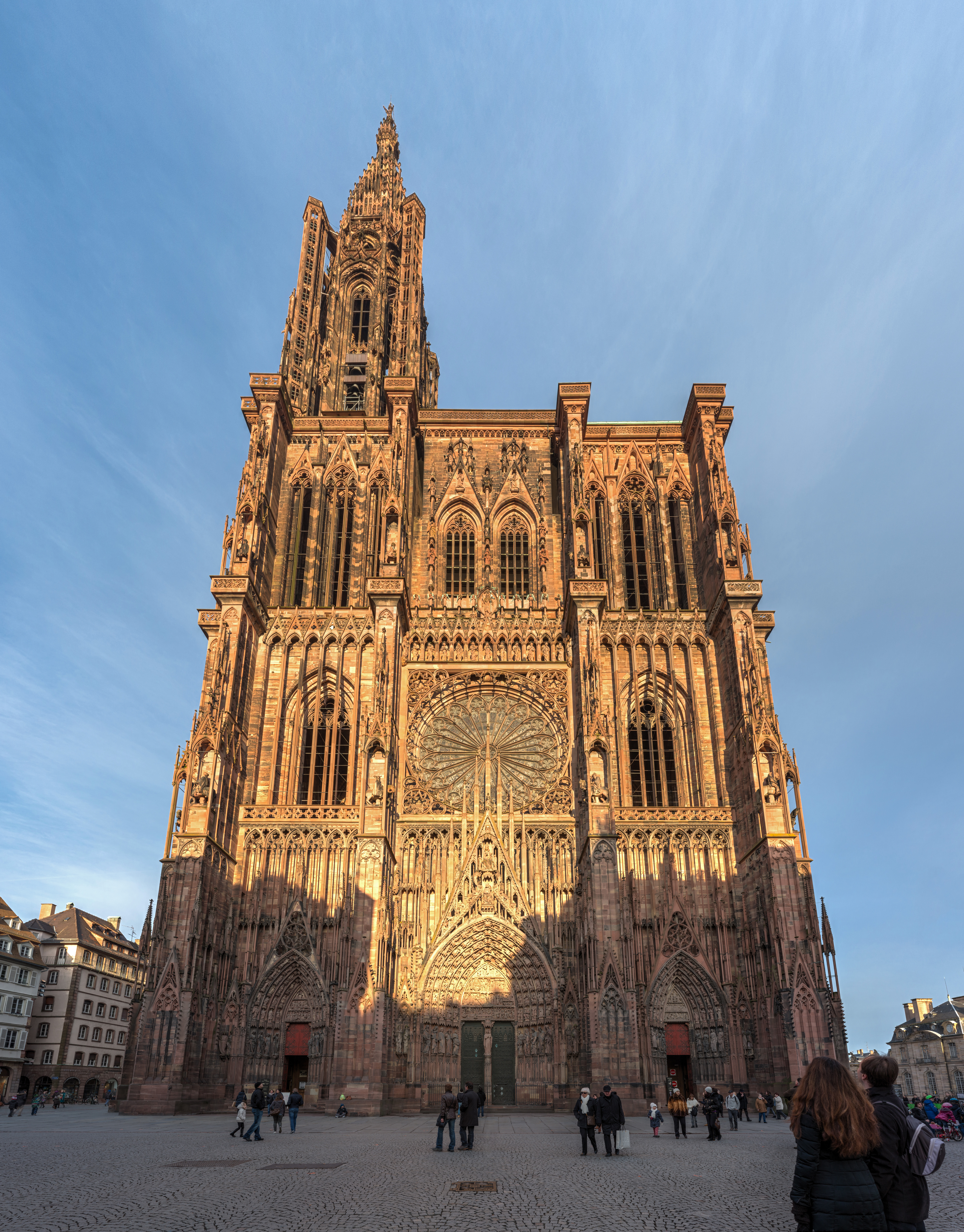
Estrasburgo
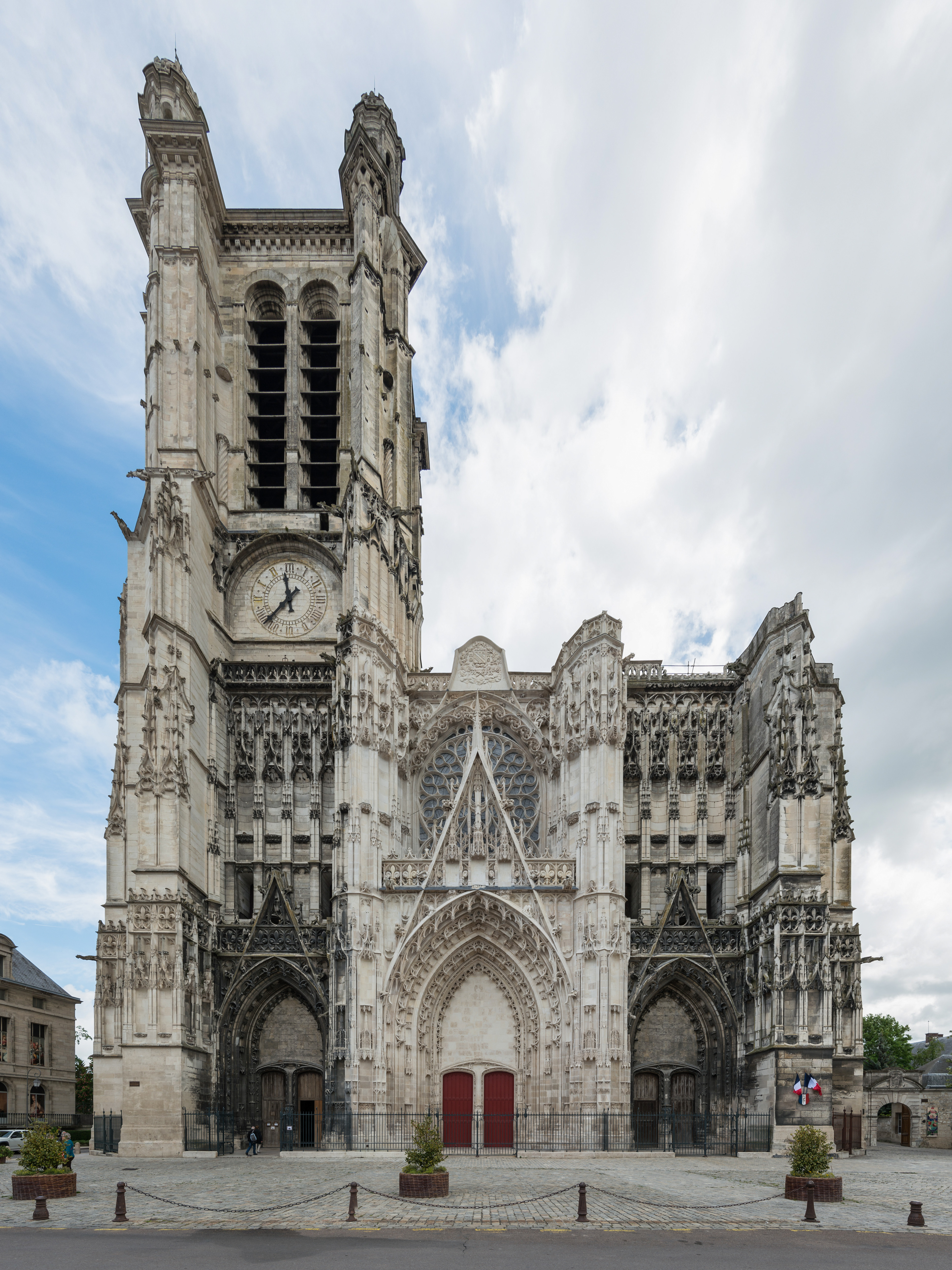
Troyes
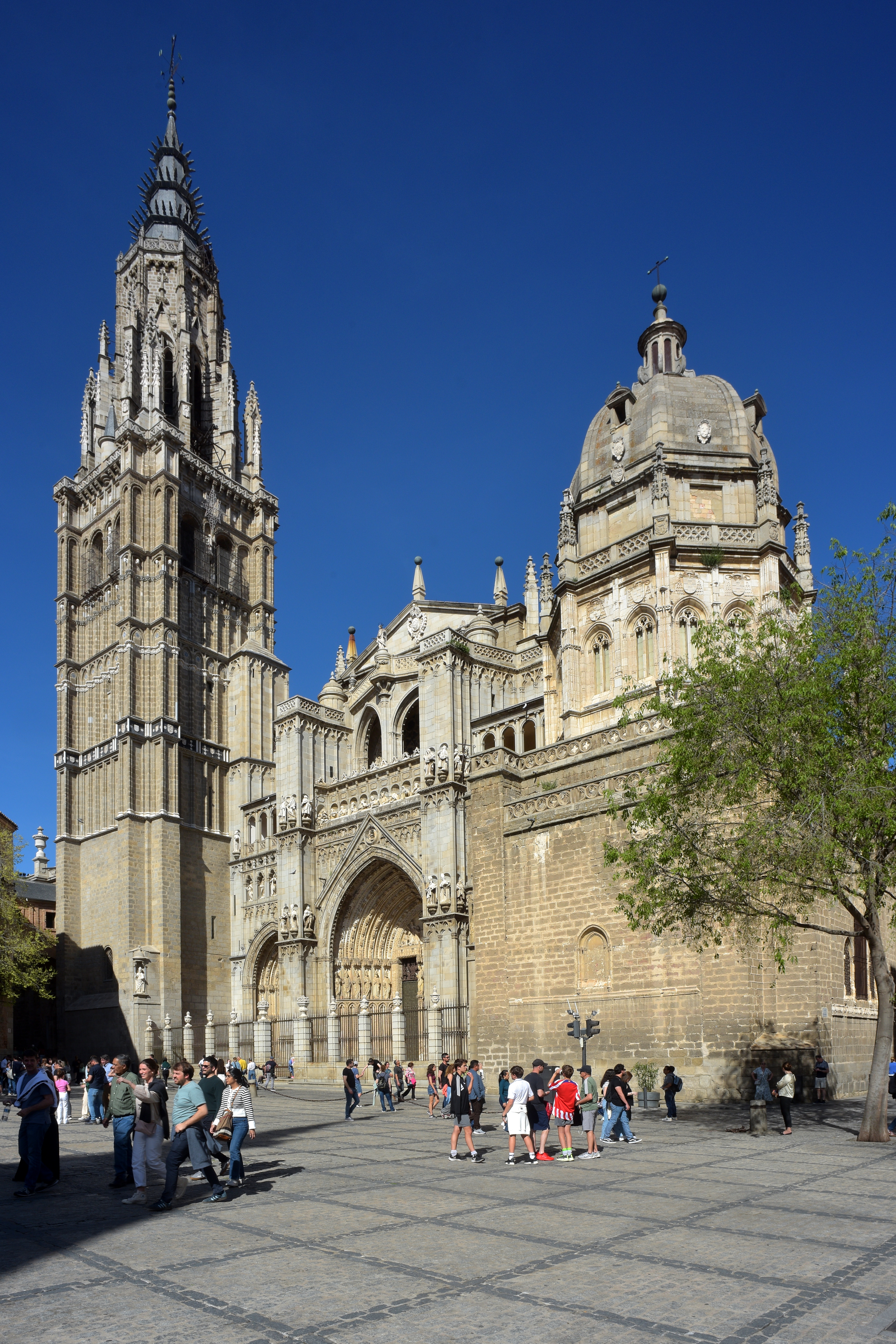
Toledo
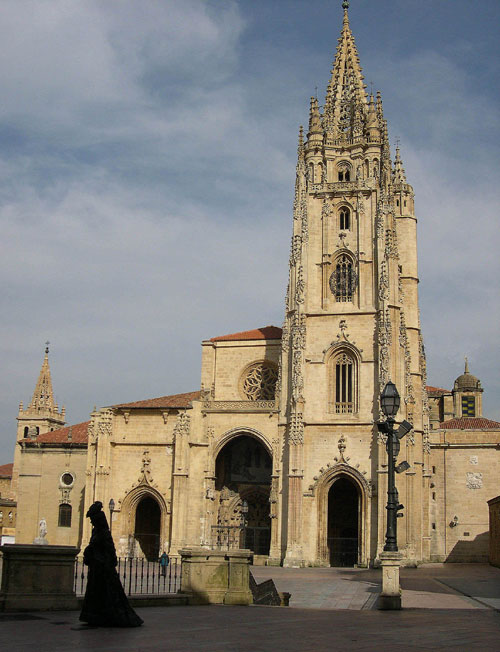
Oviedo
Sens
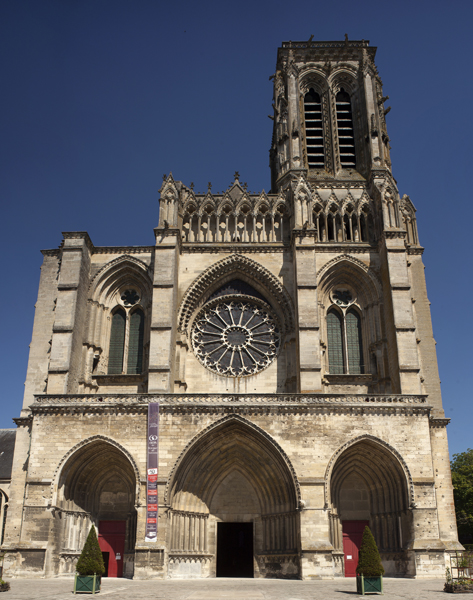
Soissons

### Elementos secundarios

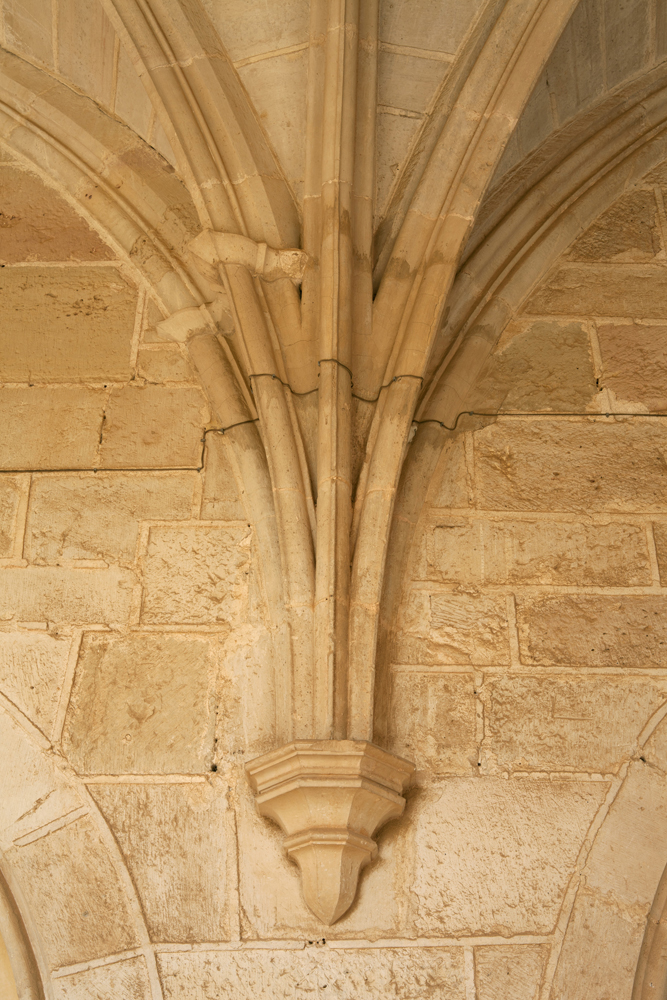
Ménsula del claustro del monasterio de Santes Creus en Aiguamurcia.

Entre los elementos secundarios de un edificio gótico son notables por lo característico de su forma:
- apoyos, a modo de repisa, ya sola ya con una media columna encima de ella, adosados a cierta altura de los muros, sostienen los arcos y los nervios que parten como arrancando del muro, según se observa sobre todo en la arquitectura cisterciense
- repisas y doseletes para estatuas que en los siglos XII y XIII suelen llevar figuras de castillitos, en el siglo XIV semejan boveditas de crucería con pequeños gabletes y en el XV se adornan con calados flamígeros y arquitos conopiales o se terminan por una elevada torrecilla y altos gabletes
- antepechos para triforios y galerías que al principio constan de arcaditas ojivales y después tienen la forma de pretil con calados propios de la época
- pináculos, agujas, gárgolas, caireles, crestería, etc., cuya traza de estilo gótico es inconfundible con la de otros.

### Ornamentación

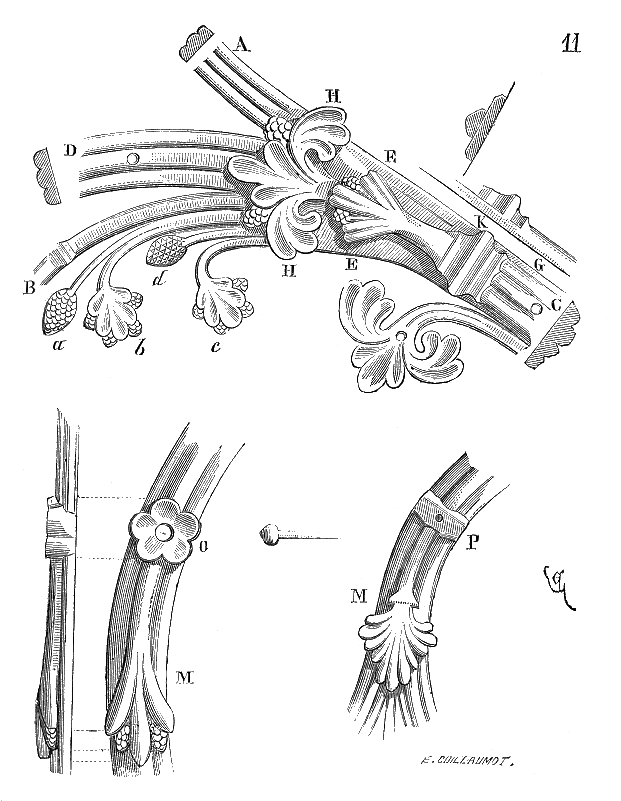
Detalles de la catedral de Notre-Dame.

La ornamentación gótica se funda en la construcción y sirve para acentuar más los elementos de ésta. Los motivos más comunes y propios, en el terreno escultórico, son en los comienzos del estilo gótico, sobre todo, en el periodo de transición los adornos geométricos heredados del estilo románico, molduras y calados geométricos que nacen del propio arco. La utilización del arco conopial en el siglo XV permite una amplia utilización de la curva y contracurva en la ornamentación.
La parte más novedosa en cuanto a la decoración viene de la flora y fauna local que se interpreta en forma estilizada durante los siglos XII y primera mitad del XIII. La naturaleza se interpreta con bastante realismo y en este último siglo se propende a las formas retorcidas. El trébol, la hiedra retorcida, los brotes de vid, las hojas de roble o de encina se encaraman por los arcos y las agujas de los edificios góticos, asociándose al nuevo estilo. Posteriormente se abandonan para dar lugar a las frondas, cardinas (hojas de cardo), grumos, trifolios, cuadrifolios, etc. En el arte clásico, solo dos o tres plantas, el acanto, la hiedra y el laurel, habían tenido aceptación en el repertorio decorativo, pero el gótico se vale de todas las especies del reino vegetal y reproduce también pájaros y hasta seres fantásticos, monstruos que una veces están derechos como guardianes en los alto de balaustradas y otras agazapados condenados a servir de gárgolas para arrojar el agua de las lluvias recogidas en los tejados.

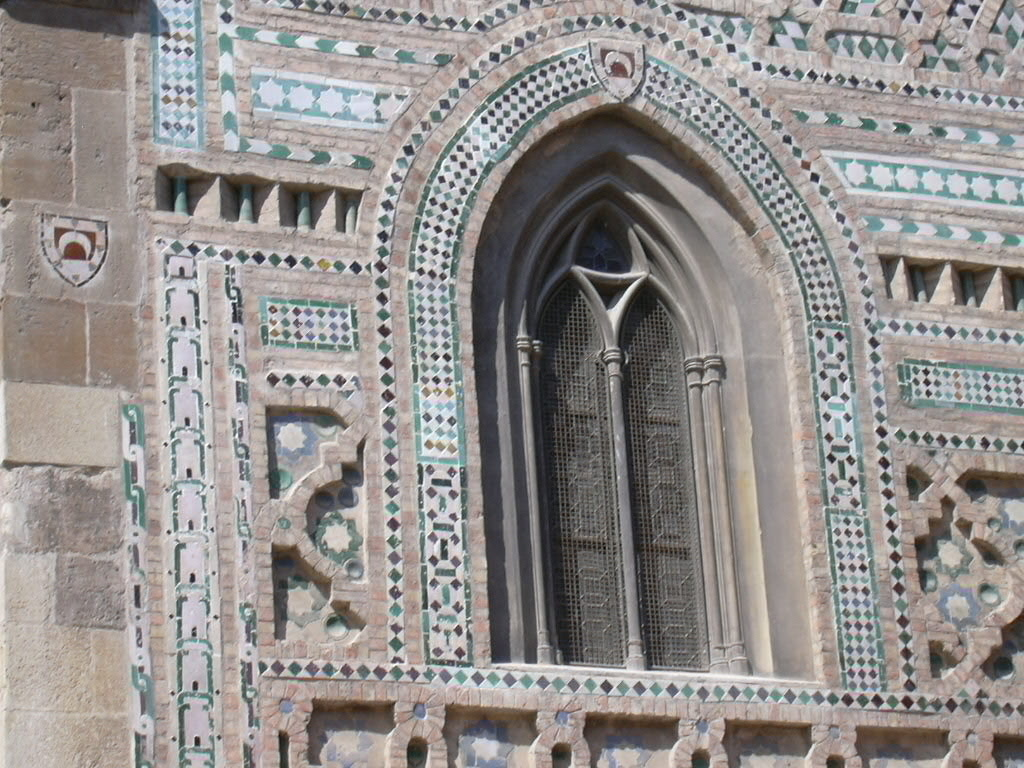
Decoración con azulejos en La Seo de Zaragoza.

Las molduras góticas se distinguen de las grecorromanas en que no ofrecen corte o sección circular como éstas sino semielíptica, piriforme, cordiforme, etc. todo para que a la vista aparezcan muy tenues y casi aéreos los arcos y demás miembros que se molduran.
La decoración pictórica de varios de los mencionados elementos debió ser en su tiempo común pero ha llegado escasa a nuestros días. Con frecuencia se pintaban las esculturas de las portadas, sepulcros, capiteles, claves de bóvedas, nervios de éstas y más la techumbre si se hacía de madera. Y aunque fueron poco abundantes los cuadros de figuras en los muros, se suplieron en gran parte por las vidrieras policromadas. En muchos edificios de España, participando más o menos en la arquitectura mudéjar se usó la decoración de azulejos en frisos y zócalos.

## La arquitectura gótica en Europa
La difusión de la arquitectura gótica fue muy amplia, desde su nacimiento en Francia alcanzó plenamente a Inglaterra, España, Italia y Alemania y con ella todo el Sacro Imperio Romano. Uno de los grandes elementos que contribuyó a su difusión fue la expansión de la orden de Cluny. Alcanzó puntos tan lejanos como los países nórdicos y lugares del oriente mediterráneo como Rodas, Chipre y Siria donde arribaría de la mano de los cruzados.

### Francia
La arquitectura gótica francesa y arte francés designa un estilo arquitectónico de la segunda parte de la Edad Media que surgió en lo que hoy es Francia como evolución de la arquitectura románica. El gótico apareció hacia 1130/1140 en las regiones de la Isla de Francia y Alta Picardía bajo el nombre de opus francigenum —en latín, que significa 'obra franciliana', por Isla de Francia— y se difundió rápidamente: primero, al norte del río Loira y luego al sur: después llegó a toda Europa occidental y siguió en uso hasta mediados del siglo XVI, e incluso hasta el siglo XVII en algunos países. Su fuerte identidad, tanto filosófica como arquitectónica, representa probablemente uno de los mayores logros artísticos de la Edad Media.
Las técnicas y la estética góticas se perpetuaron en la arquitectura francesa más allá del siglo XVI, en pleno período clásico, en algunos detalles y modos de reconstrucción. En el siglo XIX también tuvo lugar una verdadera recuperación con la ola de los historicismos, que llegó hasta principios del siglo XX, un estilo revival que fue denominado neogótico y que en Francia apareció algo más tarde que en otros países europeos.
El gótico francés se considera dividido en cuatro estilos, que no periodos, ya que a veces se superpusieron cronológicamente:
- temprano, primitivo, inicial o preclásico (1130-1180), caracterizado por la adopción del arco apuntado y la transición desde el final de la arquitectura románica. Para elevar más los muros, los constructores los dividieron en cuatro niveles: la arcada (arcos y pilares), galería, triforio y clerestorio; y para estabilizar los altos muros, inventaron los arbotantes, que alcanzaron la madurez solamente en el alto gótico durante el siglo XIII. Las bóvedas serán bóvedas sexpartitas de seis nervios. Edificaciones notables del estilo incluyen el extremo oriental de la iglesia de la abadía de Saint Denis (desde 1144,) la catedral de Sens (desde 1140), la catedral de Laon, la fachada occidental de la catedral de Chartres, Notre Dame de París, la catedral de Lyon y la catedral de Toul.
- clásico o alto gótico (1180-1240), momento en el desaparecen los últimos vestigios del estilo románico; canonizó las proporciones y formas del gótico temprano y las desarrolló aún más para alcanzar la luz, con edificaciones más altas y majestuosas. Los muros de las grandes iglesias pasaron de cuatro a solo tres niveles: arcada, triforio y clerestorio. Las coronaciones de los pilares se hicieron más pequeños para evitar detener el empuje ascendente visual. Las ventanas del clerestorio cambiaron de ser una única ventana en cada segmento, alojada en el muro, a dos ventanas unidas por un pequeño rosetón. Los nervios de las bóvedas se redujeron a cuatro. Los arbotantes maduraron, y después de que abrazaran el edificio en Notre-Dame de París y Chartres, se convirtieron en la forma canónica de soportar altos muros, desempeñando tanto propósitos estructurales como ornamentales. El cuerpo principal de la catedral de Chartres (1194-1260) —que sirvió de modelo para otras grandes catedrales de la época como la catedral de Soissons y la de Reims—, la catedral de Amiens y la catedral de Bourges son también representantes del estilo.
- radiante (rayonnant, 1240-1350), caracterizado por una mayor preocupación por las superficies y la repetición de los motivos decorativos a diferentes escalas. Los edificios tienden también a ganar en altura y verticalidad y se busca un efecto de ligereza y riqueza, superando la austeridad y cierta pesadez de la etapa precedente. En el interior la luz lo invade todo y se liberan los muros de su función sustentante para disponer rosetones radiales (de ahí el nombre) y vanos cada vez más grandes, que se decoran con vidrieras muy decoradas. Uno de los primeros edificios que sentaron las bases del estilo fue la catedral de Beauvais, que pretendía una altura de las bóvedas tan imponente (48 m) que no fue igualada en ningún otro edificio gótico. La Sainte-Chapelle, en París, concebida como una especie de relicario de cristal, constituye el paradigma perfecto del estilo radiante.
- y tardío o flamígero (flamboyant, desde 1350), con una ornamentación exuberante, caracterizada por un gran virtuosismo en la estereotomía (corte de la piedra). La técnica de la piedra armada del período radiante dio paso a la piedra tallada lo que explica que los rosetones sean más pequeños, incluso aunque sean más aéreos al reposar sobre estructuras más ligeras, como en la Sainte-Chapelle de Vincennes. Las fachadas también se tallan en varios planos. En el interior de los edificios, las bóvedas de crucería cada vez son más compleja, convirtiéndose, en algunos edificios, en un elemento decorativo.

- Interiores góticos franceses
- Catedral de Senlis
(gótico inicial)
- Catedral de Amiens (gótico clásico)
- La Sainte-Chapelle, París (radiante)
- La nave de la Sainte-Chapelle de Vincennes (flamígero)

Aparte de estos estilos, hay otros góticos regionales como el gótico angevino —por la ciudad de Angers, con fachadas no tripartitas y bóvedas angevinas, de un perfil muy abombado, destacando la catedral de Saint-Maurice de Angers y el antiguo hôpital Saint-Jean—, el gótico normando —con la presencia sobre el transepto de una torre central, como en las catedrales de Coutances, Notre-Dame de Rouen, Notre-Dame d'Évreux— y el llamado «gótico meridional» (a diferencia del gótico septentrional o gótico del Norte). Este último estilo se caracteriza por una gran nave y no tiene ningún transepto. Los ejemplos de esta arquitectura gótica podrían ser la catedral de Santa Cecilia de Albi, Notre-Dame-de-Lamouguier en Narbona y la catedral de Nuestra Señora de Saint Bertrand de Comminges.
- Las variantes regionales góticas francesas
- Bóvedas del Hôpital Saint-Jean de Angers (actual Museo de Jean-Lurçat)
(gótico angevino)
- Cimborrio de la catedral de Coutances 
(gótico normando)
- Catedral de Albi
 (gótico meridional)

La mayoría de los edificios góticos del país tienen la condición de monumento histórico y gozan de algún grado de protección (clasificados o calificados), siendo mayoría los monumentos góticos clasificados en 1840 y 1862. Además, muchos de ellas han sido designados como Patrimonio de la Humanidad: cuatro a título individual —catedral de Chartres (1979), catedral de Amiens (1981), catedral de Reims y la antigua iglesia abacial de de Saint-Remi (parcialmente gótica) en Reims (1991), y catedral de Bourges (1992)—, otros con alguna parte gótica —Abadía del Monte Saint-Michel (coro gótico flamígero de la iglesia abacial y Merveille), y otros como parte de un bien serial: la catedral de Albi y la Colegiata de San Salvio de Albi, en parte gótica (ambos parte de la Ciudad episcopal de Albi) (2010) y muchos parte de los Caminos de Santiago en Francia (1998): basílica de San Miguel (Burdeos) (gótico flamígero), catedral de Burdeos (gótico angevino), catedral de Bayona, catedral de Santa María (Oloron-Sainte-Marie) (en parte gótica), basílica de Nuestra Señora de L'Épine, colegiata de Notre-Dame-en-Vaux (Châlons-en-Champagne) (en parte gótica), torre de Santiago (París), colegiata de San Pedro de La Romieu e iglesia Saint-Jacques de Compiègne (gótico flamígero).

### Inglaterra
La arquitectura gótica inglesa o gótico inglés (English Gothic) es el estilo arquitectónico que floreció en Inglaterra desde alrededor de 1180 y que dominó más de tres siglos, hasta alrededor de 1520, más de un siglo después de que en Florencia se introdujera el estilo renacentista a principios del siglo XV. Además de usarse en nuevas construcciones, muchos edificios anteriores fueron reconstruidos total o parcialmente de esta manera, de modo que la mayoría de los edificios medievales ingleses que se conservan son predominantemente góticos en la forma: lo son la mayoría de las catedrales medievales y grandes iglesias parroquiales —a menudo de fundación normanda, entre ellas algunas  de las obras más grandes y mejores de la arquitectura del país— y también gran cantidad de arquitectura civil (castillos, palacios, grandes casas, universidades y muchos edificios civiles más pequeños, sin pretensiones, como casas de caridad (almshouses) y trade halls (salas de comercio). La primera aplicación del gótica a gran escala en el país fue en el coro (1175-1184) de la catedral de Canterbury. 
El estilo gótico surgió en gran parte por la voluntad de iluminar las oscuras naves románicas y la introducción de grandes ventanales, a menudo cerrados con grandes vitrales coloreados y subdivididos por tracería de piedra decorativa. El deseo de aumentar el área de las ventanas impulsó el desarrollo de nuevas técnicas estructurales, de las que derivarían la mayoría de los otros rasgos distintivos del estilo: arcos apuntados, bóvedas de crucería, contrafuertes, arbotantes y pináculos. Estos elementos aumentaron la resistencia del edificio y redujeron el peso que tenía que ser soportado por los muros, lo que permitió disponer más superficie en los cerramientos para acristalar. También hicieron posible una mayor flexibilidad de proporciones que la permitida en el románico. Otros rasgos son el uso de torres y agujas, las columnas compuestas de múltiples fustes y la escultura en alto relieve, generalmente de carácter más naturalista que la que se encuentra en la decoración románica.
La tradición arquitectónica gótica se había originado en Francia en la segunda mitad del siglo XII —cuando el abad Suger empleó por vez primera los diversos elementos  juntos en un único edificio en el coro de la basílica de Saint-Denis, al norte de París, dedicada el 11 de junio de 1144.— y se extendió rápidamente en Inglaterra, donde comenzó a sustituir a la arquitectura normanda (denominación que recibe en el país el estilo románico) y a partir del que evolucionaron muchas de las características de la arquitectura gótica (evolución puede verse más particularmente en la catedral normanda de Durham, que posee una de las primeras bóvedas de crucería altas conocida). Siguió una evolución independiente del resto del continente, siendo el estilo dominante durante más de 300 años,
Los historiadores del arte dividen tradicionalmente el gótico inglés en tres periodos o estilos cronológicamente sucesivos pero solapados, que pueden ser a su vez subdivididos para definir con precisión los diferentes estilos. La periodización más habitual sigue las etiquetas convencionales acuñadas por Thomas Rickman (Attempt to Discriminate the Style of Architecture in England, 1812-1815): 
- 1180-1275: primer gótico inglés o gótico primitivo (Early English Gothic), el más sencillo y el más cercano a los modelos franceses. Se caracteriza por la simplicidad de sus bóvedas y tracería, el uso de ventanas de lanceta y una decoración escultórica menor que en cualquiera de las variedades románicas o posteriores del gótico. Se inicia con el coro de la catedral de Canterbury (f. 1175), de William de Sens construida conforme al modelo francés. En 1192 se empieza a construir la catedral de Lincoln cuyos trabajos se prolongarán durante todo el siglo XIII. El más puro gótico inglés de esta época lo representa la catedral de Salisbury que fue construida en una  única, aunque larga, campana (1220-1258, con añadidos posteriroes de la torre). El estilo es más horizontal que en Francia y se desarrolla un tipo de fachada denominada de pantalla, ya que la fachada surge como una pantalla decorativa, sin relación con los espacios posteriroes, con una reducida puerta de acceso y numerosas arquerías ornamentadas con estatuas, que cubren toda la superficie, incluidas las torre y, las largadas naves. La abadía de Westminster, comenzada en 1245 estuvo influenciada por el estilo francés. Son también buenos ejemplos la abadía de Whitby y la abadía de Rievaulx.[17]

- 1275-1380: gótico decorado (Decorated Gothic) que surgió con el aumento en la proliferación y elaboración de la decoración escultórica y en la tracería y la aparición de bóvedas más complejas y decorativas. Se suele dividir en dos periodos, denominados «estilo geométrico» (geometric style), entre 1250 y 1290, y «estilo curvilíneo» (curvilinear style), entre 1290 y 1350. Son buenos ejemplos las catedrales de  Lincoln, de Carlisle,[18] de York, de Lichfield y la linterna octogonal de la catedral de Ely).

- 1380-1520: gótico perpendicular (Perpendicular Style), la transformación final de la tradición inglesa, y la más alejada de los estilos continentales contemporáneos. Fue llamado así por su énfasis en las líneas verticales continuas, con el uso de molduras verticales en los muros y en los patrones de rejilla de su tracería. En su uso de esculturas y tracería este estilo fue más discreto que en el gótico decorado, pero vio como las intrincadas bóvedas alcanzaban su cenit, con el desarrollo de las elaboradas bóvedas bóvedas de lierne y de abanico, casi exclusivamente en Inglaterra. El tamaño de las ventanas también alcanzó su punto máximo en este período, mientras que los arcos —es característico de este estilo el llamado arco Tudor— y las bóvedas se hicieron más planas, desarrollos que supusieron unas solicitaciones estructurales mayores que nunca antes en los edificios. Ello fue posible porque las técnicas estructurales góticas ya habían alcanzado una gran sofisticación, especialmente en el uso de contrafuertes. Las obras más representativas se encuentran en las universidades de Oxford y Cambridge, donde destaca el King's College, Cambridge, que se comenzó a construir en 1443; también son muy notables las catedrales de  Gloucester y de Mánchester, la abadía de Bath, la iglesia de San Jorge en Windsor y la de Enrique VII, en la abadía de Westminster. Hubo también un gran desarrollo de la arquitectura civil. A esta etapa final la siguió el estilo Tudor ( 1485-1603), un estilo superpuesto y que a veces se confunde con el último perpendicular.

- Tracerias típicas de los estilos góticos ingleses
- The Five Sisters,  transepto norte de la York Minster, combinación de lancetas, ejemplo de gótico temprano
- Gran ventana occidental, decorado, catedral de Exeter
- Golden Windows, decorado,  en el extremo oriental de la catedral de Wells
- Ventana occidental de la catedral de Winchester, perpendicular
- Ventana de la King's Chapel, Cambridge, perpendicular

### España
La arquitectura gótica se introdujo en España a través de los monasterios de la Orden del Císter y alcanzó una amplia difusión en todo el país. El estilo de transición desde el Románico se plasma en las catedrales de Tarragona, Lérida y Ávila.
En el siglo XIII, de máximo apogeo del gótico, se construyen las manifestaciones más puras de este estilo en España: las catedrales de Burgos, León y Toledo. En la Meseta están presentes dos influencias, la borgoñona, en el Reino de León, debido al origen de la dinastía leonesa; y la inglesa, en el Reino de Castilla, llegada a través de la alianza matrimonial de los reyes castellanos con la Casa de Lancaster.
El siglo XIV supone el esplendor del gótico en la zona de la antigua Corona de Aragón, especialmente en Cataluña, Valencia y Baleares; son construcciones de exteriores sobrios y macizos, las iglesias presentan la denominada planta de salón, con naves laterales de la misma altura que la central, y ausencia de contrafuertes, con escasa decoración escultórica, caracterizado por la influencia de las iglesias del sur de Francia y la casi nula aportación del arte mudéjar. Estos estilos se corresponden con el gótico valenciano, el gótico catalán o el gótico balear, según su localización, por ciertas características propias y originales. Sus mejores ejemplos son las catedrales de Barcelona, comenzada a construir en 1298, Gerona, comenzada a construir en 1317, y la de Palma de Mallorca, que dispone de tres naves sin girola y fue consagrada en 1346, y también numerosas construcciones civiles.
Durante los siglos XV y XVI, mientras en Italia ya crecía con fuerza el Renacimiento, la actividad constructiva del gótico fue abrumadora en España, surgiendo numerosos edificios de grandes proporciones, caracterizados por la sencillez de la construcción y la complicación ornamental. Se erigen las grandes catedrales de Sevilla, Segovia y Salamanca.

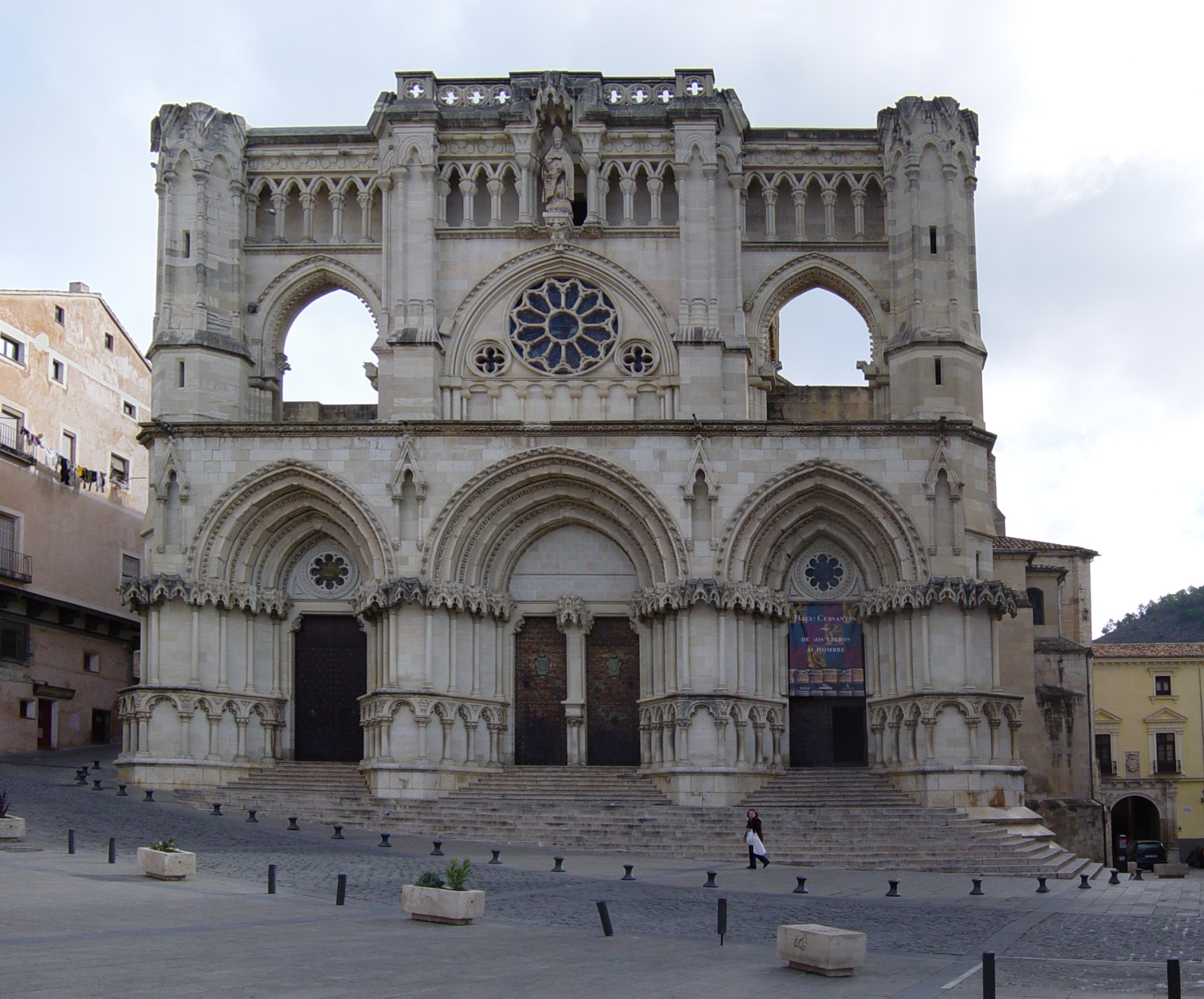
Fachada de la catedral de Cuenca.
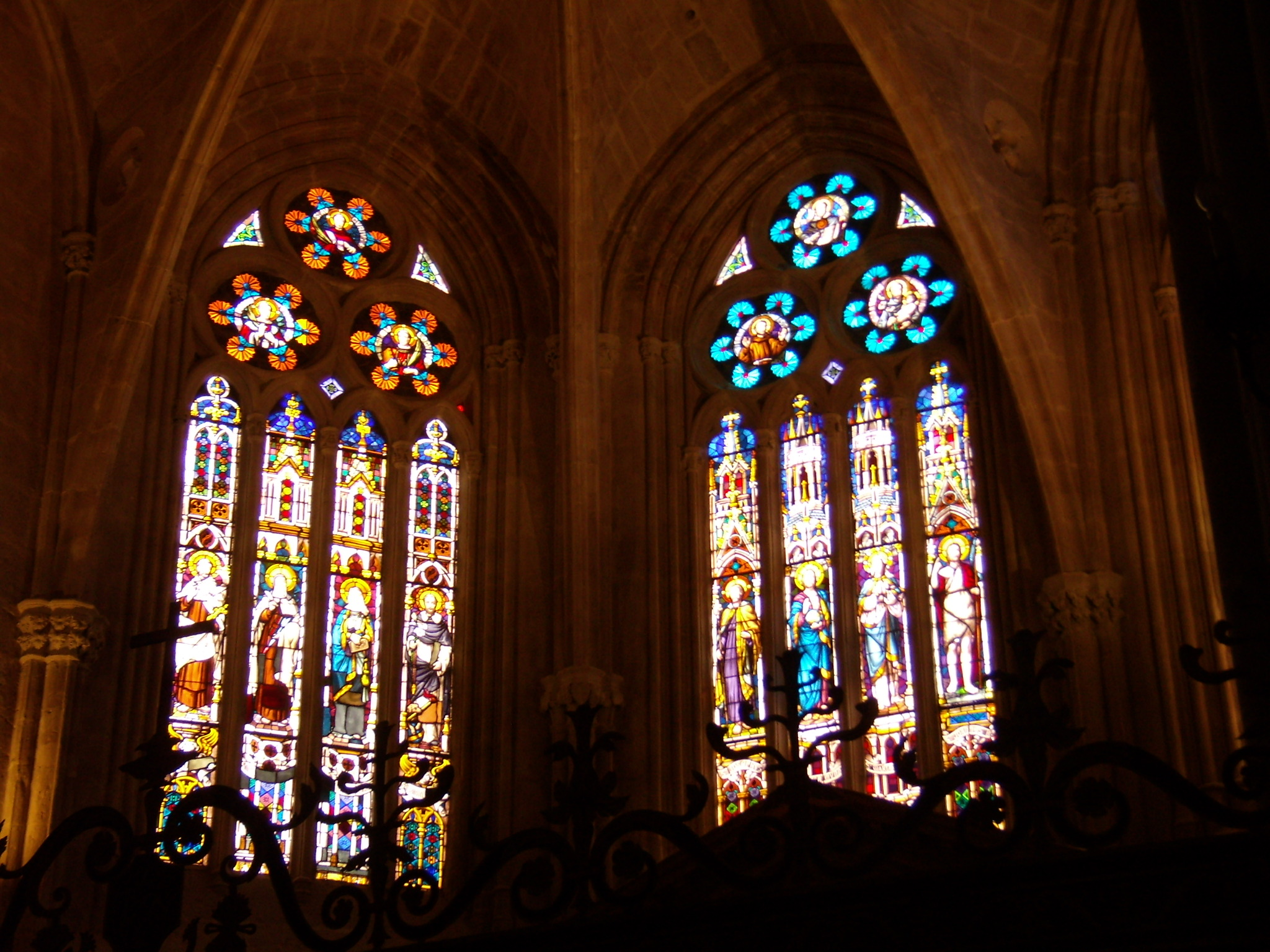
Vidrieras de la catedral de Palencia.
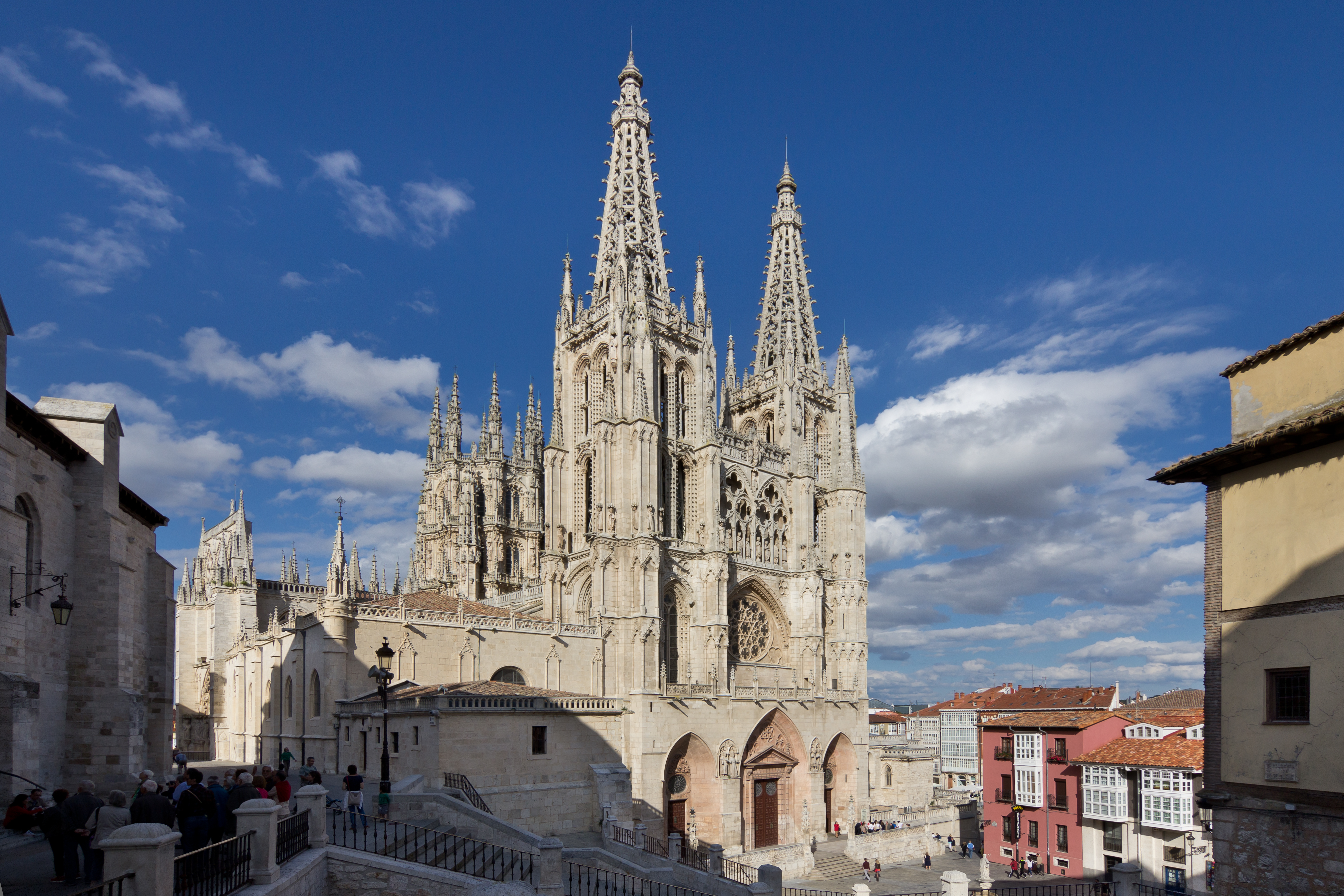
Fachada de la catedral de Burgos.
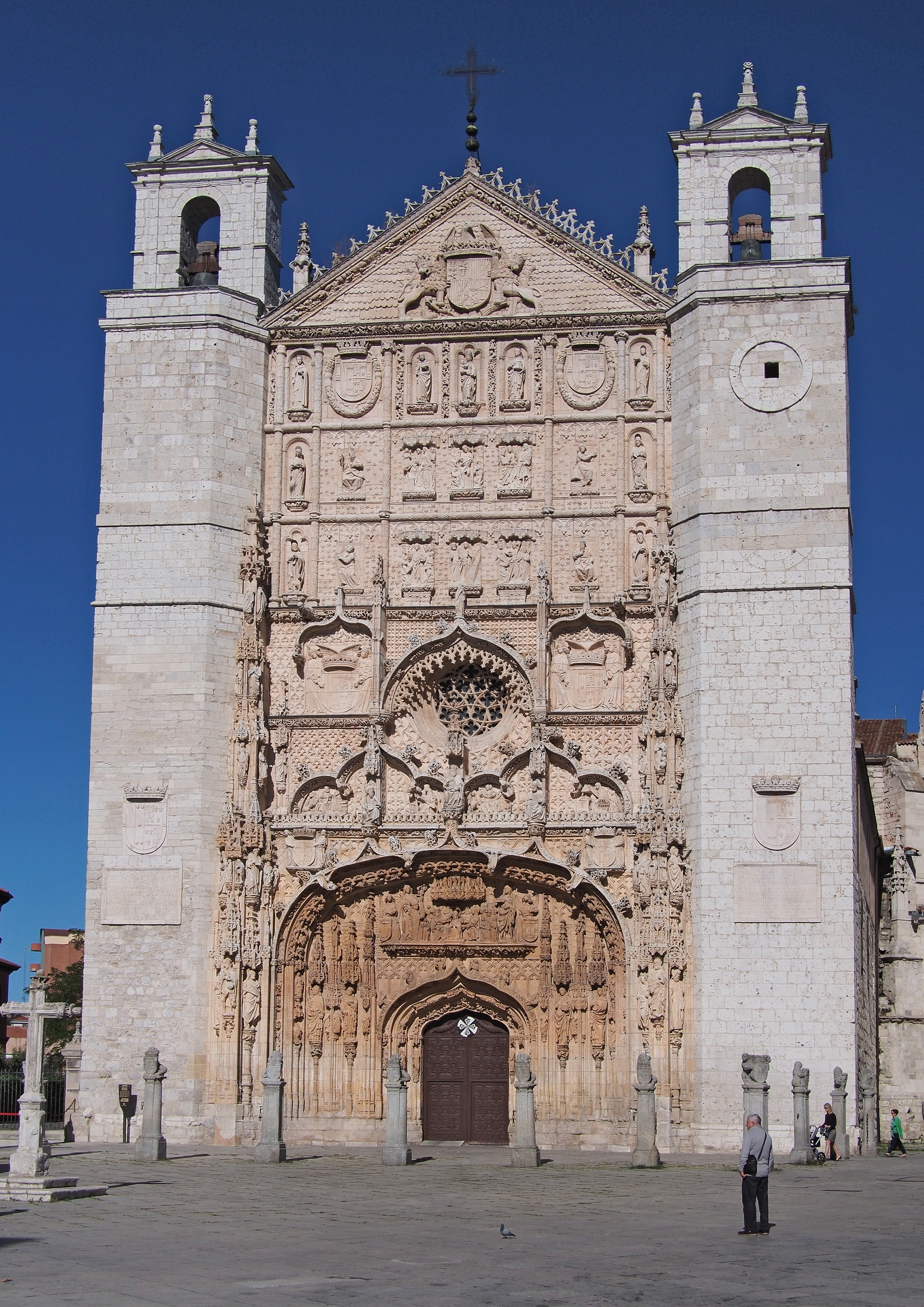
Fachada de la Iglesia de San Pablo de Valladolid.
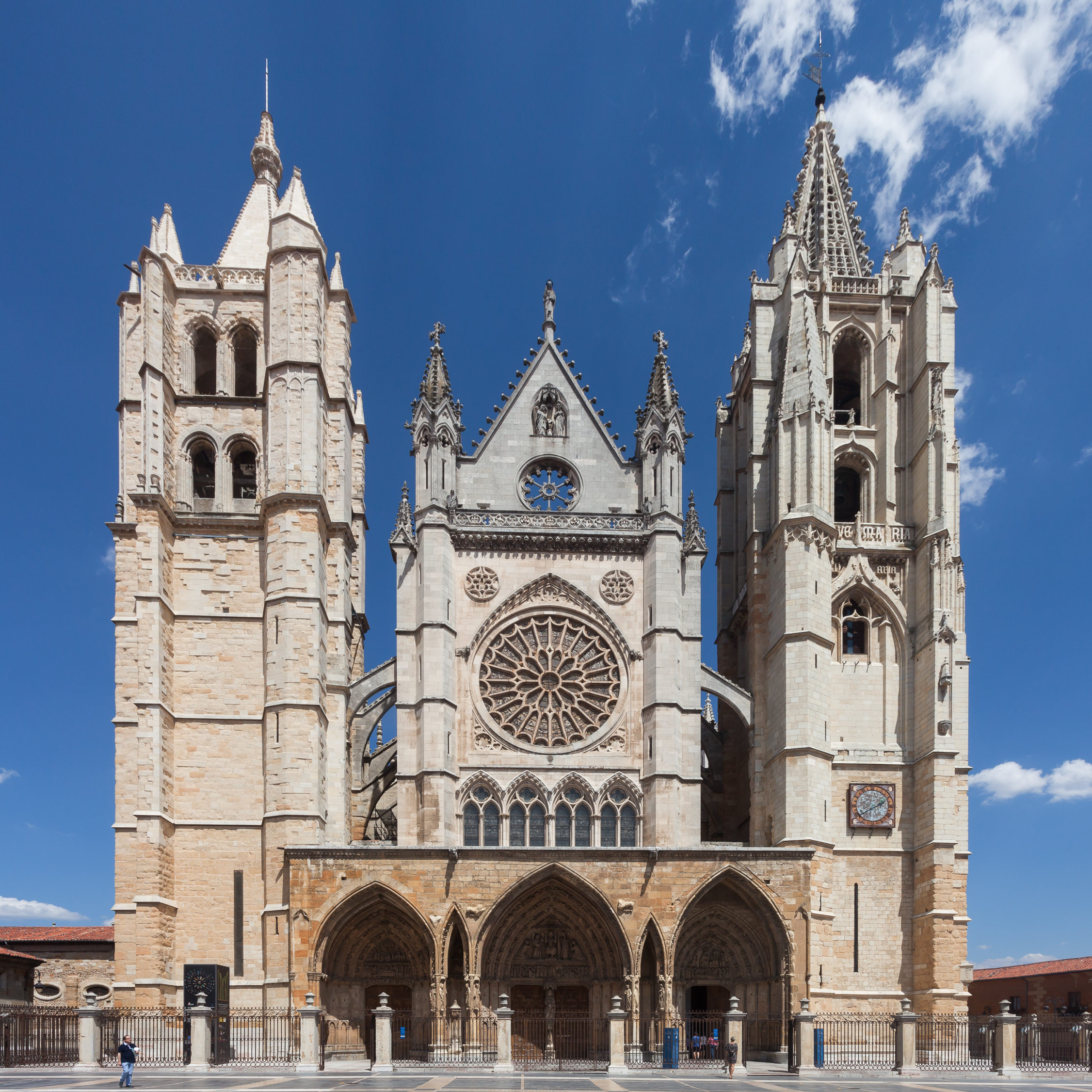
Fachada de la catedral de León.
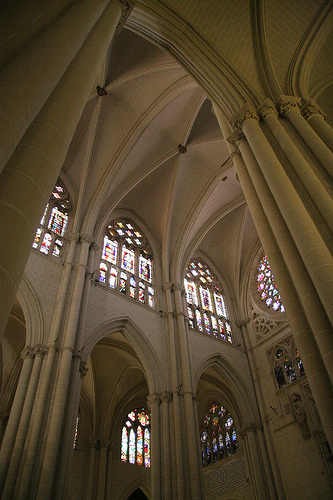
Interior de la catedral de Toledo.
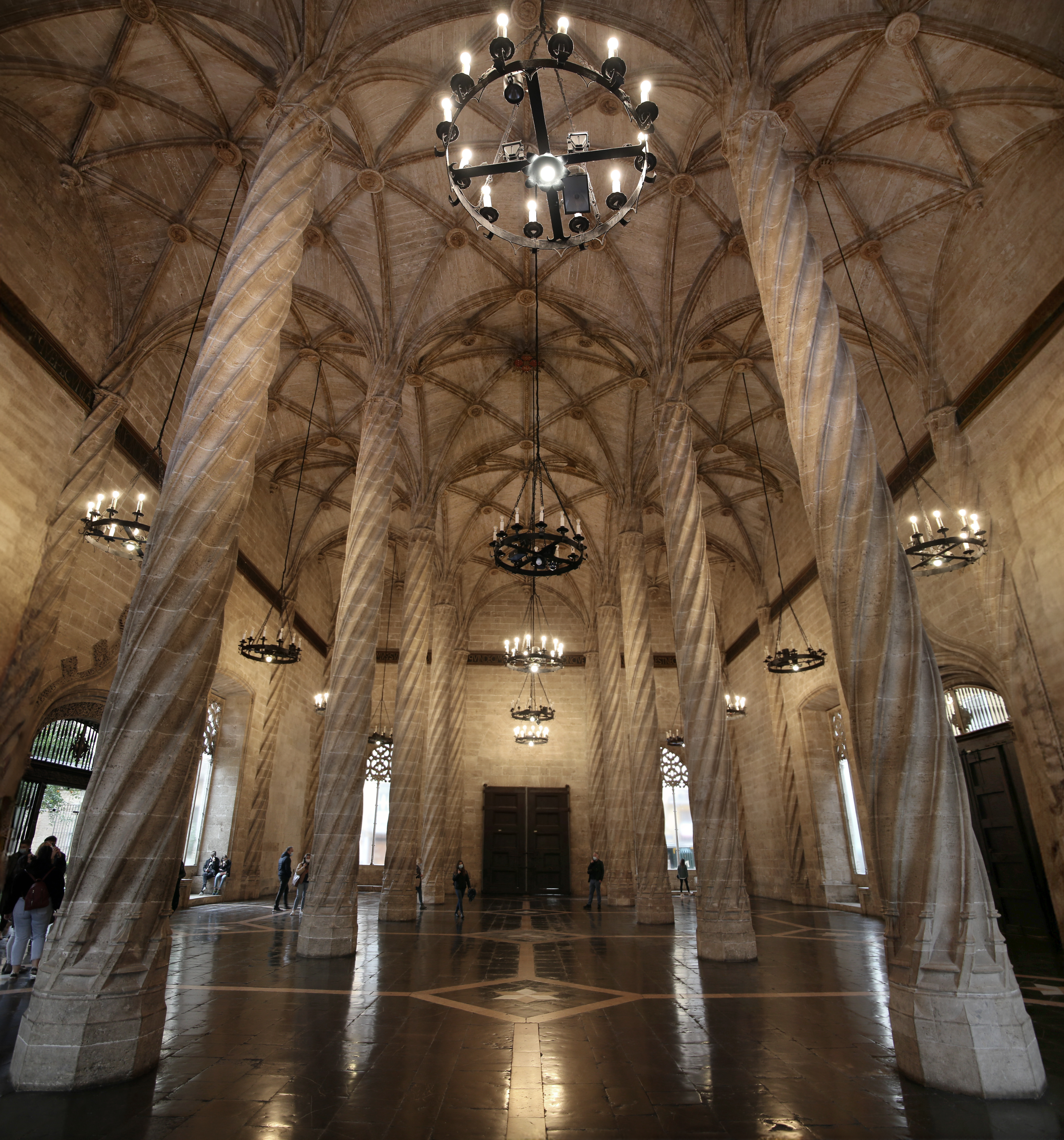
Salón de columnas de la Lonja de la Seda (Valencia).
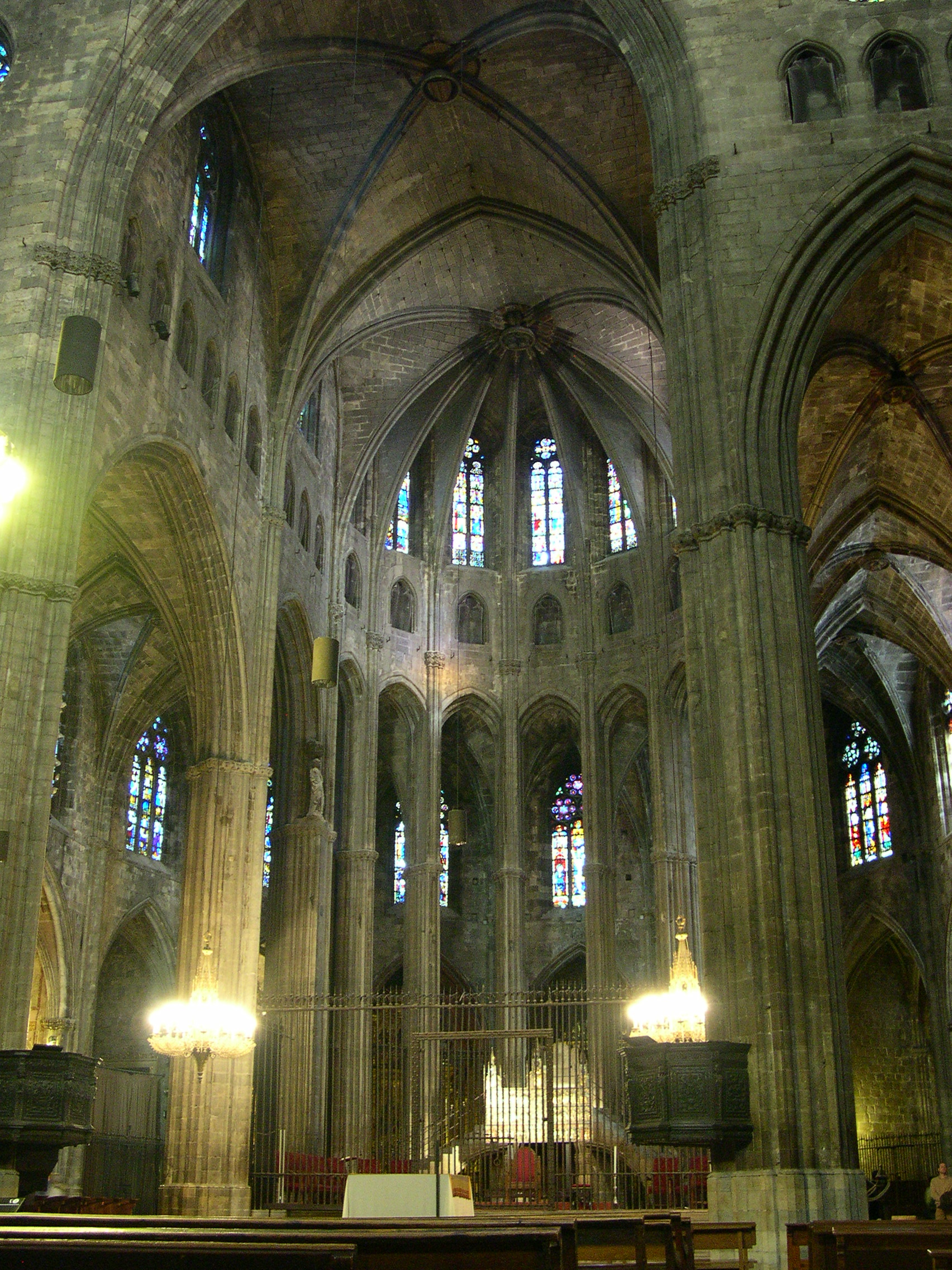
Interior de la catedral de Gerona.
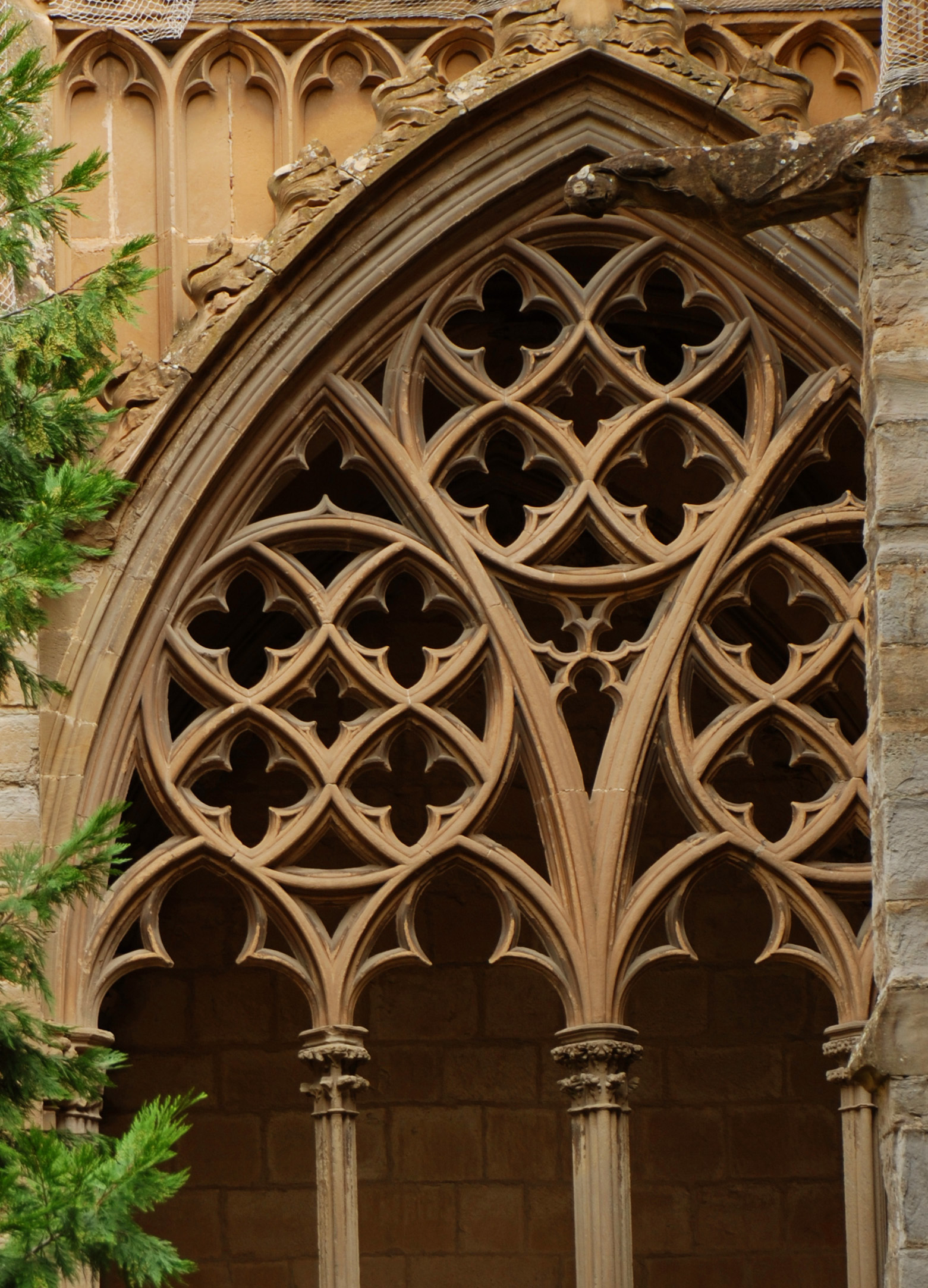
Detalle del claustro de la catedral de Pamplona.

### Portugal

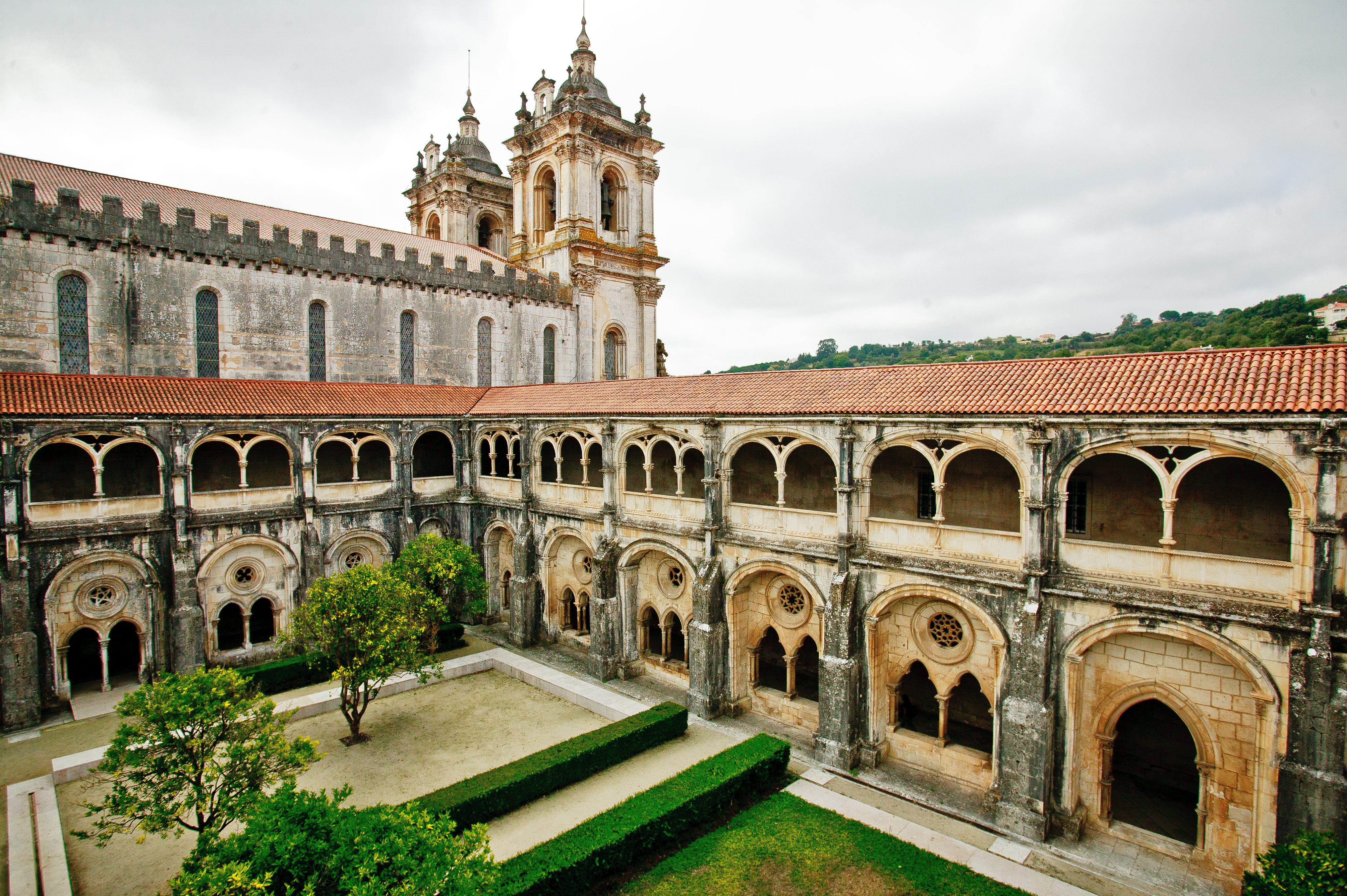
Monasterio de Alcobaza.

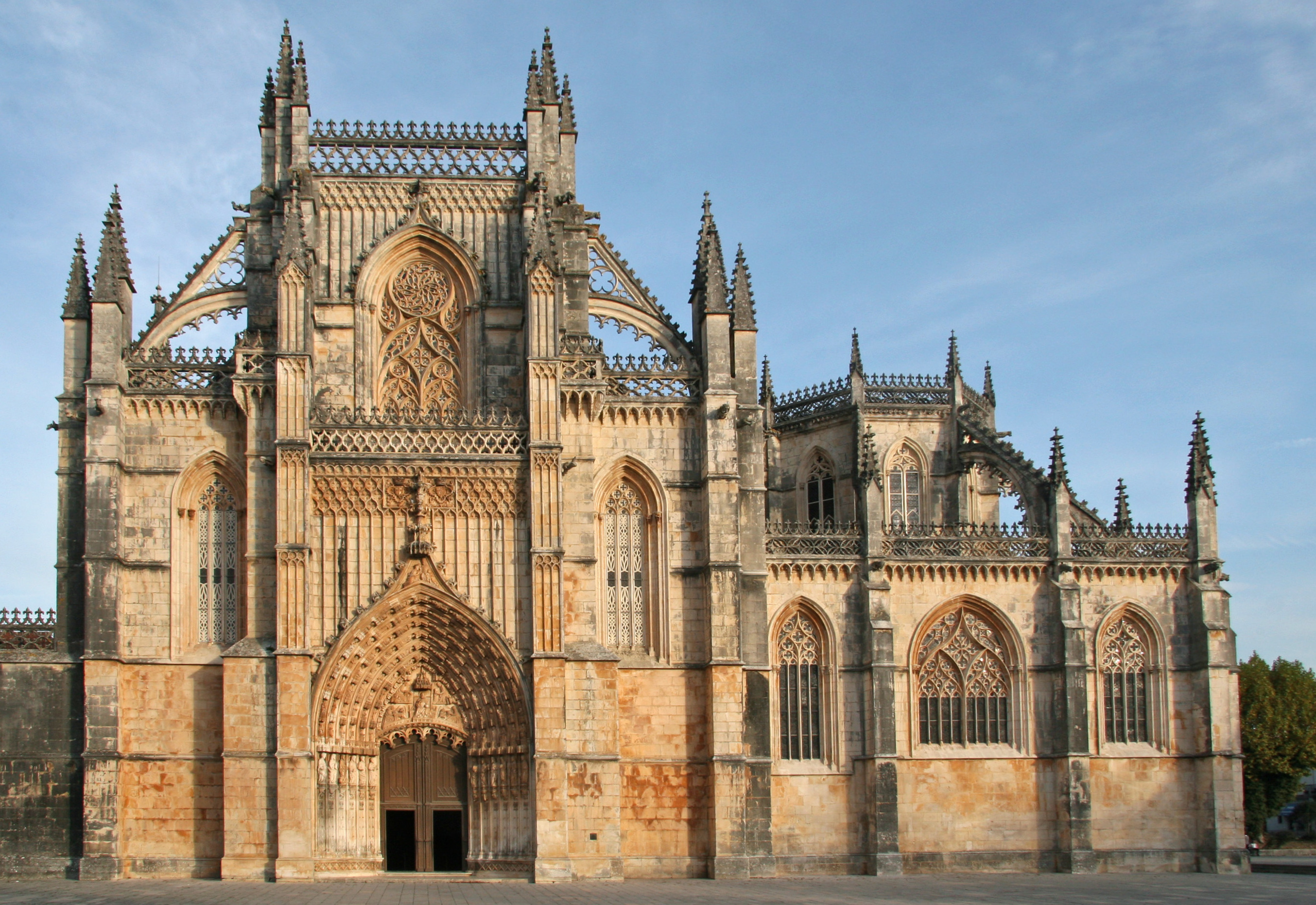
Monasterio de Batalha.

En Portugal, la arquitectura gótica tiene por lo general un carácter más sobrio que en otras partes de Europa, especialmente en sus primeras etapas, como atestiguan las catedrales de Lisboa y Évora. En su etapa final, el estilo manuelino hace uso de una mayor profusión decorativa, combinada con elementos de la arquitectura mudéjar y de la arquitectura del Renacimiento, de manera similar al gótico isabelino en Castilla.
Conforme a la conocida afirmación de uno de los más influyentes estudiosos del gótico portugués, Mario Tavares Chicó, «en Portugal, la época románica es la época de las catedrales, y el periodo gótico, el de las grandes abadías y monasterios».Las más reconocidas obras de arquitectura gótica en Portugal son el monasterio de Alcobaza, de la Orden del Císter, y el monasterio de Batalha, de la Orden de Predicadores (dominicos). Por su parte, el monasterio de los Jerónimos de Belén, en Lisboa, es un destacado ejemplo del estilo manuelino, caracterizado por la mezcla de motivos arquitectónicos y decorativos del gótico tardío y del Renacimiento.

### Italia
La arquitectura gótica italiana (gotico temperato) tiene características propias que la distinguen considerablemente de la arquitectura gótica del lugar de origen, Francia (gótico francés a partir de la abadía de Saint-Denis), y de la de otros países europeos donde este estilo se había ya difundido (como Inglaterra, Alemania o España, con el gótico inglés, alemán o español).
La innovación técnica y la audacia estructural francesas no fueron aceptadas, prefiriendo mantener la tradición constructiva consolidada en siglos anteriores, e incluso desde un punto de vista estético y formal, no emuló el énfasis vertical casi estático de las catedrales francesas. Si bien hubo una aplicación temprana de elementos góticos en la época románica —como los rosetones y las bóvedas de crucería (norte de Italia) y los arcos apuntados (árabe-normando en la Italia meridional)—, la tradición románica italiana —influenciada por los modelos bizantino, paleocristiano e incluso grecorromano— se resistía a la masiva sustitución de los muros por vanos. Probablemente se debiera a cuestiones puramente prácticas: el clima italiano habría causado en los edificios cubiertos de vidrieras un efecto luminiscente (efecto invernadero), sobre todo en los meses estivales, que haría casi imposible permanecer en el interior de las iglesias. Mantener los muros masivos proporcionaba no sólo una temperatura más adecuada, más fresca, sino también una superficie perfecta en la que se extendían preciosas decoraciones al fresco. Se obtuvo así en Italia un compromiso entre los principios estéticos y estructurales del románico y del gótico, sin aumentos excesivos de altura y reducciones esqueléticas de las masas murarias.
El gótico llegó a Italia de forma tardía y arraigó poco. Los cistercienses fueron los introductores de la arquitectura gótica en el país, monjes llegados de Francia fundaron en la región del Lazio la abadía de Fossanova, primer edificio gótico italiano. En el siglo XIII las órdenes mendicantes de dominicos y franciscanos se adhirieron al estilo cisterciense. Las iglesias mantuvieron grandes superficies de muros, en las que hicieron sobresalir las pinturas al fresco y menos espacio para las vidrieras. El mejor edificio gótico italiano de este siglo es la catedral de Siena, maravilla del mármol. A finales del siglo XIII hay una gran actividad gótica y se inicia la construcción del Palacio Comunal de Siena y del Palazzo Vecchio de Florencia, caracterizados por la construcción de elevadas torres.
Durante el siglo XIV, la arquitectura gótica italiana sigue manteniendo unas pecularidades propias, destacando la catedral de Orvieto, muy relacionada con la de Siena. En Florencia también son notables la iglesia de la Santa Cruz, levantada por la orden franciscana, y el interior de la iglesia de Santa María Novella. También en esa ciudad comienza a construirse la catedral de Santa María del Fiore, que se finalizaría ya en el nuevo estilo renacentista.
En el siglo XV, los finales del gótico empiezan a confundirse con los inicios del Renacimiento. En Venecia siguen construyéndose numerosos palacios, y en este siglo se termina el Palacio Ducal, destacando también el palacio Contarini y la Ca' d'Oro. La obra magna del gótico italiano es la catedral de Milán, iniciada en 1386 y cuya construcción se prolongó hasta el siglo XIX. Destaca por la sobrecargada decoración de su fachada, que se concretó entre 1805 y 1813 y finalmente fue terminada en 1814, con una superficie de 4500 m² y embellecida a lo largo del siglo XIX con centenares de estatuas.
Una posible periodización de la arquitectura gótica italiana contempla:
- una fase inicial, que se desarrollaría a finales del siglo XII y comienzos del XIII (fechas correspondientes con el gótico inicial y el gótico pleno francés), que incluiría la arquitectura cisterciense,
- un primo gotico, que se desarrollaría entre 1228 y 1290 (fechas correspondientes con el gótico radiante francés);
- un gótico maduro (gotico maturo) que se desarrollaría entre 1290 y 1385;
- y una última fase, desde 1385 hasta el siglo XVI, que conviviría con la primera arquitectura del Renacimiento, con el inicio y la continuación de los sitios de construcción tardogóticos, como la catedral de Milán, catedral de Nápoles o la basílica de San Petronio de Bolonia (1390-1663).

- Duomo de Siena (1220-1263)
- Interior y ciclos pictóricos de la basílica superior de San Francesco de Asis)
- Basílica de San Juan y San Pablo de Venecia
- Palazzo Ducale (Gótico veneciano, ca. 1303-1340)
- Palazzo Vecchio de Florencia (1299-1314)

### Alemania
Alemania recibió el gótico, con retraso, posiblemente a través de la orden cisterciense. El temprano  estilo que llegaba desde Francia estaba allí ya bastante formado y convivirá durante algún tiempo con las formas románicas alemanas, que se resistían al nuevo estilo, y así los primeros arcos de ojiva no se construyen hasta los primeros años del siglo XIII. La influencia francesa va a ser muy importante ya que los arquitectos franceses del siglo XIII viajaban por toda Europa central, llevando también sus técnicas. Hasta el final de la Alta Edad Media el estilo gótico no será generalmente aceptado en Alemania. Durante el siglo XIV, en las iglesias las columnas se hicieron extraordinariamente delgadas, los nervios adquirieron perfiles muy afilados, las bóvedas se aplanaron y se cubrieron con combinaciones de nervios en forma de red. En el siglo XV, Alemania, al igual que sucedía con lo que serán Bélgica y Países Bajos, ya era un país próspero que producía una rica arquitectura de gran interés.
Durante el período gótico temprano francés en Alemania sólo se inició un trabajo significativo de este estilo, alrededor de 1180, la reconstrucción gótica de la catedral de Limburgo basada en el modelo de la catedral de Laon. El primer gran edificio que comenzó en estilo gótico, la catedral de Magdeburgo (de 1207/1209), se remonta al período del alto gótico francés, pero sus partes más antiguas todavía muestran claramente características góticas tempranas. Magdeburgo era sede de una importante diócesis desde el año 968 (sólo inferior en categoría a la sede primada de Maguncia), desde donde se había evangelizado parte de la Europa oriental. El obispo Alberto II, que había estudiado en Francia y deseaba imitar el estilo de los edificios que había visto allí, promovió la reconstrucción de la catedral en el año 1209, que se prolongó en el curso del siglo XIII y que no se acabó hasta 1520 con la colocación de los chapiteles de las torres. Todavía se notan en ella elementos de la tradición del románico alemán.
Sin embargo, en varias iglesias del románico tardío, se mantuvieron las proporciones generales tradicionales y los portales y ventanas en arco, pero se adoptó la innovación estructuralmente ventajosa de la bóveda de crucería de arco apuntado para los techos. El edificio central de la Iglesia de Nuestra Señora de Tréveris (desde aproximadamente 1230), la abadía de San Mauricio en Tholey (desde aprox. 1230) y la Iglesia sala de Santa Isabel en Marburgo (1235-1283) se consideran las primeras iglesias puramente góticas en el territorio alemán actual. Santa Isabel  es un hito importante en la evolución del gótico alemán, iglesia de la Orden Teutónica que alberga las tumbas de los ladngraves de Turingia, a cuya familia perteneció santa Isabel de Turingia (o de Hungría), muerta en 1231 tras una vida de ascetismo y caridad, y canonizada poco después. La iglesia se construyó también pocos años después de su muerte. Presenta una planta longitudinal, con dos altas torres en la fachada. La parte oriental no tiene deambulatorio sino una forma de trifolio constituida por el ábside central y dos ábsides simétricos que se abren en el transepto, constituyendo un triple coro que sustituye las capillas radiales del gótico francés, y que engloba un espacio unitario y cóncavo, adaptando el lenguaje formal francés y una planimetría espacial geométricamente determinada, casi de planta central, con naves longitudinales. El lenguaje formal de esta arquitectura es similar al de Toul y Tréveris, si bien Marburgo dependía eclesiásticamente de Maguncia. La rivalidad entre el landgrave de Turingia y el arzobispo de Maguncia condujo al landgrave a buscar su propio modelo en una archidiócesis ajena. La iglesia en gótico temprano del  monasterio cisterciense de Haina, que también puede preceder a la iglesia de Marburgo, está estrechamente relacionada con la iglesia de Santa Isabel.
También alrededor de 1230 el coro de la catedral de Wetzlar y la nave de la catedral de Friburgo se iniciaron como proyectos de renovación gótica. La  catedral de Friburgo, cuya construcción había comenzado en 1200, se reconstruyó en estilo gótico desde 1230 y es uno de los edificios góticos más importantes del país. Su torre de 116 metros fue considerada por Jacob Burckhardt como la más bella de la arquitectura cristiana. La torre es casi cuadrada en la base; en su centro, está la galería dodecagonal estrellada; luego es octagonal y se remata con la aguja cónica. Tiene una auténtica aguja gótica, que se completó alrededor de 1340 y que es la única de las agujas alemanas que fue completada en la Edad Media y que sobrevivió a los bombardeos de noviembre de 1944. Las formas góticas podrían haber sido llegado a Friburgo a través por la iglesia del monasterio cisterciense Tennenbach, pero su posición cronológica no ha sido aclarada. En el caso de la catedral de Paderborn, cuyas dos tramos occidentales todavía corresponden al concepto de basílica románica, la construcción gótica continuó a partir de 1231, pero no según el modelo de la Île de France, sino según el modelo de la catedral de Poitiers
La catedral de Tréveris (alrededor de 1233-1283) es un edificio doble, formado por dos iglesias, una dedicada a San Pedro y otra a la Virgen. La de San Pedro sufrió una modificación parcial en época gótica, pero conservó la planta románica, mientras que la iglesia capitular de la Virgen María (Liebfrauenkirche) se renovó hacia el año 1230, demoliendo el alzado anterior y reconstruyéndola con una planta casi circular y con rigurosas correspondiencias geométricas, adaptando el lenguaje gótico a esa inusual forma.
- Catedral de Limburgo, un edificio románico donde aparece el primer ejemplo gótico temprano en el rosetón
- Catedral de Magdeburgo (1209-1520)
- Catedral de Friburgo (1207/09-1520)
- Catedral de Tréveris (c. 1233-1283), formada por la unión de dos iglesias
- iglesia de Santa Isabel, en Marburgo (1235-1283)

La colosal catedral de Estrasburgo (1245-1275) —ciudad entonces parte integrante del Sacro Imperio Romano— comenzó a ampliarse después de un viaje del obispo Berthold de Teck a París y Reims, de acuerdo con el esquema del «gótico catedralicio francés», muy cercano a las soluciones de la basílica de Saint-Denis. La nave central tripartita, con grandes ventanales en el claristorio y el triforio iluminados por la luz de los vitrales fue acabada en 1275, quedando el coro y el trasepto en estilo tardorrománico. La zona de Estrasburgo había permanecido hasta entonces indiferente al nuevo lenguaje arquitectónico, permaneciendo fiel a la tradición artística imperial, con influencias del románico lombardo. Para resolver la dificultad de cubrir las bóvedas de las amplias naves se llamó a arquitectos franceses, que introdujeron las formas de las catedrales del norte de Francia, siendo un ejemplo de la importación puntual del lenguaje gótico. La parte gótica, sobre todo las naves, amplias y luminosas y con grandes ventanales que sustituían a los gruesos muros, está hecha en pleno estilo radiante, con alzado interior tripartito, con grandes ventanales en el claristorio y en el triforio iluminados por la luz de los vitrales. Desde 1277 se emprende  la espectacular fachada principal de piedra arenisca caracterizada por las dos torres, una de ellas no finalizada,  y en 1284, el maestro Erwin von Steinbach —mencionado por Goethe en su tratado Sobre la arquitectura alemana (1773)—diseñó el rosetón supervisando sus trabajos hasta su muerte en 1318, tras la cual su propio hijo, Jean Erwin, inició la elevación del segundo nivel de las torres por encima del rosetón y la revalorización del mural de las partes bajas de la fachada, trabajos que duraron hasta 1339.
En 1248 siguió la catedral de Colonia, iniciada bajo el obispo Conrado de Hochstaden y proyectada probablemente por un arquitecto francés que habría tomado parte en la construcción de la catedral de Amiens, que trataba de superar en dimensiones y altura el modelo de la catedral de Beauvais, con una planta de cinco naves y dimensiones grandiosas. La catedral  es una de las obras maestras del gótico alemán con sus dos altas naves y sus dos torres de fachada a la moda francesa.  El coro, que se completó en 1304, alcanza una altura de 46 metros, y se considera una obra maestra del gótico radiante, con un incomparable impulso vertical en la estructura, que fuerza los límites de la estática. Como en la Sainte-Chapelle de París, se hizo un amplio uso de vitrales historiados y de decoración escultórica. En la Edad Media, la catedral ni siquiera estaba a medio terminar y tras una prolongadísima interrupción, las obras se reanudaron en el siglo XIX, con criterios neogóticos, levantándose las naves y la fachada principal. hasta ser una de las iglesias más grandes del mundo.
La Iglesia de Santa María de Lübeck, que fue construida en 1250-1350, debe mencionarse como un edificio no menos ambicioso. Debido a su adaptación al material de construcción de ladrillo local, la Marienkirche también se convirtió en el edificio inicial del gótico de ladrillo para el norte de Alemania y la región del mar Báltico. Alrededor de 1260, basándose en el modelo de Reims, comenzó la renovación de la catedral de Halberstadt, de la cual solo se pudieron realizar inicialmente tres tramos de naves; el resto del edificio se prolongó hasta alrededor de 1500. El único edificio en Baviera basado en el esquema de la catedral francesa se inició alrededor de 1285/90 en la catedral de Ratisbona basado en el modelo de San Urbano en Troyes.
La catedral de Múnich, que sustituyó a una antigua iglesia románica construida en el siglo XII, fue encargada por Segismundo de Baviera y erigida por Jörg von Halsbach. La edificación empezó en 1468 y las dos torres se terminaron en 1488. La iglesia fue consagrada en 1494. Sin embargo, las famosas cúpulas de las torres no fueron construidas hasta 1525. Su diseño se inspiró en la Cúpula de la Roca de Jerusalén, que a su vez tiene influencias del arte bizantino. La catedral sufrió severos daños durante la Segunda Guerra Mundial; el techo fue destruido y una de las torres sufrió importantes destrozos. La restauración más importante del edificio se llevó a cabo después de la guerra y ha sido terminada en diferentes etapas, la última en 1994.
Además de las grandes iglesias episcopales, surgieron rápidamente en las ciudades numerosas iglesias parroquiales, que en ocasiones alcanzaron o incluso superaron las dimensiones de los edificios catedralicios. En Freiburg im Breisgau, la entonces Münster fue una de las primeras obras maestras del gótico alemán, cuya torre principal, completada alrededor de 1330 con su casco calado, se convirtió en modelo para muchas soluciones de torre posteriores y que fue una de las pocas grandes torres góticas de la Edad Media terminadas. Desde 1377 la Ulm Minster, cuya torre principal, la torre de la iglesia más alta del mundo, no se pudo completar hasta el siglo XIX. La iglesia del monasterio cisterciense de Altenberg, que se inició en 1259, se destaca como una iglesia de monasterio, que expresa la modestia cisterciense sin torres y con decoraciones arquitectónicas reducidas, pero triunfa en sus dimensiones.
- Catedral de Estrasburgo (1245-1275), destacada obra del alto gótico
- Catedral de Colonia (1248-1880), edificio terminado en un neogótico
- Fachada oeste de la catedral de Altenberg, de 1259
- Catedral de Ratisbona, única catedral bávara de esquema francés, desde 1273.
- Iglesia de Nuestra Señora, Núremberg (1350-1358)
- Catedral de Ulm, de 1377, con la torre de iglesia más alta del mundo, desde 1890.

- Interiores de iglesias góticas
- Interior de la catedral de Magdeburgo
- Interior de la Liebfrauenkirche de Tréveris.
- Coro de la catedral de Colonia
- Catedral de Estrasburgo

La adopción de las iglesias de salón (Hallenkirche), inspiradas en la arquitectura cisterciense, es otra característica del gótico alemán. Las naves laterales se elevaron hasta alcanzar el mismo nivel de la nave central, quedando separadas solo por los pilares como en la ya citada Santa Isabel de Marburgo. Esa disposición permitió el desarrollo de elaborados sistemas de bóvedas, en los que la delimitación de los tramos individuales desaparecía cada vez más, fusionando en un espacio unificado a menudo  cubiertos por una magnífica red de bucles en las bóvedas de crucería de la Annaberg o en la Freiberg (reconstruida entre 1484 y 1512)). Esa preferencia alemana por las Hallenkirches apenas se compartió en Renania y en las ciudades del suroeste del mar Báltico, desde Lübeck hasta Stralsund, en donde encada caso se construyó al menos una gran basílica de ladrillo con contrafuertes. Para las desviaciones del modelo francés, incluida la renuncia al deambulatorio y a la corona de la capilla, se ha empleado el término «Reduktionsgotik» (gótico reducido). La antigua denominación de «Deutsche Sondergotik» está en desuso.
La originalidad alemana aparece en el uso del ladrillo, principalmente en el norte del país, en la zona de la costa del mar Báltico, donde prevaleció el llamado gótico de ladrillo. Ciudades como Lübeck, Rostock, Wismar, Stralsund y Greifswald se caracterizan por esta variación de estilo regional. Dado que hay pocas ocurrencias de piedra natural en la región costera, tuvieron que recurrir a la construcción de grandes edificios en ladrillo. El desarrollo de formas en ladrillo  le dio su propio lenguaje de diseño y los tonos del ladrillo también dio a los edificios un colorido especial. Como modelo para muchas iglesias del norte de Alemania se encontraba iglesia de Santa María de Lübeck, que se construyó entre 1200 y 1350 y la catedral de Schwerin (1270-1416).
Además de edificios religiosos, la construcción de casas gremiales y, sobre todo, de ayuntamientos fue una tarea de construcción en el estilo gótico, un signo de la aspiración de la burguesía. Famosos son el Ayuntamiento de Stralsund (alrededor de 1350) y el Ayuntamiento de Bremen (1410), cuya fachada fue rediseñada durante el Renacimiento. Un ejemplo especial de un edificio secular gótico es el Ayuntamiento de Münster (reconstruido, originalmente desde 1350).
Los edificios residenciales que se edificaron en esa época fueron principalmente edificios de entramado de madera, como se puede ver hoy en día en ciudades como Goslar o Quedlinburg —con una de las casas de entramado de madera más antiguas del país: el edificio del siglo XIV que alberga el Fachwerkmuseum—, aunque también se construían casas con hastiales (Ratisbona) y se acondicionaban torres a la moda italiana.
Entre los siglos XIV y el XVI, dominó el gótico tardío con la erección de la iglesia de Santa Ana (Annaberg-Buchholz) en Annaberg-Buchholz, un bello ejemplo de gótico flamígero de Sajonia, y la catedral de Ulm. El gótico tardío creó ejemplos significativos y las ciudades imperiales del sur de Alemania, especialmente Núremberg y Ratisbona, así como las ciudades hanseáticas de la costa báltica, especialmente Lübeck y Stralsund, se convirtieron en centros locales de arquitectura gótica.
Durante mucho tiempo, especialmente en el siglo XIX, el gótico se consideró un estilo típicamente alemán. Después de la Guerra de la Sexta Coalición contra Napoleón, la arquitectura gótica se convirtió en el paradigma de un orden mundial primitivo alemán, cristiano y medieval. Esa imagen de sueño romántico se elevó a contraimagen positiva. La catedral de Colonia, que aún no se había completado en ese momento, se convirtió en el epítome arquitectónico de la grandeza alemana y, al mismo tiempo, el gótico se reinterpretó como un estilo alemán. Pero ya en la fase alta de la glorificación del gótico alemán, Franz Theodor Kugler fue el primero en declarar públicamente que el área de origen del gótico era el norte de Francia.
Debido al largo período de construcción de las iglesias y catedrales, que construyeron artesanos organizados en talleres, algunos de los edificios más famosos se terminaron en el siglo XIX, cuando el estilo gótico volvió a estar de moda en el contexto del romanticismo o el historicismo: esto se aplica especialmente a catedral de Colonia, que es la catedral gótica más grande del mundo después de la catedral de Milán, y que se completó finalmente en 1880 después de una suspensión de siglos con la ayuda de los planos góticos redescubiertos. La catedral de Ulm también se completó después de un largo período de congelación solo a fines del siglo XIX; su torre de 161.5 metros de altura, que se completó en 1890, todavía es la torre de iglesia más alta del mundo.
- Plantas de iglesias góticas
- Catedral de Lübeck
- Catedral de Friburgo (desde 1230)
- Iglesia de Santa Isabel en Marburgo (1235-1283)
- Liebfrauenkirche de Tréveris, inusual planta circular
- Catedral de Colonia
- Iglesia de Santa Ana (Annaberg -Buchholz)

### Polonia
El gótico en Polonia o gótico polaco son denominaciones historiográficas para caracterizar la producción arquitectónica en la época del arte gótico en la actual Polonia, en ese momento regida sólo parcialmente por el reino de Polonia, con partes bajo el dominio del ducado de Lituania, la Orden Teutónica  y algunas ciudades hanseáticas. 
El gótico llegó a tierras polacas con los cistercienses, que utilizaron elementos del gótico temprano en 1214 en su iglesia de Trzebnica (bóveda de crucería en la cripta oriental y bajo la galería) y en las iglesias monásticas de Jędrzejów de 1210 y Koprzywnica. La corriente gótica comenzó a extenderse gracias a las órdenes dominicana y franciscana a finales de la primera mitad del siglo XIII. Los primeros elementos del nuevo estilo son visibles en la construcción dominica, bajo el obispo Iwo Odrowąż, de la basílica de la Santa Trinidad en Cracovia (1226-1250), de ladrillo, perteneciente al románico tardío, en la que se realizaron arcos ojivales entre las naves. En el norte y oeste del país ya había precedentes románicos construidos en ladrillo, que será el material elegido para la mayor parte de los edificios góticos (gótico de ladrillo, característico de toda la región báltica). Algunos, como la catedral de Wawel (1320-1364), se harán en piedra y también hay ejemplos de pequeñas iglesias de mampostería.
Las iglesias dominicanas y franciscanas, construidas en estilo gótico temprano, se caracterizaron por la sencillez de formas y la falta de torres, vidrieras y ricas decoraciones. Por lo general, disponían de un presbiterio largo y rectangular, destinado a los monjes, cubierto con bóvedas de crucería. También hay algunos edificios cistercienses. Una de las primeras manifestaciones góticas en el país fue también la reconstrucción de la catedral de Wrocław  después de 1244, que se amplió desde el este con un coro de ladrillo simplemente cerrado con un deambulatorio, y dos pequeñas torres en las esquinas que han permanecido inconclusas hasta el día de hoy. Se cree que el edificio polaco más antiguo construido íntegramente en estilo gótico sería la capilla del santuario de Santa Jadwiga (Trzebnica) (1268-1269) en la iglesia de San Bartolomé en el monasterio cisterciense. La capilla fue reconstruida a partir de una capilla románica anterior y se conectó a la iglesia mediante un portal gótico temprano. La forma de las iglesias góticas es mucho más diversa que la de los edificios construidos en el período románico. Obras interesantes, en estilos regionales diferentes, fueron construidas en Lubiąż, Kamieniec Ząbkowicki y Henryków, así como en Oliwa, Pelplin y Koronowo.
El desarrollo del estilo gótico estuvo muy influenciado por los cambios que se estaban produciendo entre la burguesía. La incorporación de ciudades bajo la Ley de Magdeburgo y la aparición de nuevos núcleos en el período de fragmentación distrital, cuyos habitantes se sintieron apegados principalmente a su propia región y no a todo el país, favoreció el surgimiento de escuelas separadas de arte gótico. Como en otros países, también se realizaron colectas para la construcción de nuevas iglesias en ciudades polacas. El patrocinio real jugó un papel importante. La reforma del Estado llevada a cabo en el siglo XIV permitió financiar muchas obras de ese período. El reinado de Casimiro el Grande (r. 1333-1370) fue el momento del mayor florecimiento de la arquitectura gótica en Polonia. La segunda vez tuvo lugar un desarrollo similar en la fase gótica tardía, durante el gobierno de Casimiro IV Jagellón (1447-1492).
La zona del sur de Polonia, especialmente la región de la Baja Silesia, permaneció en estrecho contacto con los constructores de Bohemia y revela la influencia del gótico checo, con soluciones parecidas como la localización de la torre en la intersección del transepto con el coro (en el lado sudoriental de las iglesias). En la región de la Pequeña Polonia, bajo el patrocinio real, se desarrolló la construcción denominada estilo cortesano, realizada en ladrillo con sillares de piedra para realzar los detalles. Suelen ser iglesias de dos naves. En esta parte del país, la llegada del Renacimiento (principios del  siglo XVI) fue más rápida, también debido al mecenazgo cortesano. La arquitectura de las tierras del norte estuvo fuertemente influenciada por el gótico báltico, con patrones inspirados en los edificios del estado de la Orden Teutónica y de otras ciudades asociadas con la Liga Hanseática. La Gran Polonia, que perdió ante la Pequeña Polonia protagonismo en el país, no jugó un papel significativo en la conformación de este estilo. La arquitectura de estas tierras muestra muchas conexiones con los edificios de Silesia y de Pomerania. Las iglesias de Pomerania son de ladrillo, con torres situadas en el eje principal, siendo muy poco común la planta basilical. Mazovia, que se unió a la Corona solo en 1526, se inspiró principalmente en el arte de Pomerania, aunque la influencia de la escuela de Cracovia también es visible. No se desarrollaron diferentes formas de gótico en Mazovia. Los edificios que se producen en esta tierra se caracterizan más bien por la simplificación de las formas antes conocidas. Las tradiciones góticas continuaron aquí durante mucho tiempo (hasta finales de los siglos XVI y XVII). En la construcción de madera, las influencias góticas son visibles aún más. En el siglo XIX, el gótico de Mazovia incluso se reconoció como un estilo polaco en la arquitectura, proporcionando un modelo para los arquitectos de muchas iglesias neogóticas. 
Debido al difícil acceso a la piedra trabajable, los detalles de piedra están casi ausentes en el país y todas las formas decorativas se limitan al ladrillo y luego al estuco. Todavía se construyó en estilo gótico en el siglo XVI; siendo el representante más destacado en el país fue el arquitecto Giovanni Battista (Jan Baptysta Wenecjanin, c.1492-1567).
Los centros urbanos que conservan la mayor parte del gótico polaco son las ciudades de Cracovia, Gdańsk, Toruń y Breslavia. Muchos edificios góticos en origen fueron largamente ampliados y modificados en otras épocas y estilos.
- Arquitectura gótica en Polonia
- Catedral de Wawel (1320-1364)
- Basílica del Corpus Christi (Kazimierz, Cracovia)
- Collegium Maius, Cracovia.
- Iglesia de Santa María, Gdańsk (1343-1502)
- Castillo de Malbork
 ( Patrimonio de la Humanidad     (1997))

### República Checa
La arquitectura gótica checa se refiere al período arquitectónico principalmente de la Baja Edad Media en el área de la actual República Checa (antigua Corona de Bohemia, que consistía principalmente en el Reino de Bohemia y el Margraviato de Moravia).
El estilo gótico apareció por primera vez en tierras checas en la primera mitad del siglo XIII y fue habitual allí hasta principios del siglo XVI. Las fases del desarrollo de la arquitectura gótica en las tierras checas a menudo reciben el nombre de la dinastía gobernante en Bohemia de la época correspondiente:
- Gótico temprano o premislida, por la dinastía de los Premislidas, en el siglo XIII y comienzos del XIV;
- Gótico pleno o luxemburgués, por la dinastía Luxemburgo, de los siglos XIV al XV;
- Gótico final o jagellón, por la dinastía Jagellón, de 1471 a 1526.

Los edificios más importantes están relacionados con las actividades de fundación real (de la corte), con las actividades de las principales familias aristocráticas (familias Rožmberk y Pernštejn) y con las actividades constructoras de las ciudades recién fundadas. Inicialmente, hubo importantes influencias de los edificios cistercienses y del gótico francés clásico, pero poco a poco se desarrolló un estilo particular, que incorporó la tradición del arte sajón y del Danubio. Incluso se desarrollaron tipos específicos de edificios, como las iglesias de dos naves de Bohemia meridional.
Los maestros de obras más significativos que trabajaron en las tierras checas (especialmente en Bohemia) fueron el germano Peter Parler (1330/3-1399) y Benedikt Rejt (c. 1450-1531/36).
- Torre del Puente de Carlos (1357-1402) en Praga, de Petr Parler, una de las mayores y más bellas puertas góticas de Europa.[36]
- Iglesia de Nuestra Señora ante Týn (1380-1450) en la «ciudad vieja» de Praga, construida por el taller de la familia Parler
- Iglesia de Santa Bárbara (Kutná Hora) (1388-1588, inacabada, rematada en 1884-1905), con su cubierta carpada típica del gótico tardío. En ella trabajaron Peter Parler y Benedikt Rejt.
- Salón de Vladislao (1493-1502) del castillo de Praga, de Benedikt Rejt (ca. 1500), en la época el mayor espacio secular abovedado  de Europa Central.[37][38]

### Bélgica, Países Bajos y otros

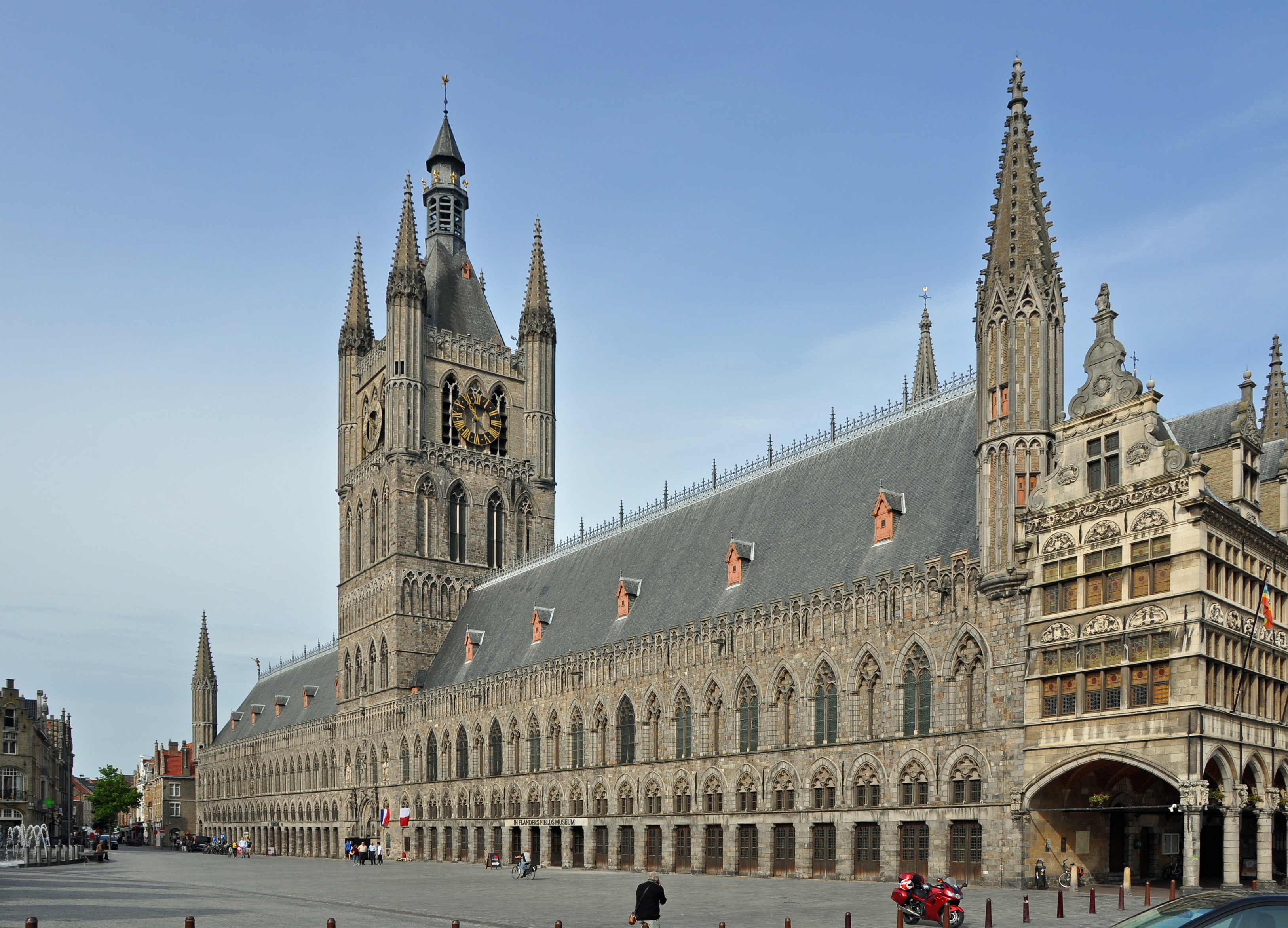
Lonja de Paños (1200-1304) de Ypres, reconstruida tras la Primera Guerra Mundial

Por su situación geográfica, esta región recibe de forma temprana y directa la influencia del arte gótico francés. Durante el siglo XV, el poderío económico se transmite a la arquitectura que se levanta durante este periodo, llena de suntuosidad.
Predomina la arquitectura civil, en la que una burguesía acomodada, agrupada en gremios de artes y oficios, erige casas corporativas y en las plazas de las ciudades se edifican soberbios ayuntamientos —como los de Brujas (1376-1421) o Bruselas (1401-1455) y Lovaina (1439-1469)— y lonjas de contratación, entre las que destaca la Lonja de Paños de Ypres, reconstruida tras la Primera Guerra Mundial. También abundan viviendas particulares, que se caracterizan por el remate denominado de piñón, de forma escalonada y triangular de gran altura; los tejados suelen ser altos y de gran pendiente.
Ejemplos de viviendas y barrios de la época que han llegado hasta nosotros en buen estado de conservación son el Grasslei o Muelle de la hierba de Gante, la plaza central de Delft o la Grand Place de Bruselas.

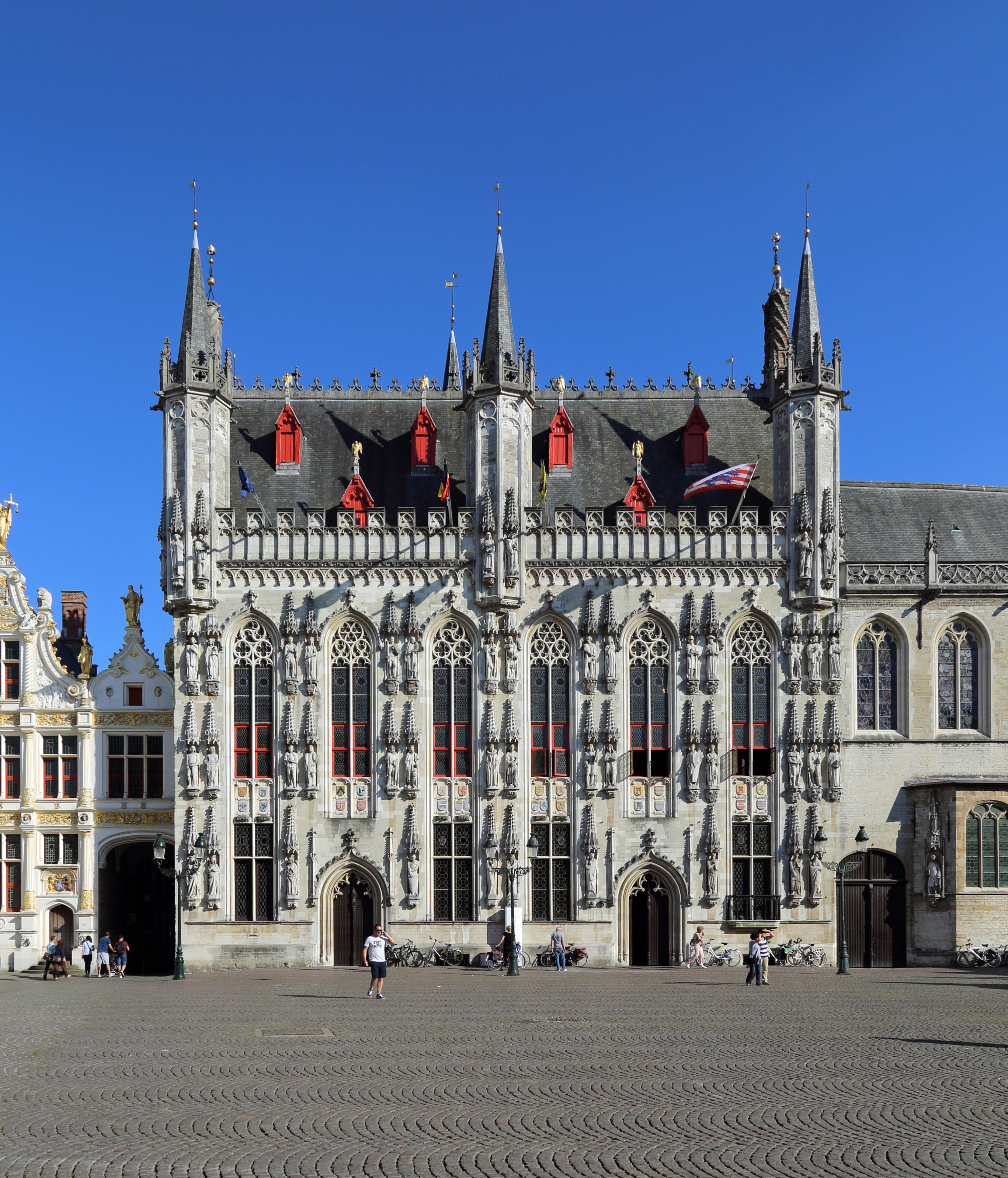
Ayuntamiento de Brujas (1376-1421)
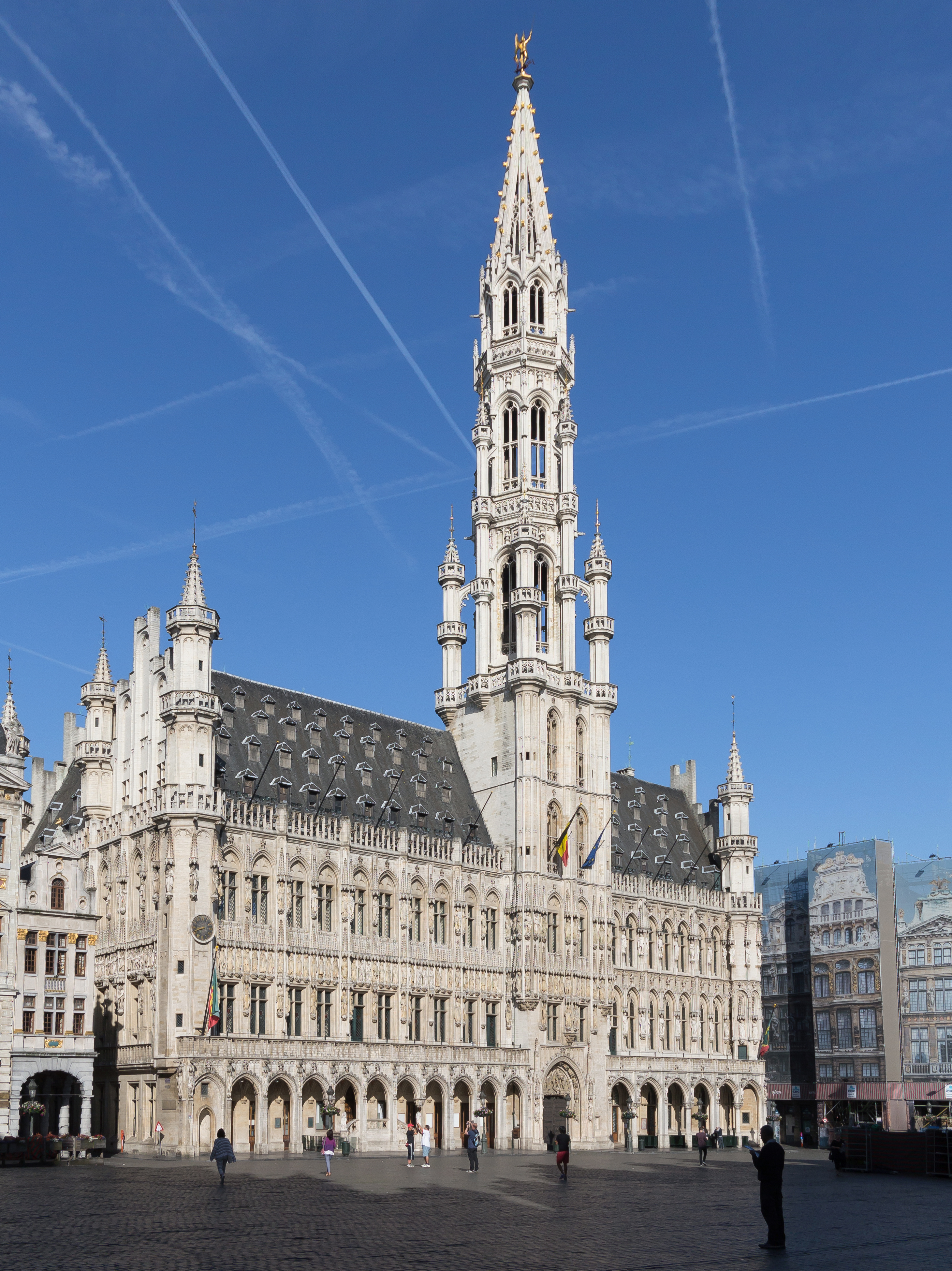
Ayuntamiento de Bruselas (1401-1455)
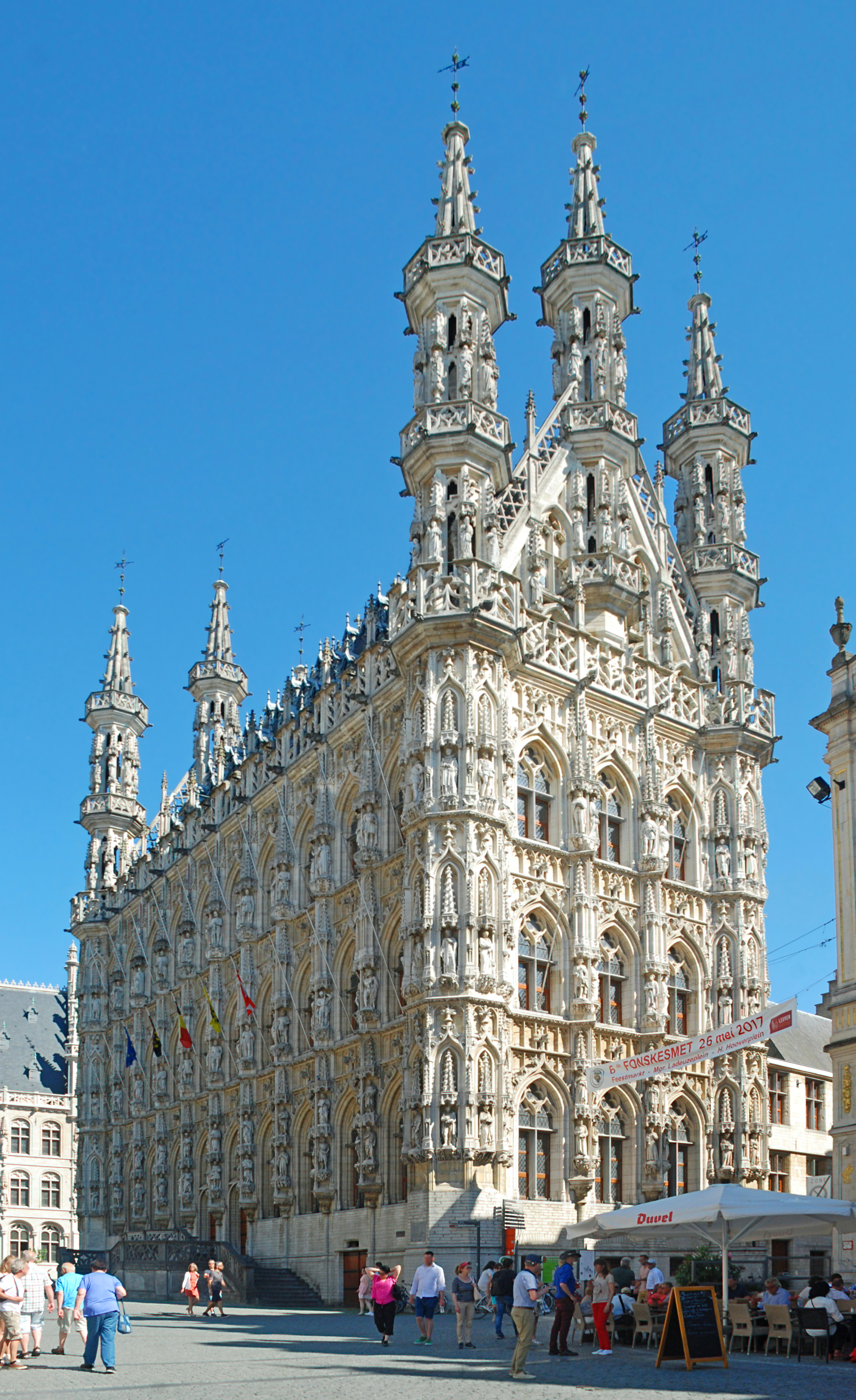
Ayuntamiento de Lovaina (1439-1469)
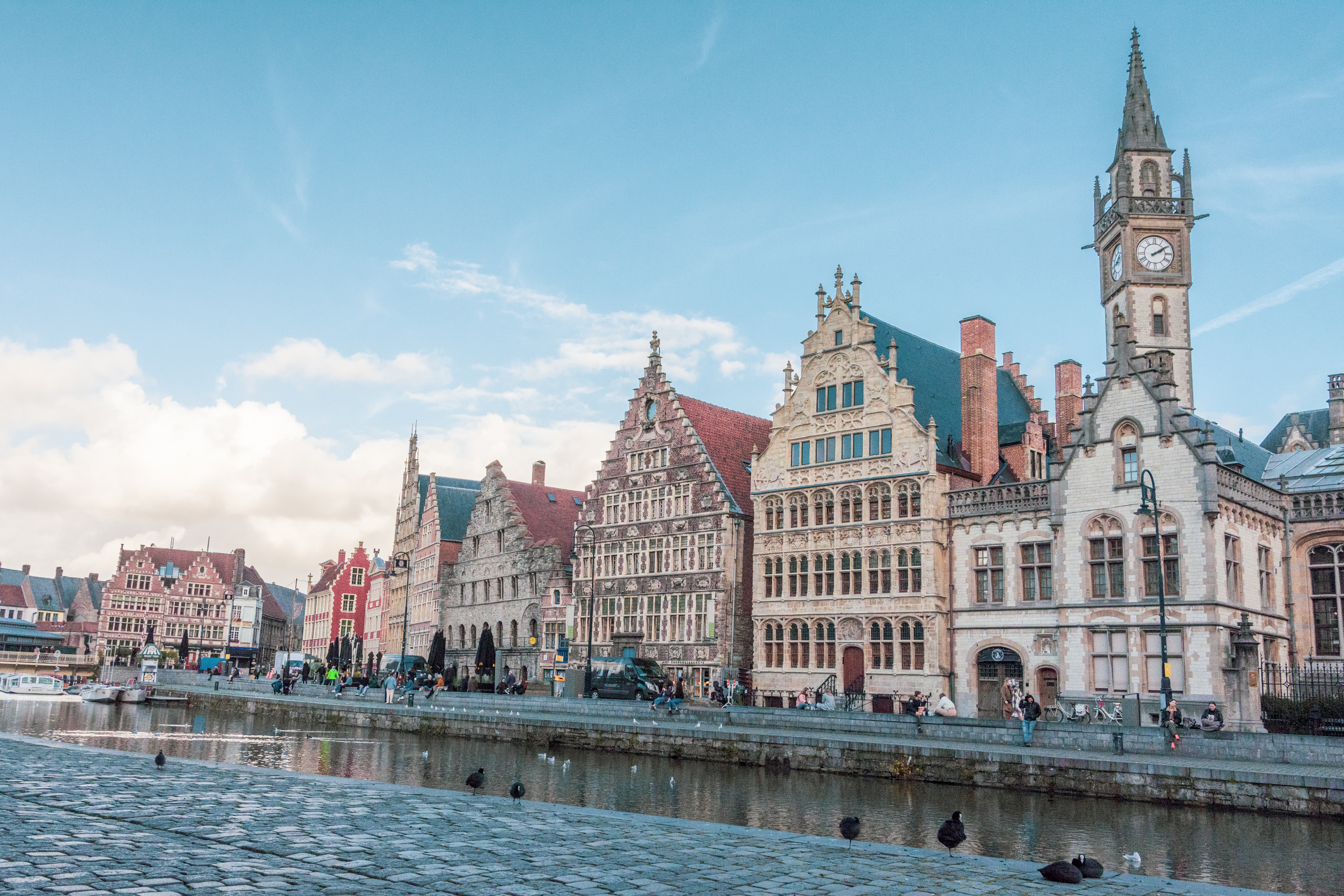
Grasslei o muelle de la hierba de Gante
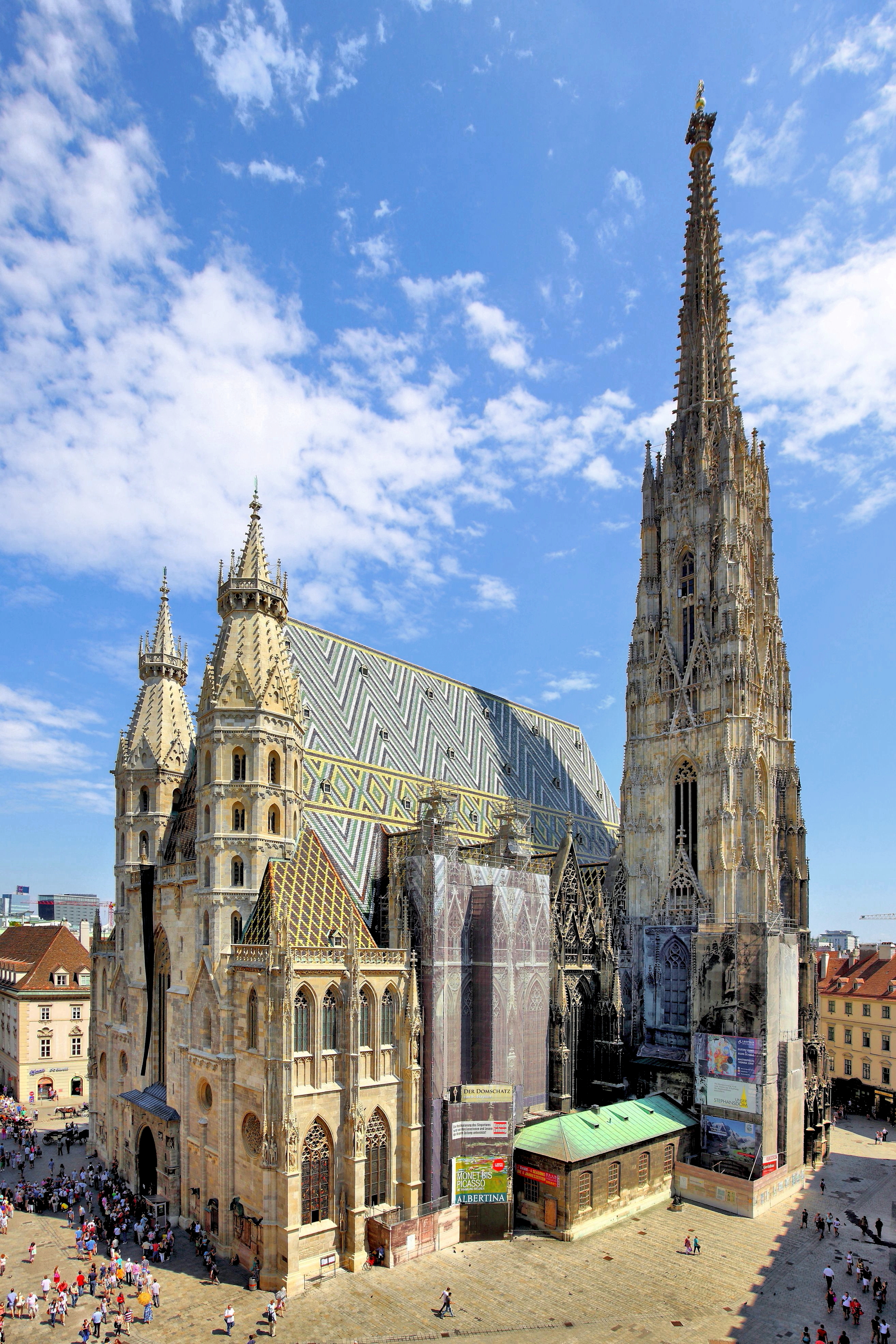
Catedral de San Esteban de Viena

#### Gótico escaldino
El gótico escaldino (en francés: gothique scaldien) o también gótico tournaisino (gothique tournaisien) es un estilo arquitectónico gótico temprano o de transición románico-gótico, del final del siglo XII y del XIII, típico del antiguo condado de Flandes. La denominación de «gótico tournaisino» se refiere al hecho de que este estilo nació en la ciudad de Tournai y desde ahí, irradió en el obispado de Tournai, que incluía en la época gran parte del condado de Flandes. La mayoría de los ejemplos de este estilo se encuentran en la cuenca del río Escalda, de ahí el nombre alternativo de «gótico escaldino».
Este estilo combina características del románico y del gótico: son románicas el uso de torretas laterales con techos cónicos y agujas o la disposición de cimborrios en el crucero del transepto; en cambio, son góticas la utilización de arcos de ojiva y de deambulatorios de alargadas ventanas exteriores. Los huecos a menudo consisten en tres ventanas estrechas bajo un único arco. El resultado da una impresión de altura en comparación con las iglesias románicas, más antiguas o contemporáneas. El gótico tournaisino, sin embargo, no llegó a la esbeltez y las secciones de muros audazmente aéreos característicos del alto gótico francés.
Los edificios de estilo gótico escaldino están construidos en piedra azul extraída de canteras de Tournai y de Antoing. Es una piedra caliza dura y densa, que data de la era primaria, bastante difícil de trabajar. La arquitectura románica precedente usaba esta piedra como mampuestos y piedra toscas, que con el gótico escaldiano, sin embargo, se comienzan a ver en aparejos regulares y bien tallados. Esta piedra densa y pesada, con una textura fina, pero que no se deja esculpir fácilmente, y el intenso color gris azulado que le da un aspecto fresco, da su carácter a este estilo monumental. Las formas arquitectónicas específicas del gótico escaldino están concebidas para trascender esta piedra y extraer de ella lo mejor: líneas rectas, juego de superficies planas, aristas precisas y regulares, ojivas poco o nada molduradas para hacerlas más legibles, asociación de las formas geométricas simples, columnas redondas, capiteles y esculturas muy estilizados y simplificados. Se cree que la piedra era tallada en Tournai incluso antes de su transporte en barcazasas hasta las obras de construcción; esto favoreció la radiación del estilo en Flandes a lo largo del Escalda, paralelamente al del obispado.
La catedral de Tournai no tiene partes en gótico tournaisino propiamente dicho, excepto tal vez las partes superiores de las dos torres románicas más occidentales, que anuncian el gótico. La nave y el transepto son significativamente románicos, pero en un estilo local que marcara profundamente el gótico tournaisino, que se inspirará en él directamente. El impresionante coro gótico del siglo XIII, por su parte, ya era (precozmente) de estilo gótico radiante francés, pero que sin embargo integra plenamente las líneas puras y la estética particular del gótico temprano local de Tournai y pone valor la piedra azul. Este estilo gótico radiante fue también muy popular en Flandes a partir de Tournai. Los elementos del gótico tournaisino stricto-sensu (que son gótico temprano) y del gótico radiante se entremezclan en muchos monumentos de piedra azul de la región y son a veces mal distinguidos.
La Ridderzaal  (la sala de los caballeros) de La Haya en los Países Bajos, un lugar de la historia y en la actualidad de la representación del Estado de los Países Bajos, situada en el centro de la Binnenhof, se considera relevante del gótico escaldino. Se trata principalmente de una obra de ladrillo y decorada con un poco de piedra azul.
- Interiores góticos escaldinos
- San Quintín en Tournai, elementos góticos bajo estructura románica
- Coro de Nuestra Señora en Oudenaarde
- Nave de San Nicolás en Gante
- Ábside de San Nicolás en Gante

#### Gótico brabantino
El estilo gótico brabantino o brabanzón [de Brabante] (en francés: gothique brabançon) es una significativa variante local de la arquitectura gótica que se encuentra en muchos monumentos situados en el territorio del Brabante histórico —el ducado de Brabante, hoy perteneciente a Bélgica (provincias de Brabante Flamenco y Amberes) y al sur de los Países Bajos (provincia de Brabante Septentrional)— y en las áreas circundantes.

### Gótico báltico
El gótico de ladrillo (en alemán: Backsteingotik, en polaco: Gotyk ceglany, en neerlandés: Baksteengotiek) es una variante de la arquitectura gótica que surgió en el norte de Europa, particularmente en el norte de Alemania y las regiones alrededor del mar Báltico. Se extendió especialmente en las ciudades culturalmente alemanas de la antigua Liga Hanseática a partir del siglo XIII y luego mucho más allá por influencia (Escandinavia, Flandes, toda Polonia, el sur de Alemania). Dado que en la región no hay muchas canteras de piedra, los edificios son esencialmente de ladrillo y el estilo de la decoración se ha adaptado a las posibilidades y a los límites de este material, dotando a esta arquitectura de una identidad muy particular. Por extensión, también se usa para las edificaciones del siglo XIX y XX de la arquitectura neogótica.
Dado que la mayor parte del gótico de ladrillo se  localiza geográficamente en las zonas ribereñas del Báltico —algo más amplia, desde el paso de Calais hasta Galitzia— ha causado que se use también la denominación gótico báltico (en alemán: Norddeutsche Backsteingotik), aunque haya otras zonas y estilos de arquitectura gótica de ladrillo en Europa, más o menos independientes, como en Italia y la región francesa de Toulouse (gótico meridional). Alrededor de una cuarta parte de la arquitectura gótica medieval de ladrillo se encuentra en los Países Bajos, en Flandes y en el Flandes francés.
Cuando en el siglo XII llegó al noroeste y centro de Europa el uso del ladrillo rojo cocido, el estilo usado correspondía al románico siendo por ello los edificios más antiguos considerados como románicos de ladrillo. En el siglo XVI, el estilo gótico de ladrillo fue reemplazado por la arquitectura renacentista de ladrillo.
El gótico de ladrillo se caracteriza por la ausencia de programas figurativas de escultura arquitectónica, que son generales en otros estilos de la arquitectura gótica. Típica de la región del mar Báltico es la subdivisión y estructuración creativa de los muros, utilizando patrones decorativos contrastando ladrillos rojos, ladrillos vidriados y enyesados blancos. Sin embargo, estas características no son omnipresentes ni exclusivas y en algunos edificios se usa una combinación de ladrillo y de piedra. Las torres de la iglesia de Santa María de Lübeck, la iglesia gótica de ladrillo más importante de la región del Báltico, tienen esquinas de sillares de granito. Muchas iglesias rurales del norte de Alemania y de Polonia tienen un diseño gótico de ladrillo a pesar de que el componente principal de sus muros sean cantos rodados.
El alcance y la variedad real de esta arquitectura de ladrillo aún no ha logrado desprenderse completamente de las opiniones publicadas a finales del siglo XIX y principios del XX, especialmente en los años cercanos al final de la Primera Guerra Mundial, cuando el estilo fue instrumentalizado políticamente.
Han sido declarados Patrimonio de la Humanidad por la UNESCO algunos edificios —castillo polaco de la Orden Teutónica de Malbork, catedral danesa de Roskilde (1995, ref. 695) y ayuntamiento alemán de Bremen— y varios centros urbanos ricos en edificios de ladrillo de estilo gótico: Lübeck, Stralsund y Wismar, en Alemania; Toruń, en Polonia (mientras que Gdańsk está incluido en la lista Indicativa); Riga, en Letonia; y Brujas, en Bélgica. En Tallin, Estonia, los edificios góticos están hechos principalmente de piedra caliza local, pero con las características del estilo báltico.
- Iglesia de Santiago Apóstol de Toruń (Polonia)
- Iglesia de Santa María en Lübeck (Alemania), con ladrillo rojo y barnizado, esquinas de granito y cornisas de piedra caliza
- Ayuntamiento  e iglesia de San Nicolás de Stralsund (Alemania)
- Iglesia de San Nicolás (1381-1487) de Wismar
- Casa de los Cabezas Negras, Riga, destruida en la II Guerra Mundial y reconstruida fidedignamente en 1999